# Bayer 04 Leverkusen
Die Bayer 04 Leverkusen Fußball GmbH – kurz Bayer 04 Leverkusen, Bayer Leverkusen oder Bayer 04, weitere Kürzel B04 oder SVB – ist die als Fußballunternehmen am 1. April 1999 ausgegliederte Lizenzspielerabteilung des 1904 gegründeten Turn- und Sportverein Bayer 04 Leverkusen e. V. Da die Bayer AG den Verein zuvor mehr als 20 Jahre lang gefördert hatte, durfte sie durch eine Ausnahmeregelung entgegen der 50+1-Regel alle Anteile an der Bayer 04 Leverkusen Fußball GmbH übernehmen (sog. Lex Leverkusen und Wolfsburg). Aufgrund der engen Bindung an die Bayer AG und weil bis in die 1970er-Jahre noch ein Großteil der Spieler im Werk beschäftigt wurde, wird das Team auch als Werkself bezeichnet.
Die Mannschaft von Bayer 04 stieg 1979 in die Bundesliga auf und ist seitdem ohne Unterbrechung in der höchsten deutschen Spielklasse vertreten; einzig der FC Bayern München und Borussia Dortmund nehmen zurzeit länger durchgehend an diesem Wettbewerb teil. Zu den größten Erfolgen zählen der Sieg im UEFA-Pokal 1988 und der Gewinn des DFB-Pokals 1993 und 2024, das Erreichen des Champions-League-Finales 2002 sowie die Deutsche Meisterschaft 2024. Bayer 04 ist darüber hinaus der einzige Bundesliga-Teilnehmer, dem seit Bestehen der höchsten deutschen Liga eine ungeschlagene Saison gelungen ist. Durch zahlreiche zweite Plätze in verschiedenen Wettbewerben im Zeitraum von 1997 bis 2011, darunter fünf deutsche Vizemeisterschaften, haftete der Mannschaft jedoch lange das Image des „Ewigen Zweiten“ mit der Bezeichnung Vizekusen an.

## Geschichte

### Von der Gründung bis in die II. Division (1904–1949)
Im Februar 1903 schrieb Wilhelm Hauschild einen von 170 Arbeitern des Bayer-Konzerns unterzeichneten Brief an die Firmenleitung mit der Bitte, einen konzerneigenen Sportverein zu gründen. Nachdem das Unternehmen eingewilligt hatte, kam es am 1. Juli 1904 zur Gründung des Turn- und Spielverein 1904 der Farbenfabrik vormals Friedrich Bayer Co. Leverkusen (kurz TUS 04). Erster Vorsitzender des Vereins wurde Major a. D. Albert Mandel, der seit 1903 Wohlfahrtsdirektor im Bayerwerk war.
Am 31. Mai 1907 wurde in der Gaststätte Wiesdorfer Hof an der damaligen Kurtekottenstraße (heute Titanstraße) in Wiesdorf die Fußballabteilung des Vereins gegründet, die ihre Farben auf Schwarz und Rot festlegte. Bis zum Beginn des Ersten Weltkriegs vagabundierten die Fußballspieler zwischen verschiedenen Spielorten, bis sie 1914 im Westen der Kolonie II eine Heimat fanden: den Platz an der Dhünn, auch Dhünn-Platz genannt.
In den 1920er Jahren forderte der Turnerverband seine Mitglieder dazu auf, sich zwischen der Mitgliedschaft in der Deutschen Turnerschaft oder der in einem anderen Sportbund zu entscheiden. Dies sorgte dafür, dass die Fußballspieler, die weiter im DFB organisiert sein wollten, den TUS verließen und mit dem FV 04 Leverkusen einen eigenständigen Verein gründeten. 1928 schloss sich der FV 04 mit dem bereits 1921 aus dem TUS herausgelösten Box- und Sportverein Wiesdorf zur Sportvereinigung Leverkusen 04 zusammen, die später als SV Bayer 04 Leverkusen (kurz SVB) bekannt wurde. Von da an gab es mit dem TUS 04 und dem SVB zwei Leverkusener Werksvereine, die jeweils bis zu ihrer Wiedervereinigung im Jahr 1984 mehr als hundert nationale und internationale Titel in unterschiedlichsten Sportarten errangen.
Ende der 1920er und Anfang der 1930er Jahre spielten Leverkusens Fußballspieler ausschließlich in der dritten und vierten Liga, bis sie 1936 in die Bezirksklasse aufstiegen, damals die zweite Liga unter den 1933 neu geschaffenen Gauligen. In diesem Jahr trugen die Spieler wohl anlässlich eines Aufstiegsspiels gegen Solingen 95 erstmals das Bayer-Kreuz auf ihren Trikots. Ein Jahr zuvor hatten arbeitslose Vereinsmitglieder mit den Bauarbeiten für das spätere Stadion am Stadtpark begonnen, das in den nächsten Jahrzehnten zur Heimat der Bayer-Fußballspieler wurde.
1949 gewann Bayer 04 die Rheinbezirksstaffel 1 und unterlag im Bezirksendspiel im ersten Derby dem 1. FC Köln, der als Sieger erstmals in die Oberliga aufstieg. Danach verpassten die Leverkusener auch eine zweite Aufstiegschance, als sie in Qualifikationsspielen nach der Erweiterung der Oberliga gegen den FC Schalke 04 unterlagen.

### Zweitklassigkeit und erstklassige Oberliga (1949–1963)
| Saison  | Platz | Tore  | Punkte |
| ------- | ----- | ----- | ------ |
| 1949/50 | 5     | 56:39 | 35:25  |
| 1950/51 | ▲1    | 69:36 | 47:13  |
| 1951/52 | 6     | 49:41 | 32:28  |
| 1952/53 | 10    | 50:68 | 29:31  |
| 1953/54 | 7     | 58:67 | 31:29  |
| 1954/55 | 3     | 54:42 | 36:24  |
| 1955/56 | ▼15   | 37:65 | 17:43  |
| 1956/57 | 4     | 48:29 | 36:24  |
| 1957/58 | 4     | 68:39 | 38:22  |
| 1958/59 | 4     | 63:46 | 37:23  |
| 1959/60 | 5     | 58:52 | 31:29  |
| 1960/61 | 3     | 63:36 | 40:20  |
| 1961/62 | ▲1    | 93:40 | 45:15  |
| 1962/63 | 9     | 50:54 | 30:30  |

Ab 1949 spielte Bayer 04 für zwei Saisons in der neu gegründeten II. Division, ehe die Mannschaft um Richard Job, Theo Kirchberg und Kapitän Hans Frömmel 1951 in die Oberliga West und somit in eine der Staffeln der damals höchsten deutschen Spielklasse aufstieg.

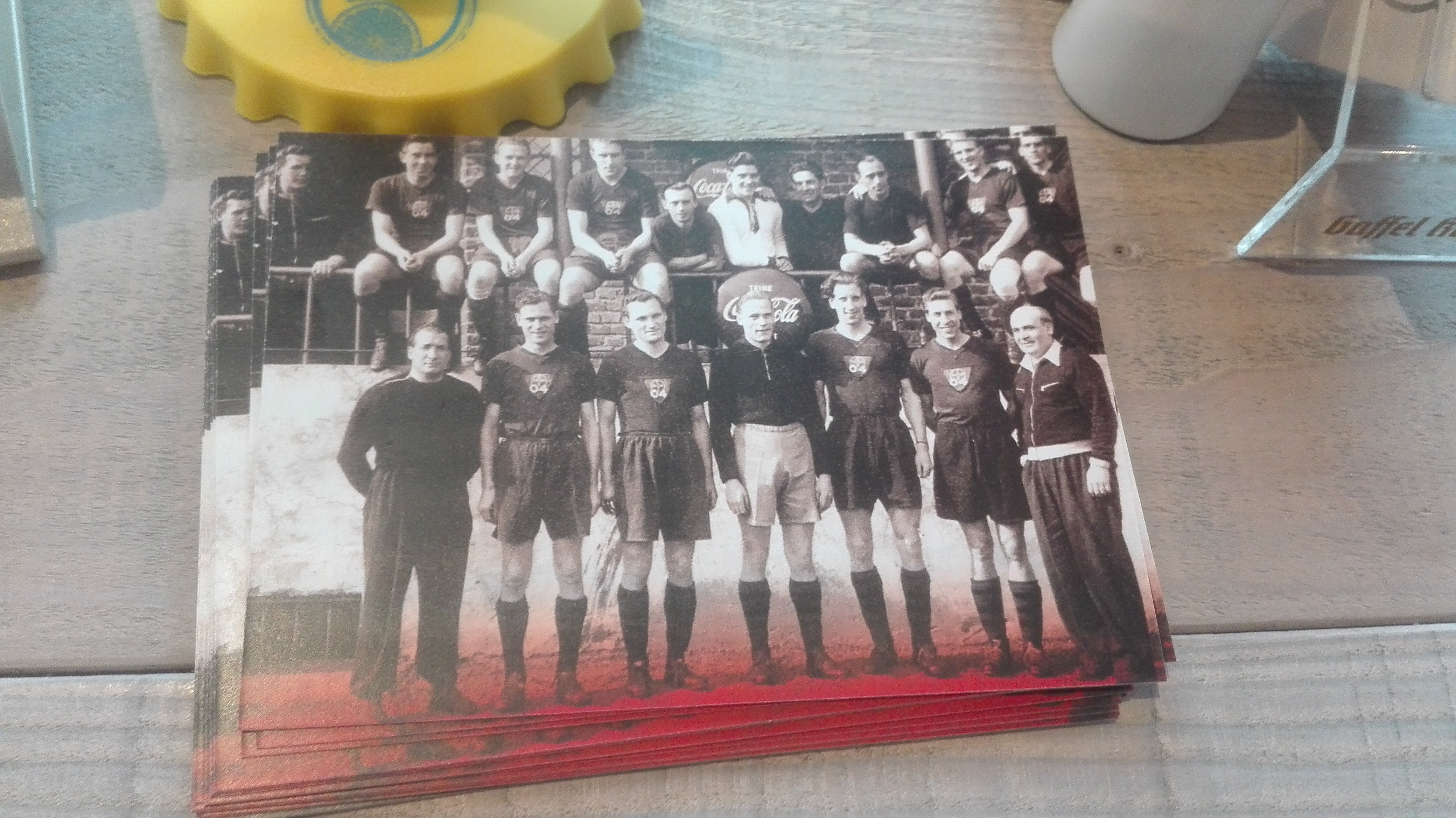
Die Aufstiegsmannschaft 1951

In der Oberliga etablierten sich die Leverkusener schnell und machten sich unter anderem einen Namen als Angstgegner des häufig favorisierten 1. FC Köln, gegen den sie eine positive Oberliga-Bilanz vorweisen (je fünf Siege und Remis, zwei Niederlagen). So schrieb der Kicker im Jahr 1953: „Auch diesmal konnte der hoch favorisierte 1. FC Köln das Gesetz der Serie nicht durchbrechen und war am Ende froh, mit einem Punkt das gefährliche Stadtpark-Gelände verlassen zu können. Ob die Leute aus der Domstadt gegen ihren alten Rivalen aus der Farbenstadt tatsächlich mit Hemmungen ins Spiel gehen?“
Obwohl das Jahr 1956 für den Gesamtverein das bis dahin erfolgreichste Jahr der Vereinsgeschichte darstellte (Gewinn der Deutschen Meisterschaft im Handball, Sieg der Deutschen Box-Meisterschaft im Halbschwergewicht), stieg die Fußballabteilung mit Trainer Sepp Kretschmann überraschend in die Zweitklassigkeit ab. Kretschmann hatte Bayer 04 in den Vorsaisons noch zu einem siebten bzw. dritten Platz geführt.
Der erfolgreichste Leverkusener Torschütze in den ersten fünf Oberliga-Jahren war Fritz Tiede, der in 57 Oberliga-Spielen 44 Treffer für die Schwarzroten erzielte. Bezeichnend für die Abhängigkeit vom kopfballstarken Torjäger ist die Tatsache, dass Bayer 04 in der Saison, in der Tiede seine Karriere aus Verletzungsgründen frühzeitig beenden musste, abstieg. Die Alt- und Nachwuchsstürmer Emil Becks und Udo Lattek konnten diesen nicht ersetzen, so dass Tiede, obwohl er lediglich fünf Ligaspiele in der Abstiegssaison absolvierte, mit sieben Treffern noch der erfolgreichste Leverkusener Saisontorschütze wurde.
Im Jahr 1962, dem Vorjahr der Gründung der professionell betriebenen Bundesliga, stieg Bayer Leverkusen wieder in die höchste Spielklasse auf. Aus der Oberliga West wurden 1963 schließlich der 1. FC Köln, Borussia Dortmund, Preußen Münster, der FC Schalke 04 und Meidericher SV (heute MSV Duisburg) für die Bundesliga ausgewählt, gegen die Bayer 04 Leverkusen nur eines seiner zehn Oberligaspiele in der Saison 1962/63 verloren hatte. Die restlichen Teams, zu denen auch Bayer 04 zählte, bildeten mit den besten Vereinen der II. Division West die neue Regionalliga West, eine der Staffeln der neuen zweithöchsten deutschen Spielklasse. Spieler wie der spätere Nationaltorhüter Manfred Manglitz verließen den Verein, während u. a. Werner Görts, der 1962 neben Heinz Höher als einer der ersten Leverkusener Spieler in den Kader der deutschen Nationalmannschaft berufen wurde, mit Bayer 04 den Weg in die Zweitklassigkeit antrat.

### Regional- und Verbandsliga (1963–1975)
| Saison  | Platz | Tore  | Punkte |
| ------- | ----- | ----- | ------ |
| 1963/64 | 12    | 62:62 | 35:41  |
| 1964/65 | 16    | 48:55 | 26:42  |
| 1965/66 | 14    | 49:75 | 26:42  |
| 1966/67 | 10    | 57:62 | 32:36  |
| 1967/68 | 1     | 70:32 | 52:16  |
| 1968/69 | 8     | 48:35 | 36:32  |
| 1969/70 | 11    | 48:65 | 31:37  |
| 1970/71 | 7     | 64:62 | 33:35  |
| 1971/72 | 8     | 41:49 | 35:33  |
| 1972/73 | ▼17   | 38:76 | 19:49  |
| 1973/74 | 1     | 65:30 | 39:17  |
| 1974/75 | ▲1    | 67:33 | 44:20  |

Der Leverkusener Mannschaft bereitete es zunächst Mühe, in der neuen zweitklassigen Liga Fuß zu fassen, so dass sie in den Anfangsjahren stets im Tabellenkeller anzutreffen war. In der Saison 1967/68 wurde sie erstmals Meister der Regionalliga West, belegte aber in der Aufstiegsrunde für die Bundesliga nur den zweiten Platz und musste infolgedessen dem Erstplatzierten Kickers Offenbach den Vortritt lassen, in die Bundesliga aufzusteigen. Allerdings konnte die Mannschaft an diesem Aufwärtstrend nicht festhalten und stieg in der Saison 1972/73 aus der Regionalliga West in die drittklassige Verbandsliga Mittelrhein ab.
Obwohl Bayer 04 in der Folgesaison Meister der Verbandsliga Mittelrhein wurde, war ein Aufstieg in die neu gegründete 2. Bundesliga aufgrund der Qualifikationskriterien nicht möglich. Somit ging man als Favorit in die neue Saison und bestätigte dies mit dem erneuten Gewinn der Meisterschaft. Dies berechtigte zur Teilnahme an der Aufstiegsrunde zur 2. Bundesliga in der Gruppe mit Arminia Hannover (Meister der Verbandsliga Nord) und Union Solingen (Meister der Verbandsliga Niederrhein). Mit einem Sieg in Hannover, einer Niederlage in Solingen und zwei Heimsiegen gegen diese Gegner schaffte man im Mai 1975 den Aufstieg.

### 2. Bundesliga (1975–1979)
| Saison  | Platz | Tore  | Punkte |
| ------- | ----- | ----- | ------ |
| 1975/76 | 15    | 46:61 | 32:44  |
| 1976/77 | 10    | 59:58 | 40:36  |
| 1977/78 | 8     | 58:51 | 39:37  |
| 1978/79 | ▲1    | 87:34 | 59:17  |

Erwartungsgemäß kämpfte die Mannschaft 1975/76 in der ersten Saison in der Nordstaffel der 2. Bundesliga gegen den Abstieg. Es gelang aber, das Jahr auf dem 15. Tabellenplatz, der in der damals noch 20 Mannschaften zählenden Liga den Klassenerhalt bedeutete, zu beenden. In den folgenden Jahren konnte sich Bayer 04 Leverkusen kontinuierlich steigern und wurde 1979 Meister der 2. Bundesliga Nord, nachdem der Verein am dritten Spieltag die Tabellenführung übernommen und nicht mehr abgegeben hatte. Dieser Triumph brachte den Aufstieg in die Bundesliga mit sich. Meistertrainer war Willibert Kremer. Zum Aufstiegskader gehörten Spieler wie Jürgen Gelsdorf, Peter Hermann oder Thomas Hörster, die nach ihrer aktiven Karriere für Bayer 04 auch als Trainer oder in anderen Funktionen in Erscheinung traten.

### Etablierung in der Bundesliga (1979–1996)
| Saison  | Platz | Tore  | Punkte |
| ------- | ----- | ----- | ------ |
| 1979/80 | 12    | 45:61 | 32:36  |
| 1980/81 | 11    | 52:53 | 30:38  |
| 1981/82 | 16    | 45:72 | 25:43  |
| 1982/83 | 11    | 43:66 | 29:39  |
| 1983/84 | 7     | 50:50 | 34:34  |
| 1984/85 | 13    | 52:54 | 31:37  |
| 1985/86 | 6     | 63:51 | 40:28  |
| 1986/87 | 6     | 56:38 | 39:29  |
| 1987/88 | 8     | 53:60 | 32:36  |
| 1988/89 | 8     | 45:44 | 34:34  |
| 1989/90 | 5     | 40:32 | 39:29  |
| 1990/91 | 8     | 47:46 | 35:33  |
| 1991/92 | 6     | 53:39 | 43:33  |
| 1992/93 | 5     | 64:45 | 40:28  |
| 1993/94 | 3     | 60:47 | 39:29  |
| 1994/95 | 7     | 62:51 | 36:32  |
| 1995/96 | 14    | 37:38 | 38     |

In den ersten Jahren Erstligazugehörigkeit konnte Bayer Leverkusen sportlich keine besonderen Akzente setzen und kämpfte Jahr für Jahr gegen den Abstieg, der besonders in der Spielzeit 1981/82 drohte und nur durch die ersten Relegationsspiele der Bundesliga-Geschichte gegen den Aufstiegsaspiranten aus der 2. Bundesliga, Kickers Offenbach, abgewendet wurden. 1984 fügten sich die beiden geteilten Bayer-Sportvereine nach über einem halben Jahrhundert wieder zu einem Verein zusammen. Fortan nannte sich der Verein TSV Bayer 04 Leverkusen e. V. Während die offiziellen Klubfarben in Rot-Weiß geändert wurden, blieb die Fußballabteilung bei Rot-Schwarz.

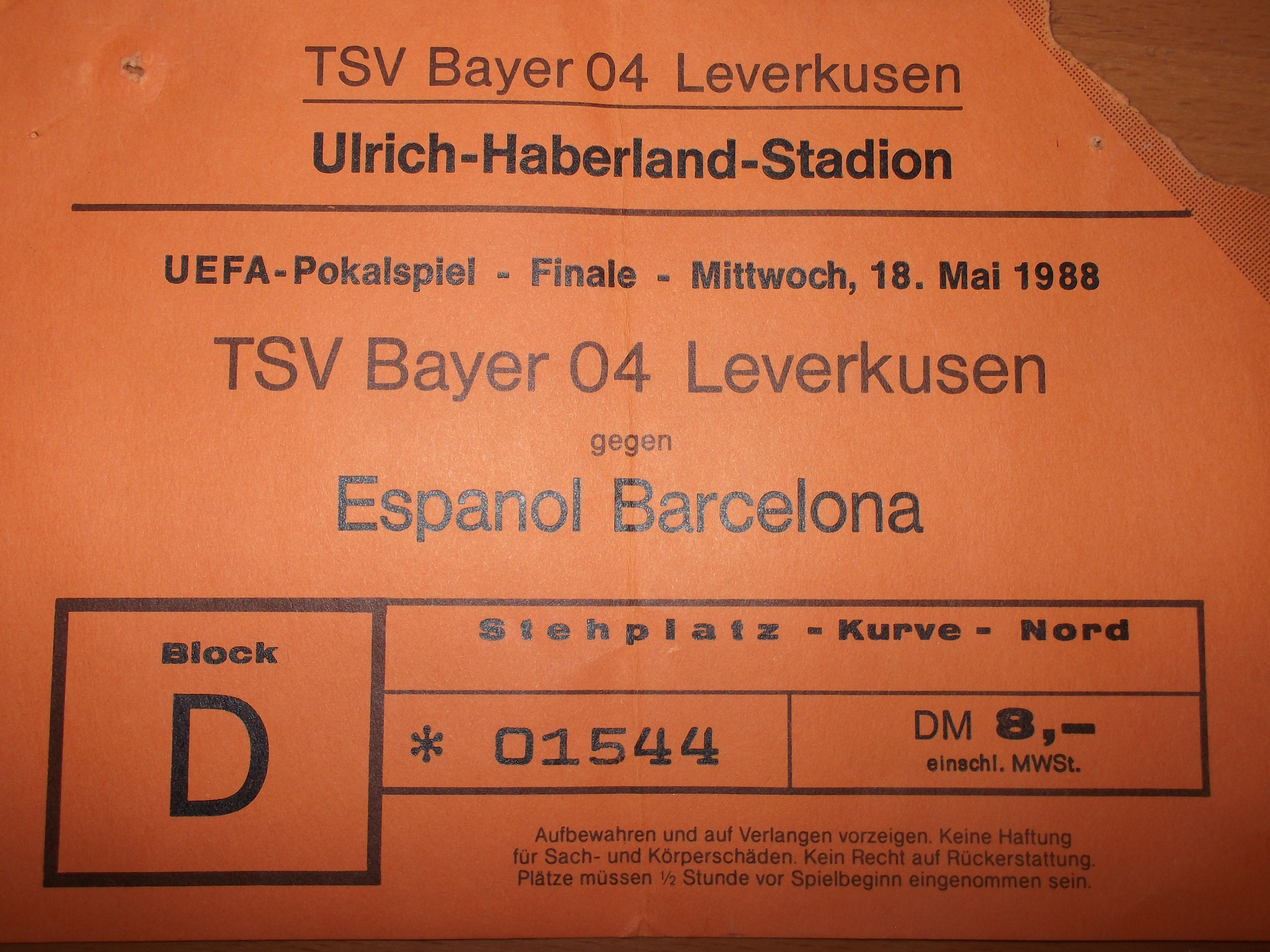
Eintrittskarte des UEFA-Pokal-Finales 1988

Mit der Besetzung des Traineramts durch den früheren Co-Trainer der deutschen Nationalmannschaft, Erich Ribbeck, ab 1985 gelang es der Mannschaft, sich in der oberen Tabellenhälfte zu etablieren. Die Spielzeit 1985/86 schloss die Werkself mit dem sechsten Tabellenplatz ab, der ihr erstmals die Teilnahme am UEFA-Cup sicherte, was vor allem herausragenden Spielern wie dem populären Südkoreaner Cha Bum-kun zu verdanken war, dem in dieser Saison 17 Tore gelangen. In die Ära Ribbeck fällt mit dem UEFA-Pokalsieg 1988 auch der größte internationale Vereinserfolg Bayer Leverkusens. Nachdem Austria Wien, der FC Toulouse, Feyenoord Rotterdam, der FC Barcelona und mit Werder Bremen der spätere deutsche Meister aus dem Wettbewerb geworfen worden waren, traf Bayer Leverkusen im Finale auf den anderen Vertreter aus Barcelona, Espanyol. Das Hinspiel ging am 4. Mai 1988 im Estadi Sarrià in Barcelona mit 0:3 verloren, woraufhin schon viele ihre Hoffnungen auf den ersten internationalen Titelgewinn aufgaben. Im Rückspiel am 18. Mai siegte Bayer 04 aber ebenfalls mit 3:0; das Spiel ging ins Elfmeterschießen, Bayer Leverkusen siegte insgesamt mit 6:5 Toren. Mit dem brasilianischen Nationalspieler Tita verließ ein wertvoller Spieler die Werkself, als er nach dem Titelgewinn einen besseren Vertrag forderte, der ihm aber verwehrt blieb. Auch Ribbeck verlängerte seinen auslaufenden Vertrag nicht. Im gleichen Jahr wurde Reiner Calmund Manager der Lizenzspielerabteilung, was als wichtige Entwicklung im Leverkusener Fußball angesehen wird, da Calmund in den folgenden Jahren am weiteren Erfolg des Clubs entscheidenden Anteil hatte.

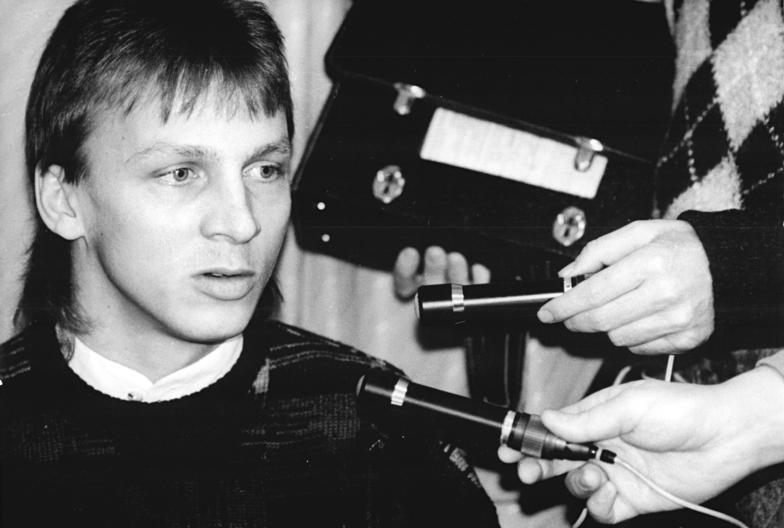
Andreas Thom nach seinem Transfer zu Bayer 04, 1989

Nach der deutschen Wiedervereinigung 1990 gelang es Calmund, die DDR-Nationalspieler Ulf Kirsten, Andreas Thom und Jens Melzig unter Vertrag zu nehmen. Darüber hinaus intensivierte Calmund den Kontakt zu Juan Figer, einem einflussreichen brasilianischen Spieleragenten. Dadurch war es in den folgenden Jahren möglich, zahlreiche brasilianische Nationalspieler wie Jorginho oder Paulo Sérgio zu verpflichten. Zudem schlossen sich Altstars wie Bernd Schuster und Rudi Völler dem Verein an, was dessen Popularität steigerte. Mit Christian Wörns und Thom befanden sich zwei Leverkusener im Kader der deutschen Nationalmannschaft für die EM 1992 in Schweden.
1993 gewann Leverkusen das DFB-Pokalfinale gegen die Amateure von Hertha BSC mit einem 1:0 durch einen Treffer des Torschützenkönigs der gleichen Bundesligasaison, Ulf Kirsten. Durch den Sieg des Hallen-Masters 1994 in Dortmund wurde Bayer Leverkusen deutscher Hallenmeister.
In der Saison 1994/95 verpflichtete Bayer Leverkusen erneut Ribbeck als Trainer, um an die erfolgreiche Zeit Ende der 1980er Jahre anzuknüpfen. Trotz großer Namen wie Völler, Kirsten und Schuster kämpfte das Team in der Spielzeit 1995/96 nach einer Negativserie in der Rückrunde gegen den Abstieg. Kurz vor Saisonende wurde Ribbeck entlassen und durch den Interimstrainer Peter Hermann ersetzt. Am letzten Spieltag kam es praktisch zu einem Endspiel zwischen Bayer Leverkusen und dem bisher ununterbrochen in der Bundesliga teilnehmenden 1. FC Kaiserslautern. Das Endergebnis von 1:1 bedeutete für Bayer 04 den Klassenerhalt, während Kaiserslautern erstmals den Gang in die zweite Liga antreten musste.

### Unter Daum und Toppmöller zu „Vizekusen“ (1996–2002)
| Saison    | Platz | Tore  | Punkte |
| --------- | ----- | ----- | ------ |
| 1996/97   | 2     | 69:41 | 69     |
| 1997/98   | 3     | 66:39 | 55     |
| 1998/99   | 2     | 61:30 | 63     |
| 1999/2000 | 2     | 74:36 | 73     |
| 2000/01   | 4     | 54:40 | 57     |
| 2001/02   | 2     | 77:38 | 69     |

Eintrittskarte der Champions-League-Saison 1997/98

Nach der verkorksten Saison 1995/96 wurde Christoph Daum, der bereits Erfolge mit dem 1. FC Köln, VfB Stuttgart und dem türkischen Verein Beşiktaş Istanbul vorzuweisen hatte, als Cheftrainer verpflichtet. Er änderte das Spielsystem und ließ fortan technisch hochwertigen Offensivfußball praktizieren, was zum Erfolg führte. Leverkusen wurde in der Saison 1996/97 mit zwei Punkten Rückstand auf den FC Bayern München Vizemeister. Dies sollte in der Ära Daum noch zwei weitere Male gelingen, nämlich 1998/99 und 1999/2000. In letzterer Saison war Bayer bis zum 33. Spieltag Tabellenführer, verlor aber am letzten Spieltag gegen Unterhaching („Vizekusen“) und wurde dadurch von Bayern München überholt. Mit 73 Punkten war dies dennoch Bayers historisch beste Saison, bis zur Rekordsaison 2023/24 (schon 76 Punkte nach 28 Spieltagen). Unter Daum stießen bekannte Spieler wie Emerson, Zé Roberto und Michael Ballack zu Bayer.
Am 1. April 1999 wurde die TSV-Fußballabteilung in die Bayer 04 Leverkusen Fußball GmbH ausgegliedert. Dabei wurden alle Anteile der GmbH an die Bayer AG übertragen.
Am 21. Oktober 2000 kam es zur Entlassung Daums, nachdem diesem der Konsum von Kokain nachgewiesen worden war. Daum galt zum damaligen Zeitpunkt als heißer Kandidat auf den Posten des Bundestrainers und sollte den vorerst nur vorübergehend als Teamchef fungierenden Völler nach Beendigung des Vertrages bei Leverkusen als Nationaltrainer beerben. Durch die Kokain-Affäre war diese Planung allerdings hinfällig, da er trotz eines Freispruchs als nicht mehr tragbar galt. Der ehemalige Bundestrainer Berti Vogts übernahm die sportliche Leitung in Leverkusen, wurde allerdings am Ende der Saison entlassen. Leverkusen belegte einen enttäuschenden vierten Platz.
Am 1. Juli 2001 übernahm Klaus Toppmöller den Trainerposten in Leverkusen. Es sollte eine der erfolgreichsten Spielzeiten in der Geschichte der Bayer-Fußballer werden: Leverkusen spielte bis zum Ende der Saison um die Meisterschaft mit und lieferte sich mit Bayern München und Borussia Dortmund einen erbitterten Kampf um die Spitze. Schließlich wurde Bayer Leverkusen Vize-Meister, da die Mannschaft in den letzten drei Spielen nur einen Sieg erringen konnte und somit von Borussia Dortmund als Tabellenführer abgelöst wurde. Im DFB-Pokal erreichte der Verein das Finale, unterlag dem Vorjahressieger Schalke 04 allerdings mit 2:4. Auch in der Champions League, für die sich das Team vor der Saison erst qualifizieren musste, entwickelten sich die Rheinländer überraschenderweise zu einem Favoriten, indem sie den FC Barcelona, Juventus Turin, Deportivo La Coruña und FC Liverpool teils deutlich bezwingen konnten. Durch zwei Remis im Halbfinale gegen Manchester United zog Bayer Leverkusen erstmals in seiner Geschichte in das Finale des Wettbewerbs ein, als erste Mannschaft überhaupt, die noch keinen nationalen Meistertitel gewonnen hatte. Der Gegner im Finale war Real Madrid. Vor allem dieses wichtige Spiel wurde aus Leverkusener Sicht von einer Verletzungsmisere überschattet. Zwar hatte Leverkusen mehr Ballbesitz, erregte mit einer enormen Drangphase zum Ende des Spiels hin Aufsehen und kam auch insgesamt zu mehr Torschüssen als Madrid, aber gewonnen werden konnte das Spiel nicht. Durch die 1:2-Niederlage in Glasgow ging schließlich auch dieser zum Greifen nahe dritte Titel verloren, so dass Leverkusen die Saison trotz einer sehr attraktiven Spielweise als erste Bundesligamannschaft überhaupt mit drei zweiten Plätzen beendete. Jedoch wurde Toppmöller mit dem Titel Trainer des Jahres belohnt und Leverkusen eingeladen, der G-14 beizutreten, einer Vereinigung bedeutender Fußballclubs Europas.
Bayer Leverkusen ist seither eine von sechs deutschen Mannschaften, die jemals das Finale der Champions League bzw. des Europokals der Landesmeister erreicht haben und die bisher letzte Mannschaft, die zu diesem Kreis stieß. Die anderen sind Eintracht Frankfurt, der FC Bayern München, Borussia Dortmund, der Hamburger SV und Borussia Mönchengladbach.
Leverkusen gelang es 2002 zudem als erster deutscher Mannschaft in allen drei Wettbewerben (Liga, Pokal, international) innerhalb einer Saison den zweiten Platz zu belegen, zudem wurden fünf deutsche Leverkusener Nationalspieler im gleichen Jahr Vizeweltmeister. Den Spottbegriff Vizekusen, der nach den mehrfachen Finalteilnahmen ohne Titel in Gebrauch kam, hat sich das Unternehmen Bayer beim Deutschen Patentamt in München als Marke schützen lassen. Des Weiteren hatte der Verein bei der WM 2002 mit Lúcio einen Weltmeister und mit Oliver Neuville, Bernd Schneider, Michael Ballack, Carsten Ramelow sowie Hans Jörg Butt jeweils einen Zweitplatzierten sowie mit Yıldıray Baştürk einen Drittplatzierten im Kader.

### Höhen und Tiefen national und international (2002–2022)
| Saison  | Platz | Tore  | Punkte |
| ------- | ----- | ----- | ------ |
| 2002/03 | 15    | 47:56 | 40     |
| 2003/04 | 3     | 73:39 | 65     |
| 2004/05 | 6     | 65:44 | 57     |
| 2005/06 | 5     | 64:49 | 52     |
| 2006/07 | 5     | 54:49 | 51     |
| 2007/08 | 7     | 57:40 | 51     |
| 2008/09 | 9     | 59:46 | 49     |
| 2009/10 | 4     | 65:38 | 59     |
| 2010/11 | 2     | 64:44 | 68     |
| 2011/12 | 5     | 52:44 | 54     |
| 2012/13 | 3     | 65:39 | 65     |
| 2013/14 | 4     | 60:41 | 61     |
| 2014/15 | 4     | 62:37 | 61     |
| 2015/16 | 3     | 56:40 | 60     |
| 2016/17 | 12    | 53:55 | 41     |
| 2017/18 | 5     | 58:44 | 55     |
| 2018/19 | 4     | 69:52 | 58     |
| 2019/20 | 5     | 61:44 | 63     |
| 2020/21 | 6     | 53:39 | 52     |
| 2021/22 | 3     | 80:47 | 64     |

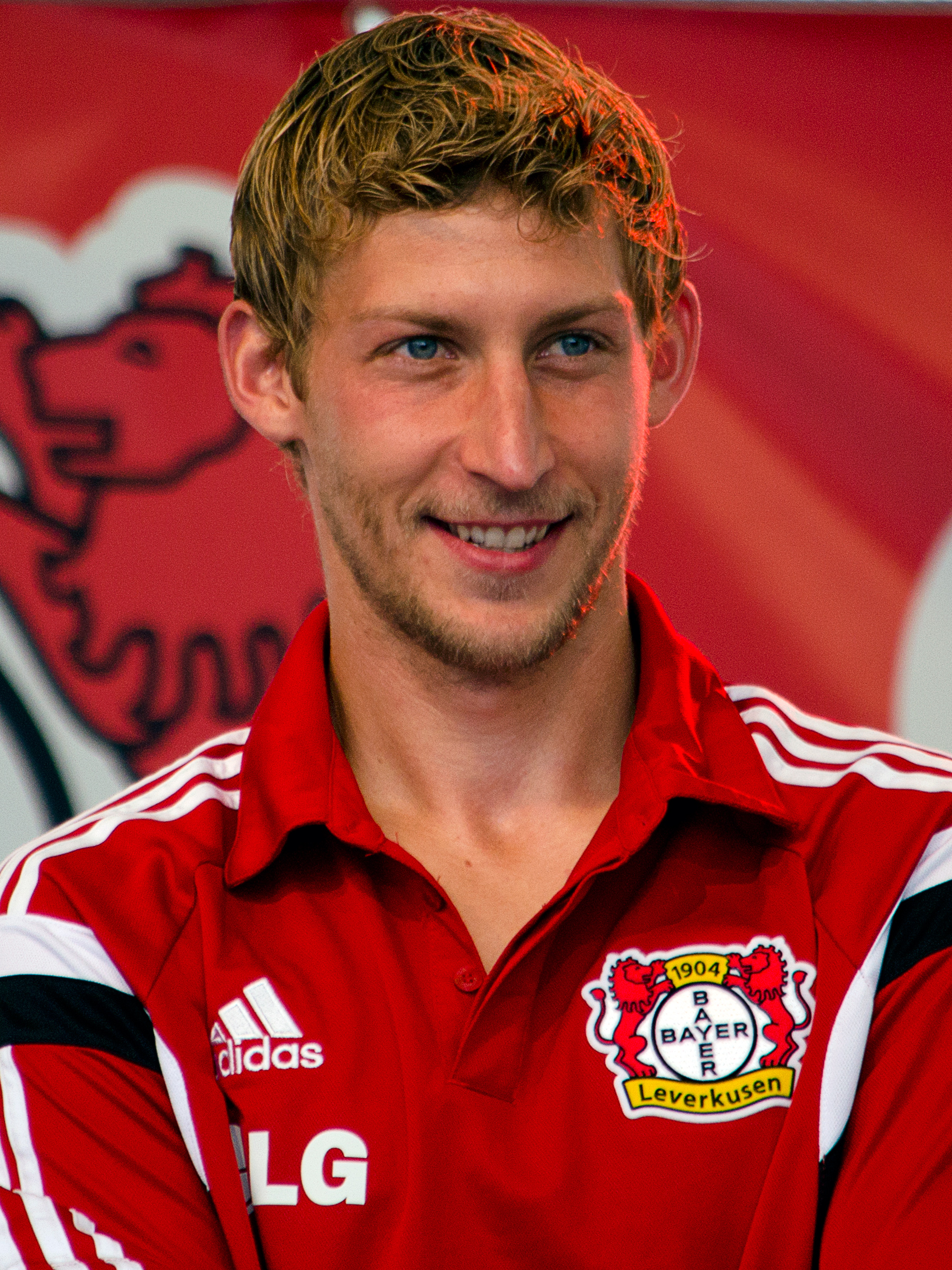
Stefan Kießling ist der erfolgreichste Torschütze des Vereins in den 2010er-Jahren (112 Tore).

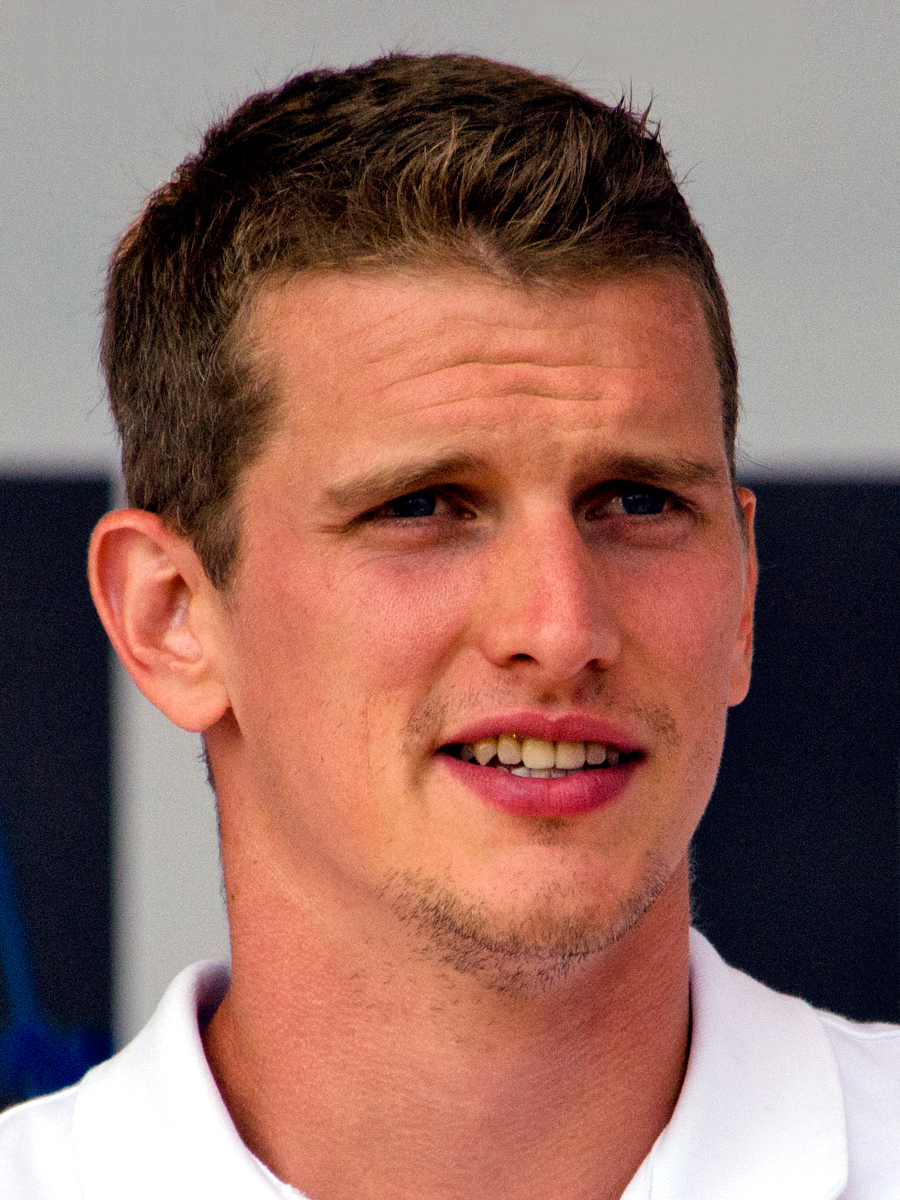
Lars Bender absolvierte von 2009 bis 2021 342 Pflichtspiele für Bayer 04 und war 5 Jahre Mannschaftskapitän.

Zur Saison 2002/03 verlor Bayer Leverkusen mit Michael Ballack und Zé Roberto zwei zentrale Spieler an den FC Bayern München. Dies trug dazu bei, dass die Werkself in Abstiegsgefahr geriet. Infolgedessen wurde Toppmöller im Februar 2003 entlassen. Sein Nachfolger, der bisherige Amateurtrainer Thomas Hörster, vermochte ebenfalls nicht, Bayer aus der Abstiegszone zu führen. Erst Klaus Augenthaler, der die Mannschaft zum 33. Spieltag übernahm, sicherte Leverkusen mit zwei Siegen noch den Klassenerhalt. Durch die schlechten sportlichen Ergebnisse, die hohen Transferausgaben und das Ausbleiben von Fernsehgeldern geriet Bayer Leverkusen 2003 in finanzielle Schwierigkeiten. Das Geschäftsjahr 2002/03 wurde mit einem Verlust in Höhe von 42 Millionen Euro abgeschlossen. Unter Augenthaler qualifizierte sich die Mannschaft 2004 erneut für die Champions League und scheiterte im Achtelfinale gegen den späteren Sieger FC Liverpool.
Im Juni 2004 trat Calmund als langjähriger Geschäftsführer der Bayer-Fußballabteilung zurück, womit Leverkusen eine seiner schillernden Persönlichkeiten verlor. Der kaufmännische Geschäftsführer Wolfgang Holzhäuser wurde alleiniger Geschäftsführer.
Augenthaler wurde als Chefcoach im September 2005 durch Michael Skibbe ersetzt, der nach der Saison 2007/08 entlassen wurde, als Leverkusen nach vier Spielzeiten erstmals wieder die Qualifikation für einen internationalen Wettbewerb verpasste. Auf ihn folgte Bruno Labbadia, unter dem Leverkusen erstmals seit 2002 wieder das Finale des DFB-Pokals erreichte. Ein umstrittenes Zeitungsinterview von Labbadia mit der Süddeutschen Zeitung, das am Tag vor dem Finalspiel fehlende Zusammenarbeit mit Holzhäuser anmahnte, führte aber dazu, dass Labbadia nach der 0:1-Finalniederlage gegen Werder Bremen die Freigabe erteilt wurde und er zum Hamburger SV wechselte.
Als sein Nachfolger wurde im Juni 2009 Jupp Heynckes vorgestellt, dem mit 24 ungeschlagenen Spielen in Folge sofort ein Bundesliga-Startrekord gelang. Unter Heynckes’ Führung erreichte Leverkusen in der Saison 2009/10 schließlich den vierten Saisonplatz, eine Spielzeit später reichte es sogar zu Platz zwei hinter Meister Borussia Dortmund.
Zur Saison 2011/12 wurde Robin Dutt Nachfolger des zu Bayern München gewechselten Heynckes. Dutts Auftakt missriet dabei, als die Werkself in der 1. Runde des DFB-Pokals gegen die Mannschaft von Dynamo Dresden, welche zuvor in die 2. Bundesliga aufgestiegen war, nach zwischenzeitlicher 3:0-Führung mit 3:4 n. V. ausschied. In der Champions League erreichte sie zwar das Achtelfinale, hatte allerdings am letzten Spieltag der Gruppenphase durch ein 1:1 gegen Außenseiter Genk den Gruppensieg verpasst und traf im Achtelfinale daher auf den FC Barcelona, gegen den sie in der Addition mit 2:10 unterlag, wobei das 1:7 – darunter fünf Tore von Lionel Messi – im Rückspiel die höchste Europapokalniederlage in der Geschichte Bayer Leverkusens darstellt. Nach vier Niederlagen in Serie wurde Dutt nach dem 28. Spieltag durch Sami Hyypiä, in der Vorsaison noch Spieler bei Bayer Leverkusen, und Sascha Lewandowski ersetzt. Die restlichen Saisonspiele blieb sie ungeschlagen und beendete eine durchwachsene Saison noch auf dem fünften Tabellenplatz.
Sie ging infolgedessen mit diesem Trainer-Duo in die folgende Spielzeit und belegte nach einer durchweg erfolgreichen Saison den dritten Tabellenplatz.
Wolfgang Holzhäuser ging zum 1. Oktober 2013 in den Ruhestand. Der Konzernkommunikationschef der Bayer AG, Michael Schade, übernahm ab Oktober die Geschäftsführung der Fußball GmbH. Seit März 2007 hatte Schade bereits dem Gesellschafterausschuss der GmbH angehört.

Die zuletzt in der Regionalliga West spielende, als U23-Team bezeichnete zweite Mannschaft wurde zum Ende der Spielzeit 2013/14 abgemeldet. Dies wurde durch eine Änderung der Lizenzierungsbestimmungen des DFB möglich. Es sei für Talente zu schwer, den Sprung aus der vierthöchsten Spielklasse in das Bundesligateam zu schaffen. Stattdessen sollen junge Spieler vermehrt ausgeliehen werden.
Interimstrainer Lewandowski wollte keine dauerhafte Lösung sein. Zur Spielzeit 2014/15 übernahm Roger Schmidt den Trainerposten. In dessen ersten Spiel, erzielte Karim Bellarabi am 23. August 2014 bei Borussia Dortmund neun Sekunden nach Anpfiff das bis dahin schnellste Tor in der Bundesliga – dieser Rekord wurde am 22. August 2015 durch den späteren Leverkusener Kevin Volland eingestellt.
Nach einem dritten und vierten Platz in den ersten beiden Saisons unter Schmidt, geriet Bayer 04 in dessen dritter Saison allmählich in Abstiegsgefahr. Nach einer 2:6-Niederlage bei Borussia Dortmund trennte man sich von Trainer Roger Schmidt. Durch ein 2:2 nach 0:2-Rückstand am vorletzten Spieltag gegen Köln konnte der Klassenerhalt gefeiert werden. Heiko Herrlich wurde für die neue Saison als Trainer verpflichtet.
Unter Trainer Peter Bosz gelangen der Mannschaft am 5. Mai 2019 bereits nach 36 Spielminuten sechs Tore beim 6:1-Bundesligasieg über Eintracht Frankfurt, wodurch sie einen Rekord für die meisten eigenen Treffer in der ersten Halbzeit aus dem Jahr 1978 einstellte sowie zeitlich um zwei Minuten unterbot. In der Folgesaison erreichte die Werkself 2020 erneut das DFB-Pokalfinale, in dem sie sich mit einer 2:4-Niederlage dem FC Bayern München geschlagen geben musste.
Auf Bosz folgte mit Gerardo Seoane zur Saison 2021/22 ein Trainer, der seine erste Saison auf dem 3. Platz abschloss.

### Unter Alonso zur ersten Meisterschaft und weiteren Titeln (seit 2022)
| Saison                  | Platz | Tore  | Punkte |
| ----------------------- | ----- | ----- | ------ |
| 2022/23                 | 6     | 57:49 | 50     |
| 2023/24                 | 1     | 89:24 | 90     |
| 2024/25                 | 2     | 72:43 | 69     |
| Grün: Deutscher Meister |       |       |        |

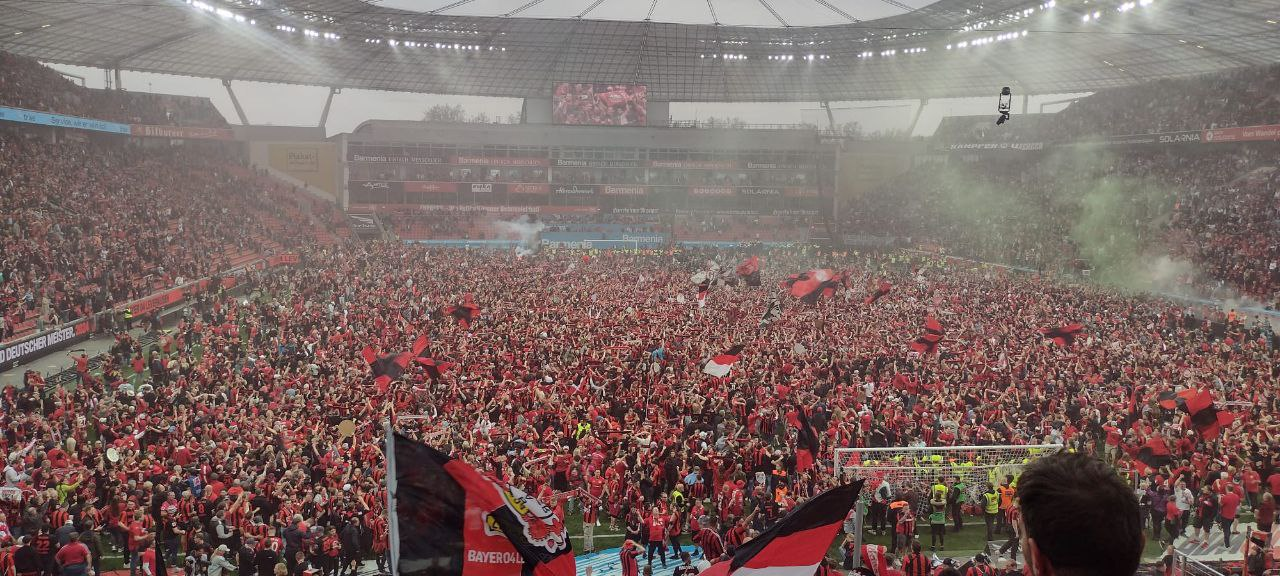
Platzsturm nach dem rechnerischen Gewinn der Meisterschaft in der BayArena am 14. April 2024

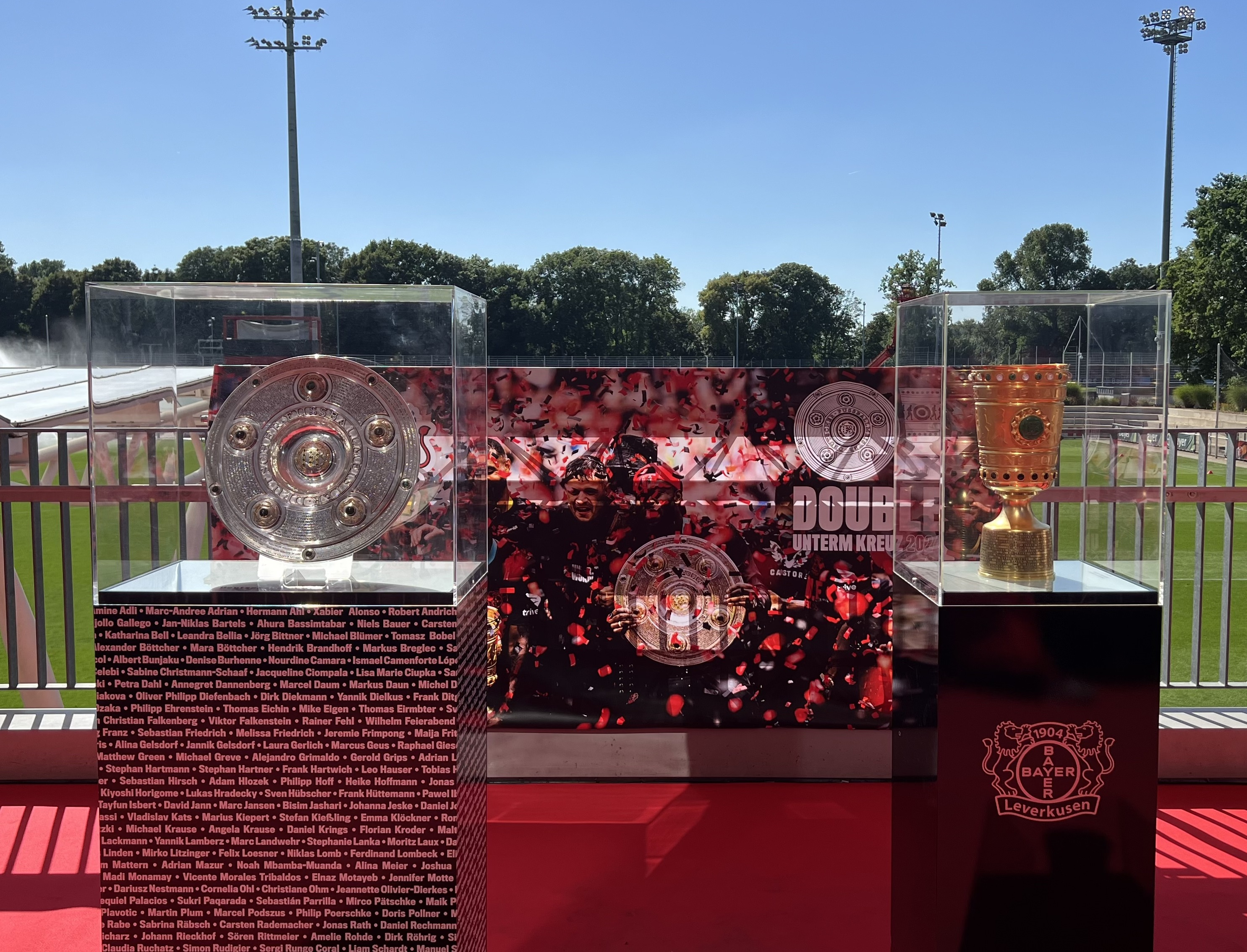
Die Meisterschale und der DFB-Pokal der Saison 2023/24 in der BayArena (2024)

Zur Saison 2022/23 wurde der Ex-Spieler Simon Rolfes neuer Geschäftsführer Sport. Dieser hatte seit Dezember 2018 unter seinem Vorgänger Rudi Völler als Sportdirektor gearbeitet. Im ersten Pflichtspiel der Saison schieden die Leverkusener gegen den Drittligaaufsteiger SV Elversberg aus dem DFB-Pokal aus. Auch in der Liga legten sie einen Fehlstart hin. Nach dem 8. Spieltag wurde Gerardo Seoane auf dem 17. Platz stehend durch Xabi Alonso ersetzt. Unter dem neuen Cheftrainer blieb Bayer 04 zeitweise für 12 Spiele hintereinander ungeschlagen. Der Verein stieß bis ins Halbfinale der Europa League vor. Bayer 04 war damit das erfolgreichste deutsche Team in der Saison 2022/23 in einem europäischen Wettbewerb; für die Leverkusener bedeutete es die erste Halbfinalteilnahme an einem internationalen Wettbewerb seit 21 Jahren. In der Liga belegte Bayer 04 am Saisonende den 6. Platz.
In der Saison 2023/24 startete Bayer 04 Leverkusen mit 31 Punkten aus den ersten 11 Bundesliga-Partien und stellte einen vereinseigenen Rekord auf. Im gleichen Zug egalisierte die Mannschaft auch den bisherigen Rekord innerhalb der Bundesliga, den Pep Guardiola mit dem FC Bayern München in der Saison 2015/16 aufgestellt hatte. Am 29. Spieltag sicherte sich der Verein durch einen 5:0-Heimsieg gegen Werder Bremen seine erste Deutsche Meisterschaft. Damit beendeten die Leverkusener die Dominanz des FC Bayern, der seit 2013 durchgängig Meister geworden war. In derselben Saison brach Leverkusen den von Juventus Turin ab dem Jahr 2012 gehaltenen Rekord der europäischen „Top-5-Ligen“ (Bundesliga, Premier League, Primera División, Ligue 1, Serie A) von 43 wettbewerbungsübergreifenden Pflichtspielen in Serie ohne Niederlage. Mit 49 Spielen ohne Niederlage in Folge übertrafen die Leverkusener auch die Ungeschlagenen-Serie von Benfica Lissabon. Bayer 04 Leverkusen hat damit die längste Ungeschlagenenserie seit der Einführung von UEFA-Wettbewerben in der Saison 1955/56.
Leverkusen blieb die gesamte Bundesligasaison ungeschlagen (28 Siege, 6 Unentschieden), was in der 61-jährigen Bundesligageschichte keiner Mannschaft gelungen war. Mit 90 Punkten übertrumpfte Leverkusen 58 der 60 vorherigen Meister, nur der FC Bayern schnitt 2013 um einen Punkt besser und 2014 bei gleicher Punktzahl mit besserem Torverhältnis ab.
Bis zum 22. Mai 2024 blieb die Mannschaft in ihren ersten 51 Saison-Pflichtspielen ungeschlagen, die Serie endete nach einer 0:3-Niederlage im Finale der Europa League gegen Atalanta Bergamo.
Am 25. Mai 2024 gewann Bayer 04 das DFB-Pokalfinale mit 1:0 gegen den 1. FC. Kaiserslautern und machte das Double perfekt. Außerdem gewann die Mannschaft im ersten Pflichtspiel der folgenden Saison auch den DFL-Supercup gegen Vizemeister VfB Stuttgart.
In der Saison 2024/25 knüpfte Bayer Leverkusen zuerst an seine Leistungen aus dem Vorjahr an und war stärkster Konkurrent von Rekordmeister Bayern München in der Meisterschaft. Vor der Winterpause lag der von Alonso trainierte Verein mit vier Punkten Rückstand auf dem zweiten Rang. Die Ligaphase der UEFA Champions League beendete Leverkusen auf Rang sechs, der gleichbedeutend mit dem Einzug ins Achtelfinale war, was den Rheinländern als einzigem deutschen Teilnehmer auf diesem Weg gelang. Dort scheiterte die Werkself jedoch mit einem Gesamtergebnis von 0:5 am FC Bayern. Im DFB-Pokal spielte sich die Mannschaft bis ins Halbfinale vor, unter anderem wurde Bayern München besiegt, ehe es beim Drittligisten Arminia Bielefeld zu einer 1:2-Niederlage kam. Bayer 04 beendete die Saison mit 13 Punkten Rückstand auf den FC Bayern als Vizemeister. Alonso einigte sich mit dem Verein auf eine vorzeitige Vertragsauflösung seines ursprünglich bis 2026 laufenden Vertrages und wechselte zu seinem früheren Verein Real Madrid. Anschließend verließen mit Jeremie Frimpong, dem Mannschaftskapitän Lukáš Hrádecký, dessen Stellvertreter Jonathan Tah, Florian Wirtz sowie Granit Xhaka prägende Spieler aus der Doublesaison den Verein. Bayer 04 Leverkusen verpflichtete hingegen den Niederländer Erik ten Hag als Alonsos Nachfolger.

## Bayer 04 Leverkusen Fußball GmbH
Die Bayer 04 Leverkusen Fußball GmbH wurde am 1. April 1999 gegründet und ist seither unter der Registernummer HRB 49493 beim Amtsgericht Köln eingetragen. Die Lizenzspielerabteilung des Turn- und Sportverein Bayer 04 Leverkusen e. V. wurde in die Gesellschaft ausgegliedert. Die Bayer AG ist seit der Gründung alleinige Gesellschafterin. Möglich wurde dies durch eine Ausnahmeregelung der 50+1-Regel, die es Wirtschaftsunternehmen erlaubt, die Mehrheit zu übernehmen, wenn es vor dem 1. Januar 1999 den Fußballsport des Muttervereins ununterbrochen und erheblich gefördert hat. Ansonsten ist höchstens eine Beteiligung von 50 % minus einem Stimmenanteil möglich, da der Verein die Stimmenmehrheit an seiner ausgegliederten Fußballabteilung behalten muss. Neben Bayer 04 Leverkusen wird diese Ausnahmeregelung auf den VfL Wolfsburg angewandt.
Die Bayer AG hält ihre Anteile zu 6 Prozent selbst sowie zu 94 Prozent über die Erste K-W-A Beteiligungsgesellschaft mbH (100%iges Tochterunternehmen) und verzichtet nach § 264 HGB auf die Veröffentlichung der Jahresabschlüsse der Bayer 04 Leverkusen Fußball GmbH.

### Geschäftsleitung
Die Geschäftsleitung der GmbH setzt sich zurzeit aus zehn Personen zusammen. Hauptverantwortlich ist der Vorsitzende der Geschäftsführung, Fernando Carro. Dazu kommt der Geschäftsführer Sport, Simon Rolfes, sowie vier Direktoren, der Chief Marketing and Innovation Officer, der Leiter der Rechtsabteilung, der Geschäftsführer der TecArena Plus GmbH, die für den Betrieb der Spielstätten zuständig ist, sowie der Veranstaltungsleiter. Bisherige Geschäftsführer seit der Gründung der Fußball GmbH waren Reiner Calmund (1999–2004), Wolfgang Holzhäuser (2004–2013) und Michael Schade (2013–2018) sowie Rudi Völler als Geschäftsführer Sport (2018–2022). Rolfes (2005–2015) war bereits als Spieler für den Verein aktiv, Medizindirektor Karl-Heinrich Dittmar gehört zudem dem Betreuerstab der Profimannschaft als Leiter der Mannschaftsärzte an. Verantwortlich sind im Einzelnen:
| Name                  | Funktion                               |
| --------------------- | -------------------------------------- |
| Fernando Carro        | Vorsitzender Geschäftsführung          |
| Simon Rolfes          | Geschäftsführer Sport                  |
| Markus Breglec        | Chief Marketing and Innovation Officer |
| Karl-Heinrich Dittmar | Direktor Medizin                       |
| Thomas Eichin         | Direktor Lizenz                        |
| Fabian Otto           | Direktor Finanzen / Personal / IT      |
| Holger Tromp          | Direktor Kommunikation                 |
| Felix Duden           | Geschäftsführer TecArena Plus GmbH     |
| Lars Küpper           | Leiter Recht / Compliance / Verbände   |
| Stephan Rehm          | Leiter Veranstaltungen & BayArena-Plus |

### Gesellschafterversammlung und -ausschuss
Oberstes Beschlussorgan ist die Gesellschafterversammlung. Da die Bayer AG de facto der einzige Gesellschafter ist, besteht diese ausschließlich aus von ihm berufenen Mitgliedern. Diese wählen den Gesellschafterausschuss, dessen Vorsitzender ist Werner Wenning. Außer Rudi Völler, dessen Tätigkeit im Ausschuss zurzeit ruht, stehen oder standen alle Mitglieder des Ausschusses in einem beruflichen Verhältnis zur Bayer AG. Aktuell gehören hierzu:
| Name             | (letzte) Tätigkeit                                                    |
| ---------------- | --------------------------------------------------------------------- |
| Werner Wenning   | Vorstands- und Aufsichtsratsvorsitzender der Bayer AG im Ruhestand    |
| Klaus Beck       | Vorsitzender des TSV Bayer 04 Leverkusen                              |
| Bernd-Peter Bier | Leiter Finanzen und Steuern der Bayer AG                              |
| Thomas Laubert   | Leiter Law, Patents and Compliance der Bayer AG                       |
| Michael Preuss   | Leiter Communications and Public Affairs der Bayer AG                 |
| Michael Schade   | Geschäftsführer der Fußball GmbH im Ruhestand                         |
| Rudi Völler      | Geschäftsführer Sport der Fußball GmbH im Ruhestand, Tätigkeit ruhend |

## Profimannschaft

### Mannschaftskader
Der Mannschaftskader umfasst zurzeit 25 Spieler, davon gehörten 16 dem Verein schon vor Beginn der laufenden Saison an. Zwei der Kadermitglieder waren bereits in Jugendmannschaften des Vereins aktiv. Unter den Spielern befinden sich 18 (72 %), die nicht über die deutsche Staatsangehörigkeit verfügen, 8 von ihnen halten ausschließlich Pässe von außerhalb der Europäischen Union. Der Altersdurchschnitt des Kaders – wie er am 1. Juli 2025 zusammengesetzt war – betrug 26 Jahre. Der Altersunterschied zwischen dem ältesten und jüngsten Spieler des Kaders beträgt 16 Jahre und 100 Tage.
(Stand: 12. August 2025)
| Kader        |              |                     |                      |                       |                |
| Nr.          | Nat.         | Name                | Geburtsdatum (Alter) | Position              | im Verein seit |
| Tor          |              |                     |                      |                       |                |
| 01           | Niederlande  | Mark Flekken        | 13. Juni 1993 (32)   | Tor                   | 2025           |
| 28           | Deutschland  | Janis Blaswich      | 2. Mai 1991 (34)     | Tor                   | 2025           |
| 36           | Deutschland  | Niklas Lomb         | 28. Juli 1993 (32)   | Tor                   | 2008           |
| Verteidigung |              |                     |                      |                       |                |
| 03           | Ecuador      | Piero Hincapié      | 9. Jan. 2002 (23)    | Innenverteidigung     | 2021           |
| 04           | England      | Jarell Quansah      | 29. Jan. 2003 (22)   | Innenverteidigung     | 2025           |
| 12           | Burkina Faso | Edmond Tapsoba      | 2. Feb. 1999 (26)    | Innenverteidigung     | 2020           |
| 13           | Brasilien    | Arthur              | 17. März 2003 (22)   | Außenverteidigung     | 2023           |
| 16           | Frankreich   | Axel Tape           | 10. Aug. 2007 (18)   | Innenverteidigung     | 2025           |
| 20           | Spanien      | Alejandro Grimaldo  | 20. Sep. 1995 (29)   | Außenverteidigung     | 2023           |
| 44           | Frankreich   | Jeanuël Belocian    | 17. Feb. 2005 (20)   | Innenverteidigung     | 2024           |
| Mittelfeld   |              |                     |                      |                       |                |
| 07           | Deutschland  | Jonas Hofmann       | 14. Juli 1992 (33)   | Mittelfeld            | 2023           |
| 08           | Deutschland  | Robert Andrich      | 22. Sep. 1994 (30)   | Zentrales Mittelfeld  | 2021           |
| 10           | 0            | Malik Tillman       | 28. Mai 2002 (23)    | Offensives Mittelfeld | 2025           |
| 24           | Spanien      | Aleix García        | 28. Juni 1997 (28)   | Zentrales Mittelfeld  | 2024           |
| 25           | Argentinien  | Exequiel Palacios   | 5. Okt. 1998 (26)    | Zentrales Mittelfeld  | 2020           |
| 30           | 0            | Ibrahim Maza        | 24. Nov. 2005 (19)   | Offensives Mittelfeld | 2025           |
| Sturm        |              |                     |                      |                       |                |
| 11           | Frankreich   | Martin Terrier      | 4. März 1997 (28)    | Flügelsturm           | 2024           |
| 14           | Tschechien   | Patrik Schick       | 24. Jan. 1996 (29)   | Sturm                 | 2020           |
| 17           | 0            | Farid Alfa-Ruprecht | 28. März 2006 (19)   | Flügelsturm           | 2025           |
| 18           | 0            | Alejo Sarco         | 6. Jan. 2006 (19)    | Sturm                 | 2025           |
| 19           | 0            | Ernest Poku         | 28. Jan. 2004 (21)   | Sturm                 | 2025           |
| 21           | 0            | Amine Adli          | 10. Mai 2000 (25)    | Flügelsturm           | 2021           |
| 22           | Nigeria      | Victor Boniface     | 23. Dez. 2000 (24)   | Sturm                 | 2023           |
| 23           | 0            | Nathan Tella        | 5. Juli 1999 (26)    | Flügelsturm           | 2023           |
| 35           | Kamerun      | Christian Kofane    | 26. Juli 2006 (19)   | Sturm                 | 2025           |

### Zu- und Abgänge in der Saison 2025/26
| Zugänge             | Zugänge               | Zugänge                        | Zugänge                                               | Zugänge          |
| Nationalität, Name  | Position              | abgebender Verein (Ligahöhe)   | Anmerkung                                             | Zeitpunkt        |
| ------------------- | --------------------- | ------------------------------ | ----------------------------------------------------- | ---------------- |
| Farid Alfa-Ruprecht | Flügelsturm           | Manchester City U21            | —                                                     | Juli–August 2025 |
| Janis Blaswich      | Tor                   | RB Leipzig (I)                 | —                                                     | Juli–August 2025 |
| Mark Flekken        | Tor                   | FC Brentford (I)               | —                                                     | Juli–August 2025 |
| Christian Kofane    | Sturm                 | Albacete Balompié (II)         | —                                                     | Juli–August 2025 |
| Ibrahim Maza        | Offensives Mittelfeld | Hertha BSC (II)                | —                                                     | Juli–August 2025 |
| Ernest Poku         | Sturm                 | AZ Alkmaar (I)                 | —                                                     | Juli–August 2025 |
| Jarell Quansah      | Innenverteidigung     | FC Liverpool (I)               | —                                                     | Juli–August 2025 |
| Axel Tape           | Innenverteidigung     | Paris Saint-Germain (I)        | —                                                     | Juli–August 2025 |
| Malik Tillman       | Offensives Mittelfeld | PSV Eindhoven (I)              | —                                                     | Juli–August 2025 |
| Abgänge             |                       |                                |                                                       |                  |
| Nationalität, Name  | Position              | aufnehmender Verein (Ligahöhe) | Anmerkung                                             | Zeitraum         |
| Emiliano Buendía    | Offensives Mittelfeld | Aston Villa (I)                | Rückkehr nach Leihe                                   | Juli–August 2025 |
| Abdoulaye Faye      | Innenverteidigung     | FC Lorient (I)                 | Leihe; zuvor fest verpflichtet vom BK Häcken          | Juli–August 2025 |
| Jeremie Frimpong    | Außenverteidigung     | FC Liverpool (I)               | Ausstiegsklausel gezogen                              | Juli–August 2025 |
| Mario Hermoso       | Innenverteidigung     | AS Rom (I)                     | Rückkehr nach Leihe                                   | Juli–August 2025 |
| Lukáš Hrádecký      | Tor                   | AS Monaco (I)                  | —                                                     | Juli–August 2025 |
| Matěj Kovář         | Tor                   | PSV Eindhoven (I)              | Leihe                                                 | Juli–August 2025 |
| Nordi Mukiele       | Außenverteidigung     | Paris Saint-Germain (I)        | Rückkehr nach Leihe                                   | Juli–August 2025 |
| Tim Oermann         | Innenverteidigung     | SK Sturm Graz (I)              | Leihe; zuvor fest verpflichtet vom VfL Bochum         | Juli–August 2025 |
| Jonathan Tah        | Innenverteidigung     | FC Bayern München (I)          | Vertragsende; vorzeitiger Vereinswechsel im Juni 2025 | Juli–August 2025 |
| Florian Wirtz       | Offensives Mittelfeld | FC Liverpool (I)               | —                                                     | Juli–August 2025 |
| Granit Xhaka        | Zentrales Mittelfeld  | AFC Sunderland (I)             | —                                                     | Juli–August 2025 |

### Trainerstab
| Nat.        | Name                   | Jahrgang | Funktion                              | Im Stab seit |
| ----------- | ---------------------- | -------- | ------------------------------------- | ------------ |
| Niederlande | Erik ten Hag           | 1970     | Cheftrainer                           | 2025         |
| Niederlande | Andries Ulderink       | 1969     | Co-Trainer                            | 2025         |
| Niederlande | Rogier Meijer          | 1981     | Co-Trainer                            | 2025         |
| Deutschland | David Thiel            | 1984     | Torwarttrainer                        | 2012         |
| Spanien     | Miguel Angel Campos    | 1976     | Head of Performance                   | 2025         |
| Brasilien   | Daniel Jouvin-Abraham  | 1978     | Athletiktrainer                       | 2011         |
| Deutschland | Markus Müller          | 1985     | Athletiktrainer                       | 2022         |
| Deutschland | Jonas Rath             | 1980     | Athletiktrainer                       | 2023         |
| Brasilien   | Alessandro Schoenmaker | 1979     | Athletiktrainer                       | 2025         |
| Deutschland | Marcel Daum            | 1986     | Co-Trainer Analyse                    | 2019         |
| Deutschland | Simon Lackmann         | 1980     | Analyst Lizenzspielerabteilung        | 2020         |
| Deutschland | Malte Krüger           | 1982     | Leiter Sportwissenschaft und Athletik | 2021         |
| Deutschland | Prisca Volmary         | 1992     | Sportwissenschaftlerin                | 2024         |

### Betreuerstab
| Name                  | Funktion                    |
| --------------------- | --------------------------- |
| Hans-Peter Lehnhoff   | Teammanager                 |
| Karl-Heinrich Dittmar | Mannschaftsarzt (Leitung)   |
| Philipp Ehrenstein    | Mannschaftsarzt             |
| Stefan Porten         | Mannschaftsarzt             |
| Sven Elsinger         | Physiotherapeut (Leitung)   |
| Ahura Bassimtabar     | Physiotherapeut             |
| David Jann            | Physiotherapeut             |
| Florian Kroder        | Physiotherapeut             |
| Jonas Schmitt         | Physiotherapeut             |
| Ill-Han Yu            | Physiotherapeut             |
| Christian Beckers     | Betreuer                    |
| Markus Irmer          | Betreuer                    |
| Martin Kowatzki       | Betreuer                    |
| Lena Kadlec           | externe Sports Nutritionist |

## Stadion

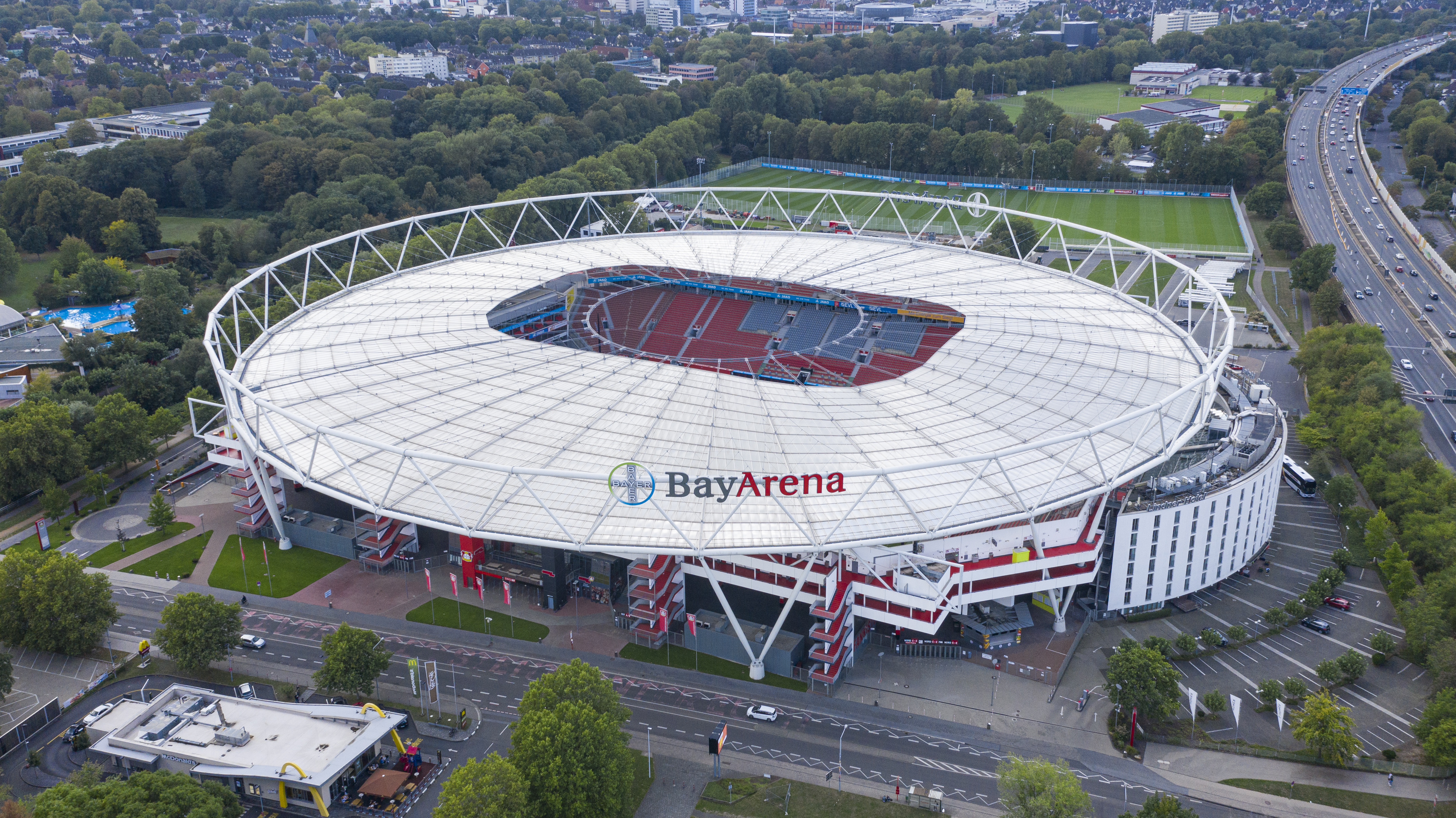
Die BayArena von oben

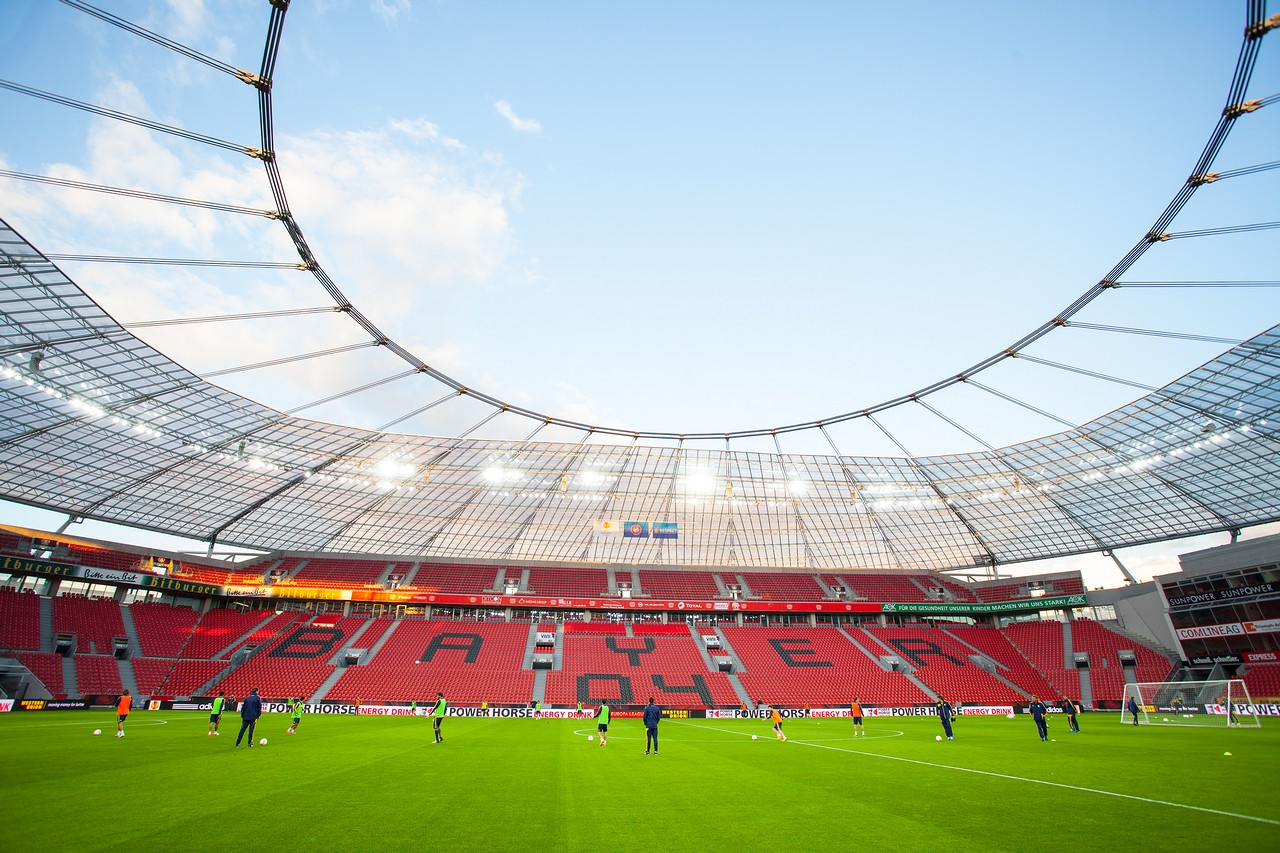
Die BayArena von innen, mit Blick auf die Osttribüne

Heimstätte der Bayer-04-Fußballer ist die BayArena. Die Gesamtkapazität beträgt 30.210 Plätze, davon 3000 Stehplätze. Der Gästebereich bietet ebenso 3000 Zuschauern Platz. Das Stadion ist komplett überdacht und bietet den Zuschauern großen Komfort. Früher hieß das Stadion „Ulrich-Haberland-Stadion“.
Der Spatenstich zum Bau des Ulrich-Haberland-Stadions fand am 23. April 1956 durch Fritz Jacobi statt, 1958 wurde das Stadion mit einer Kapazität von 20.000 Zuschauern eingeweiht und ersetzte damit das alte Stadion „Am Stadtpark“. 1963 wurde anlässlich der 100-Jahr-Feier der Bayer AG das Stadion mit einer Flutlichtanlage ausgestattet. Ab dem Jahr 1986 wurde es schließlich zu einem komplett überdachten Stadion umgebaut. Mit dem Bau der Südtribüne bot das Stadion von August 1997 bis Dezember 2007 22.500 Zuschauern Platz. Eine weitere große Baumaßnahme wurde 1999 mit dem Bau des Hotel Lindner hinter der Nordtribüne beendet.
Am 30. März 2007 wurde vom Vorstand der Bayer AG beschlossen, dass die BayArena auf eine Kapazität von über 30.000 Zuschauer ausgebaut werden solle. Die Umbaumaßnahmen begannen im Dezember 2007 und wurden zum Beginn der Saison 2009/10 abgeschlossen. Auf Grund des Umbaus trat Bayer 04 Leverkusen bei allen angesetzten Pflichtheimspielen in der ersten Jahreshälfte 2009 in der Düsseldorfer LTU Arena an.

## Fans

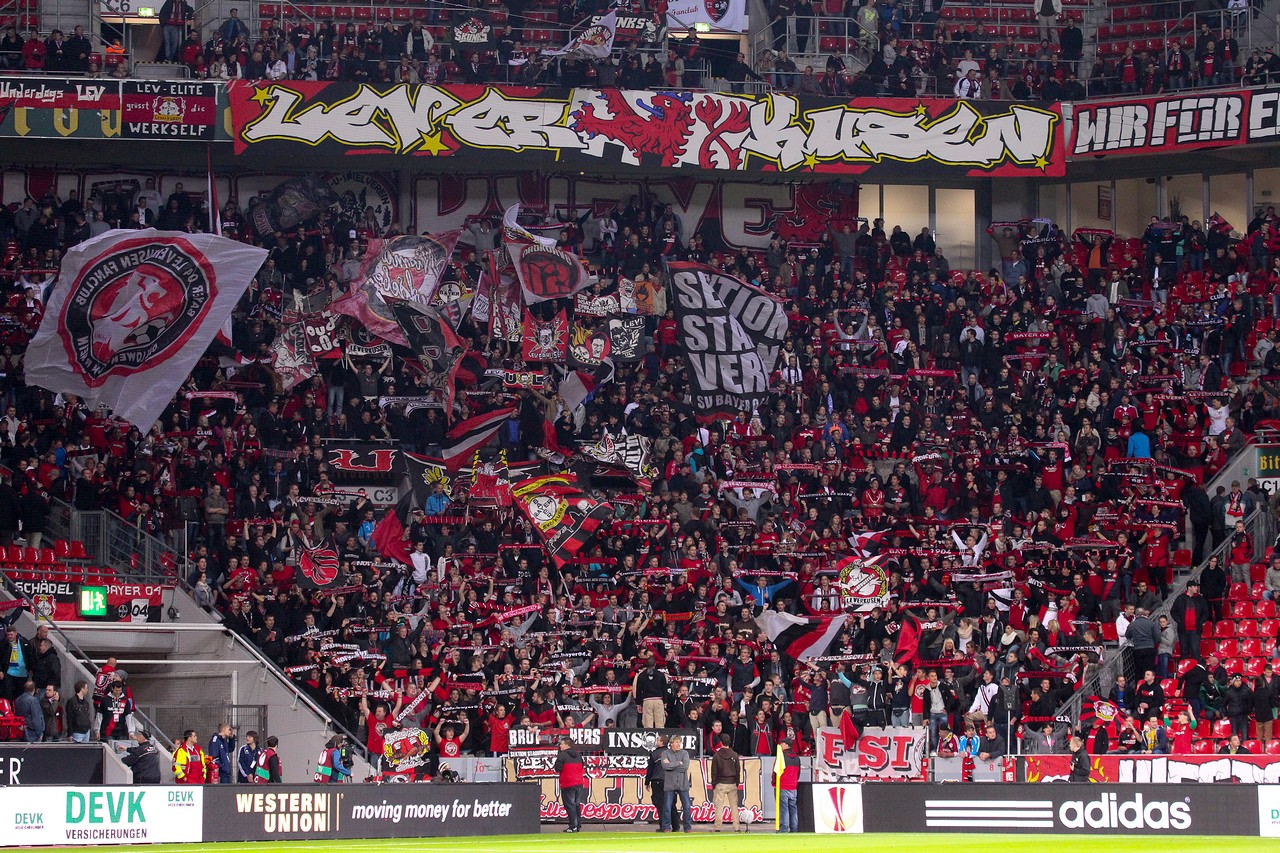
Fans von Bayer Leverkusen in der BayArena

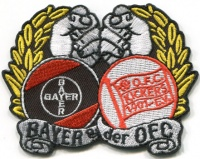
Die Fanfreundschaft mit Kickers Offenbach besteht noch heute

### Allgemeines
Bayer Leverkusen hat 355 Fanclubs, in denen über 70.000 Mitglieder organisiert sind. Zu jedem Heimspiel erscheint die kostenlose Stadionzeitung BayArena Magazin. Mit den „Mad-Boyz Leverkusen“ entstand im Jahre 1994 einer der ersten ultraorientierten Fanclubs in Deutschland. Die „Mad Boyz“ sind ein Zusammenschluss der 1989 bzw. 1990 gegründeten Fanclubs „Soccer Boys“ und „Madness“. Mit der Organisation der Initiative „Das Kreuz muss bleiben“ trugen die Leverkusener Ultras dazu bei, dass die vom Bayer-Konzern 2007 beschlossene Demontage des Bayer-Kreuzes verhindert wurde.

### Fanrivalität und -freundschaft
Eine große Rivalität besteht zwischen den Fans Bayer Leverkusens und denen des 1. FC Köln. Es geht hier um geographische sowie traditionelle Hintergründe, da beide Lager für sich beanspruchen, die „Macht am Rhein“ zu sein. Während die Kölner Fans auf ihre Tradition als Gründungsmitglied der Bundesliga und Erfolge in der Vergangenheit verweisen, berufen sich die Leverkusener Fans auf die sportliche Überlegenheit. Für die Fans des 1. FC Köln hat allerdings das traditionsreichere Derby gegen Borussia Mönchengladbach eine noch höhere Priorität.
Des Weiteren sind die Leverkusener Anhänger sehr unbeliebt bei den Fans des KFC Uerdingen 05, was auf den ehemaligen gemeinsamen Sponsor, die Bayer AG, zurückzuführen ist, sowie einen gewissen Neid der Uerdinger nach dem Ausstieg von Bayer in den 1990er Jahren aus ihrem Klub, wodurch Uerdingen in unterklassige Ligen abstürzte, während Leverkusen weiter gefördert wurde.
Ein gewisses Spannungsverhältnis besteht aufgrund der geographischen Nähe ebenso zu Fortuna Düsseldorf.
Eine Fanfreundschaft gibt es mit den Anhängern von Kickers Offenbach. Diese beruht auf einer Begebenheit aus der Saison 1980/81: Im Bundesligaspiel am 23. August 1980 foulte der Leverkusener Jürgen Gelsdorf den damals bei Eintracht Frankfurt spielenden Bum-Kun Cha so, dass dieser ins Krankenhaus eingeliefert werden musste, woraufhin die Frankfurter Fans den Anhängern Leverkusens bei nächster Gelegenheit Rache schworen. Anderthalb Monate nach dem Geschehen absolvierte Leverkusen am 4. Oktober eine DFB-Pokalpartie in Offenbach am Main nahe Frankfurt gegen die Kickers, welche die Hessen 5:2 gewannen. Zu diesem Spiel reisten auch Anhänger von Eintracht Frankfurt an, um gegenüber den Leverkusener Fans Vergeltung zu üben.
Zahlenmäßig unterlegen erwarteten die Leverkusener die Konfrontation mit den Hessen. Die Anhänger von Kickers Offenbach, die eine Lokalrivalität mit den Nachbarn aus Frankfurt führen, verbündeten sich mit den Leverkusenern. Die Offenbacher öffneten die Tore und gewährten den Gästen aus Leverkusen Schutz in ihrem Block. Aus dieser Geste der Offenbacher Fans wurde eine langjährige Fanfreundschaft, die auch die Relegationsspiele zur Bundesliga in der Saison 1981/82 überstand, in der die beiden Vereine gegeneinander antraten. In diesen konnte sich Leverkusen als abstiegsbedrohter Erstligist durchsetzen, sodass die Offenbacher weiterhin zweitklassig blieben.

## Image

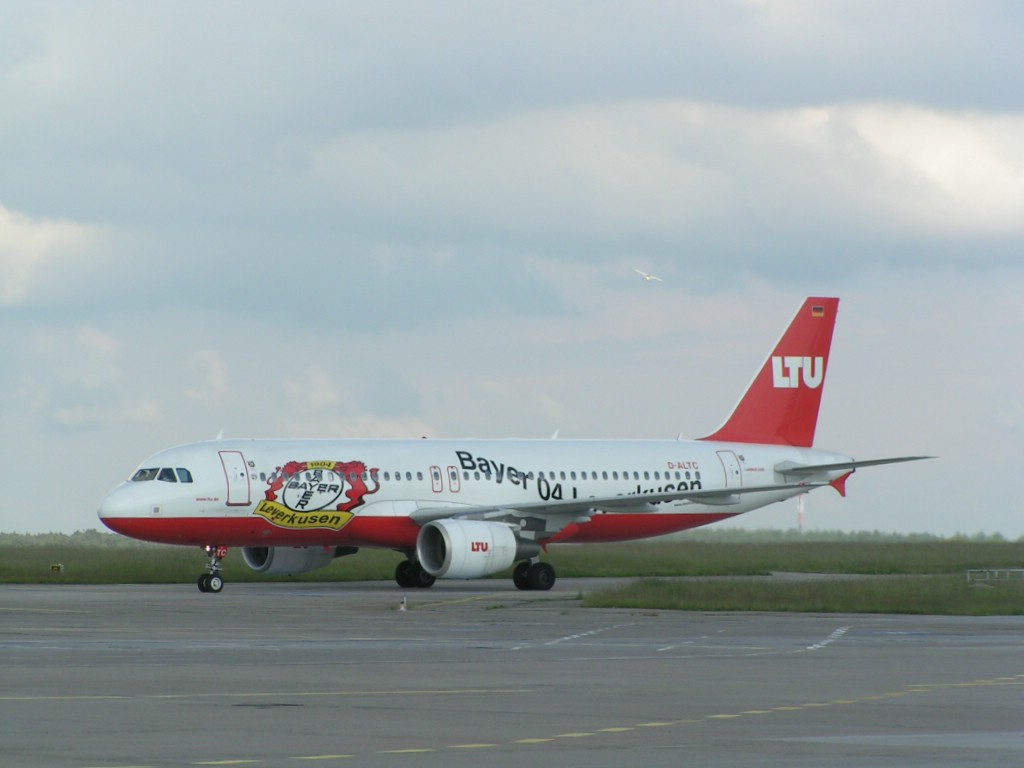
Bayer-Leverkusen-Logojet von LTU

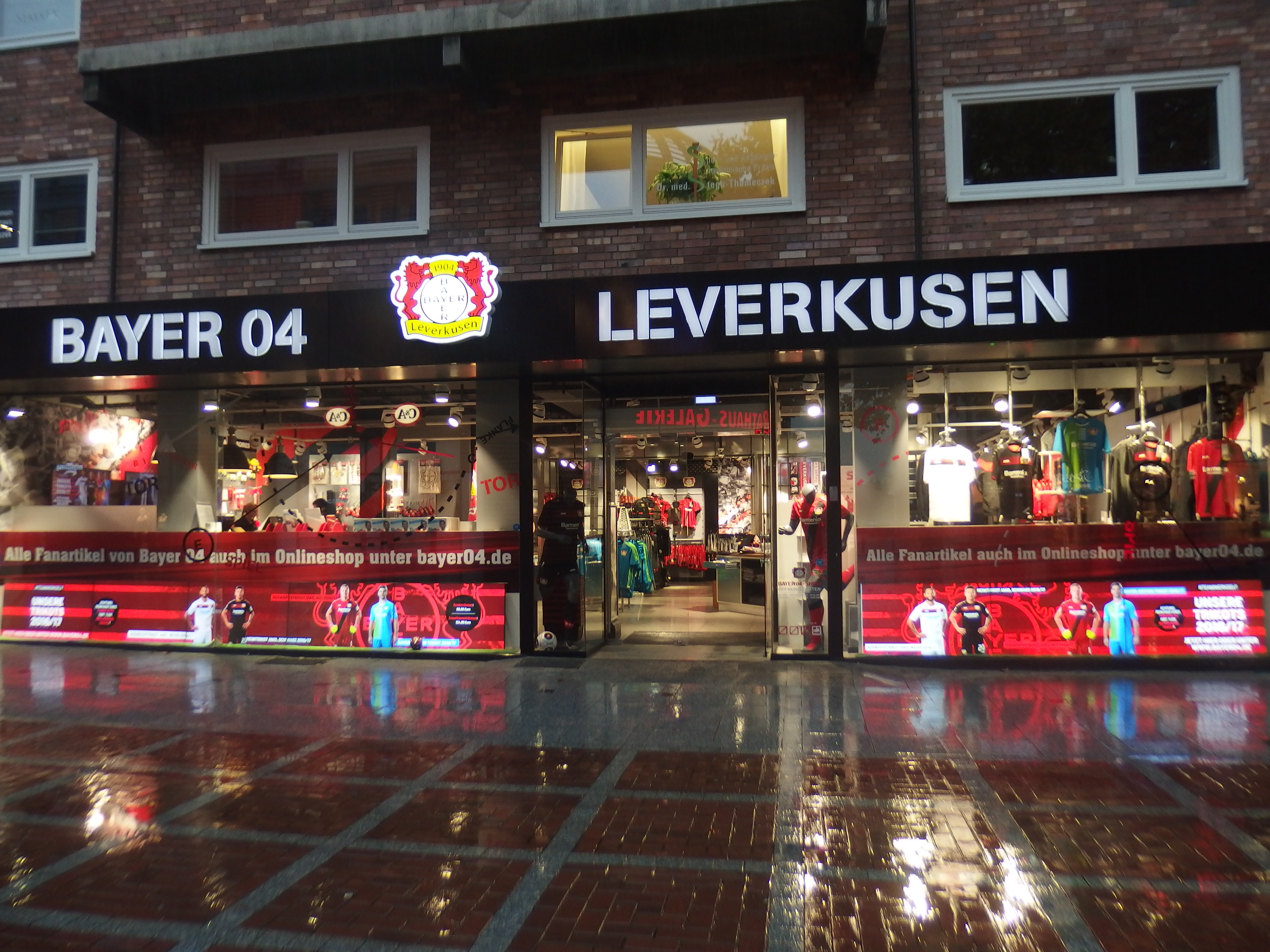
Ehemaliger Fanshop in der Wiesdorfer Fußgängerzone, 2016

Der Sportverein TSV Bayer 04 Leverkusen war ursprünglich eine Betriebssportmannschaft. Mittlerweile ist die Bayer AG Eigentümerin der Fußball-GmbH der Fußballabteilung, die 1999 aus dem Gesamtverein ausgegliedert wurde. Die Fußball GmbH hat mit der Mutter Bayer AG einen Beherrschungs- und Gewinnabführungsvertrag abgeschlossen, womit die Bayer AG jährlich Verluste und Gewinne der Profifußballer übernimmt, Fans anderer Vereine kritisieren besonders diesen Vorteil.
Um die Liga zu schützen, führte der DFB die sogenannte 50+1-Regel ein, die verhindern soll, dass Unternehmen mehrheitliche Beteiligung an Spielbetriebsgesellschaften von Bundesligisten haben dürfen. Von der Regel ausgenommen wurden nur Investoren, die „seit mehr als 20 Jahren vor dem 1. Januar 1999 den Fußballsport des Muttervereins ununterbrochen und erheblich gefördert“ haben. Die als „Lex Leverkusen“ bekannt gewordene Stichtagsregelung findet bis heute Anwendung auf Bayer Leverkusen und den VfL Wolfsburg, wurde jedoch im August 2011 vom Schiedsgericht des Deutschen Fußball-Bundes aufgehoben.
Die wachsende, aber nach wie vor recht überschaubare Anhängerschaft konnte 1989 mit der ersten Ultra-Gruppierung der 1. Bundesliga ein Stück Fangeschichte schreiben. Sportlich hat Bayer 04 das Image eines Ausbildungsvereins. Durch professionelle Strukturen, insbesondere bei Scouting und Betreuung, konnten immer wieder junge Talente geholt werden, die den Klub als Sprungbrett zum Starspieler und zum Wechsel zu einem europäischen Spitzenverein nutzten. Insbesondere der FC Bayern München verpflichtete in den späten 1990er bis zum Anfang der 2000er Jahre viele Spieler aus Leverkusen, die in München zu zahlreichen Titelgewinnen beitrugen.
Des Weiteren haftete der Mannschaft bis zum Gewinn der Meisterschaft 2024 das Image des „Ewigen Zweiten“ an. Seit 1997 wurde Bayer 04 Leverkusen fünfmal deutscher Vizemeister, verlor dreimal das DFB-Pokalfinale und einmal das Endspiel um die europäische Fußballkrone in der Champions League. Bayer Leverkusen gehört zu einem Kreis von insgesamt neun deutschen Fußballmannschaften, welche seit Gründung der Bundesliga häufiger als einmal Vizemeister wurden. Als besonders herausragendes Beispiel Leverkusener Pechs in entscheidenden Spielen gilt die Saison 2001/02, in der die Mannschaft in allen drei Wettbewerben Zweiter wurde (Bundesliga, DFB-Pokal und Champions League). Infolge dieser unglücklichen Saison wurde in der Presse der Begriff „Vizekusen“ geprägt. Diese Bezeichnung ließ sich die GmbH im Jahre 2010 neben dem Begriff „Meisterkusen“ als Marke schützen. In englischsprachigen Medien wurde auch die Bezeichnung „Neverkusen“ gebraucht.

## Trivia
Spitznamen für die erste Mannschaft des Fußballvereins sind u. a. „Werkself“, „Pillendreher“ „SVB“ und „Farbenstädter“. Die Begriffe „Pillendreher“ („Pille“ auch als Synonym für „(Fuß-)Ball“ zu verstehen) und „Werkself“ wurden lange Zeit auch in einem negativen Kontext verwendet, ehe sie nach der Jahrtausendwende von der Fußballabteilung selbst aufgegriffen und als Markenzeichen verwendet wurden. Der Schriftzug „werkself“ oder „werks11“ ist seitdem fester Bestandteil der Trikots der Leverkusener Fußballspieler. Durch die Bezeichnung als Werkself wurde früher vor allem darauf hingewiesen, dass bis in die späten 1970er Jahre noch ein Großteil der Spieler im Werk beschäftigt waren. Während bei anderen traditionellen Werksmannschaften wie dem FC Carl Zeiss Jena, FC Arsenal oder West Ham United über die Zeit die Bindung zum Werk abbrach, ist sie bei Vereinen wie Bayer 04, Wacker Burghausen, dem VfL Wolfsburg oder der PSV Eindhoven weiterhin mehr oder weniger stark ausgeprägt. Fälschlicherweise werden Werksmannschaften immer wieder mit Namenssponsoren wie etwa beim FC Red Bull Salzburg, bei RB Leipzig oder früher Waldhof „Chio“ (Mannheim) gleichgesetzt.
„Farbenstädter“ erinnert an die Herkunft aus Leverkusen, dessen wirtschaftliche Blüte mit dem Umzug der von Friedrich Bayer in Elberfeld gegründeten Farbenfabrik in die heutige Stadt Leverkusen begann. Bemerkenswert ist dabei, dass der Verein bereits „Leverkusen“ hieß, als es die gleichnamige Stadt noch nicht gab. In den Gründungsjahren bezog sich der Name auf einen Ortsteil der Gemeinde Wiesdorf, der das Werksgelände und die angrenzenden Arbeitersiedlungen am Kahlen Berg umfasste und nach dem die Stadt später benannt wurde.
Die Abkürzung „SVB“ steht für Sportvereinigung Bayer (04 Leverkusen). Nach der „reinlichen Scheidung von Turnern und Sportlern“ in den 1920er Jahren schieden u. a. die Fußballer aus dem TUS Bayer 04 aus, um weiterhin im DFB organisiert bleiben zu können. Daraufhin gründeten sie mit anderen ausgeschiedenen Sportriegen die Spielvereinigung Bayer 04 Leverkusen, die bis zur Wiedervereinigung der beiden Schwestervereine (zum TSV Bayer 04) 1984 bestehen blieb. In Bezug darauf bezeichnet die Leverkusener Fanszene ihre Mannschaft auch heute noch als „SVB“, wobei die Buchstaben „SV“ weiterhin Bestandteil des Muttervereins TSV Bayer 04 Leverkusen e.V. sind.

## Erfolge

### Titel
Internationaler Pokal
- UEFA-Pokalsieger: 1988

Nationale Meisterschaft
- Deutscher Meister: 2024

DFB-Pokal-Sieger 1993

- Meister der 2. Bundesliga Nord: 1979
- Meister der zweitklassigen II. Division West (2): 1951 (Gruppe II), 1962
- Meister der zweitklassigen Regionalliga West: 1968

Nationaler Pokal
- DFB-Pokalsieger (2): 1993, 2024
- DFB-Hallenpokalsieger: 1994
- DFL-Supercupsieger: 2024

### Weitere Erfolge
Internationaler Pokal
- Finalist der UEFA Champions League: 2002
- Finalist der UEFA Europa League: 2024

Nationale Meisterschaft
- Deutscher Vizemeister (6): 1997, 1999, 2000, 2002, 2011, 2025

Nationaler Pokal
- DFB-Pokalfinalist (3): 2002, 2009, 2020
- DFB-Supercupfinalist: 1993
- DFB-Hallenpokalfinalist: 1995

## Daten und Persönlichkeiten

### Wappenhistorie

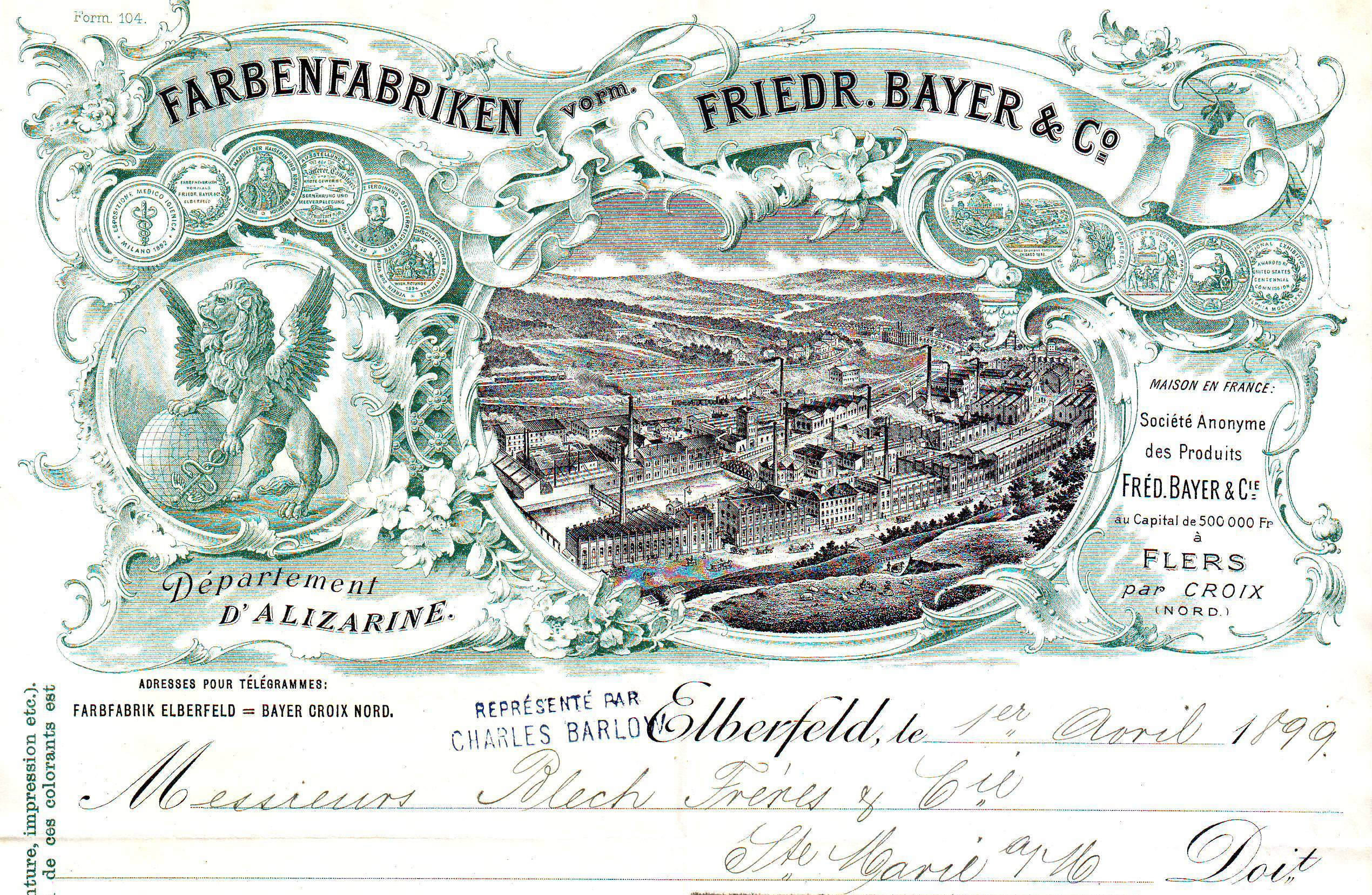
Bayer-Löwe mit Weltkugel und Merkurstab auf einer Firmenrechnung von 1899

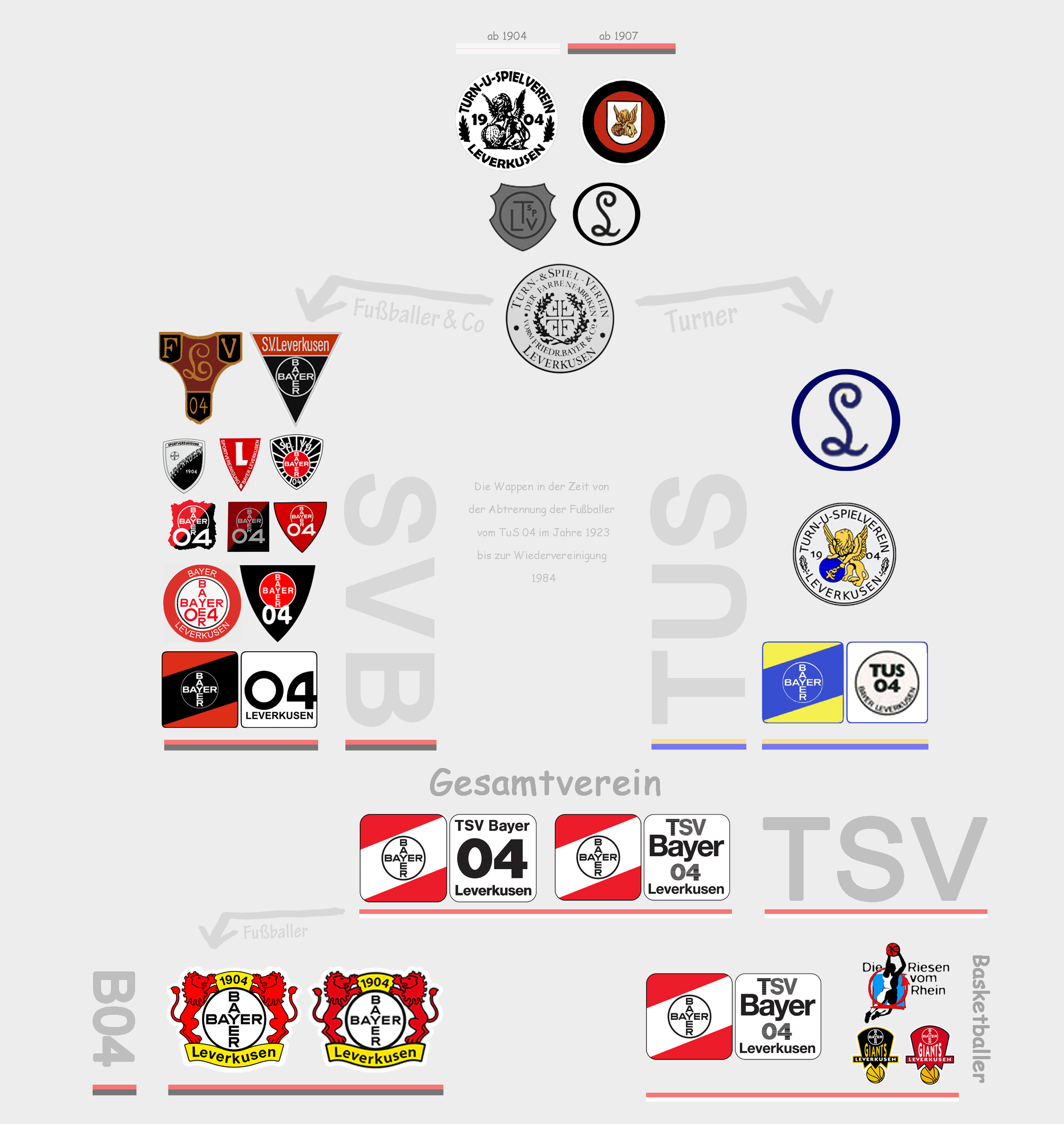
Entwicklung der Vereinswappen von Bayer 04

An Weihnachten 1907 wurde der Fußballmannschaft ein erstes Signet gestiftet, der Bayer-Löwe mit Weltkugel und Merkurstab. Entwickelt aus dem Wappen Elberfelds (Bergischer Löwe mit Laurentius-Rost), war dies gleichzeitig das Firmensignet der Farbenfabriken vorm. Friedr. Bayer & Comp in Elberfeld, deren Sitz in den Jahren 1895 bis 1900 auf den Standort der Ultramarinfabriken Carl Leverkus nach Wiesdorf (heute ein Stadtteil von Leverkusen) verlegt worden war. Es zeigt – entsprechend bergischer Ursprünge und kommerzieller Ausrichtung auf den Weltmarkt – die Darstellung eines aufgerichteten Bergischen Löwen mit Flügeln, der sich mit der rechten Pranke auf einer Weltkugel abstützt, während er mit der linken einen Merkurstab hält.
Nach der Abspaltung der Fußballer aus dem TUS 04 in den 1920er Jahren (nötig um weiter im DFB organisiert zu bleiben) verschwand zunächst das Firmenzeichen aus dem Logo der Fußballer, ehe der Bezug zum Werk nach der Gründung des SV Bayer 04 auch wieder im Vereinsnamen deutlich wurde. Im Mai 1936 wurde erstmals das 1904 eingeführte Bayer-Kreuz auf den Spielertrikots gezeigt. Es löste den Bergischen Löwen als Vereinssignet ab und erhielt im Laufe der Zeit verschiedene Überarbeitungen. 1994 entstand die heutige Version, die im Rahmen der Einführung eines Corporate Designs ab 2002 nur noch geringfügige Änderungen erfuhr, hauptsächlich in der Strichstärke und im Wechsel der Schriftart von Helvetica auf Myriad. Das heutige, heraldisch anmutende Zeichen zeigt das Bayer-Kreuz wie auf einem runden Wappenschild, der von Bergischen Löwen wie von Schildhaltern eingefasst ist. Die Löwen halten in ihren Pranken auf einer gekrümmten Banderole das Gründungsdatum 1904 und stehen auf einer geschwungenen Banderole mit dem Stadtnamen Leverkusen.

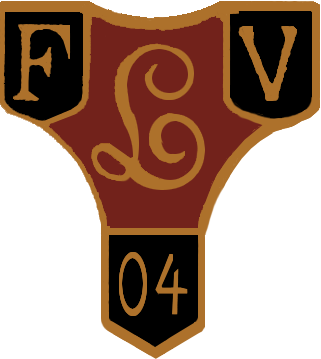
1923–1928
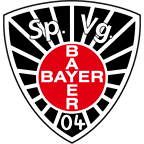
1928–1938
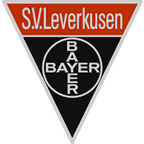
1948–1965
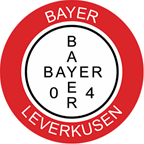
1965–1970
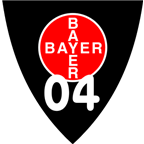
1970–1976
1976–1984
1984–1987 (bis 1984 mit schwarzen Ziffern)
1988–1996
Seit 1994 (aktuelle Version)

### Trainerchronik seit 1936
| Bild | Name                   | von                | bis                | Bemerkung | Vorherige Trainerstation         |
| ---- | ---------------------- | ------------------ | ------------------ | --- | -------------------------------- |
|      | Paul Bornefeld         | 1936               | 1937               | |                                  |
|      | Jupp Lücke             | 1937               | 1938               | |                                  |
|      | Paul Bornefeld         | 1939               | 1941               | |                                  |
|      | Karl Winkler           | 1941               | 1945               | |                                  |
|      | Richard Job            | 1946               | 1948               | Spielertrainer                                                                                                  |                                  |
|      | Karl Winkler           | 1948               | 1949               | | Rot-Weiß Oberhausen              |
|      | Theo Kirchberg         | 1949               | 1950               | Spielertrainer                                                                                                  | Bayer 04 Leverkusen (Jugend)     |
|      | Lorenz Polster         | 1950               | 1950               | | 1. FC Nürnberg                   |
|      | Raymond Schwab         | 1950               | 1951               | |                                  |
|      | Franz Strehle          | 1951               | 1953               | |                                  |
|      | Hans-Josef Kretschmann | 1953               | 1956               | | Werder Bremen                    |
|      | Emil Melcher           | 1956               | 1957               | | VfL Bochum                       |
|      | Edmund Conen           | 1957               | 1959               | | Wuppertaler SV                   |
|      | Theo Kirchberg         | 1959               | 1960               | |                                  |
|      | Erich Garske           | 1960               | 1962               | |                                  |
|      | Fritz Pliska           | 1962               | 1965               | | Fortuna Düsseldorf               |
|      | Theo Kirchberg         | 1965               | 1971               | |                                  |
|      | Gero Bisanz            | 1971               | 1973               | |                                  |
|      | Friedhelm Renno        | 1973               | 1974               | |                                  |
|      | Manfred Rummel         | 1974               | 10. Februar 1976   | |                                  |
|      | Radoslav Momirski      | 11. Februar 1976   | 29. März 1976      | Interimstrainer                                                                                                 | Wormatia Worms                   |
|      | Willibert Kremer       | 1. April 1976      | 22. November 1981  | entlassen | MSV Duisburg                     |
|      | Gerhard Kentschke      | 23. November 1981  | 30. Juni 1982      | Vertrag beendet                                                                                                 |                                  |
|      | Dettmar Cramer         | 1. Juli 1982       | 30. Juni 1985      | Vertrag beendet                                                                                                 | Aris Thessaloniki                |
|      | Erich Ribbeck          | 1. Juli 1985       | 30. Juni 1988      | Vertrag beendet                                                                                                 | Borussia Dortmund                |
|      | Rinus Michels          | 1. Juli 1988       | 13. April 1989     | entlassen | Niederlande                      |
|      | Jürgen Gelsdorf        | 13. April 1989     | 31. Mai 1991       | entlassen | Bayer 04 Leverkusen (Co-Trainer) |
|      | Peter Hermann          | 31. Mai 1991       | 30. Juni 1991      | Interimstrainer                                                                                                 | Bayer 04 Leverkusen (Co-Trainer) |
|      | Reinhard Saftig        | 1. Juli 1991       | 4. Mai 1993        | entlassen | VfL Bochum                       |
|      | Dragoslav Stepanović   | 4. Mai 1993        | 7. April 1995      | entlassen | Eintracht Frankfurt              |
|      | Erich Ribbeck          | 10. April 1995     | 27. April 1996     | entlassen | FC Bayern München                |
|      | Peter Hermann          | 28. April 1996     | 30. Juni 1996      | Interimstrainer                                                                                                 | Bayer 04 Leverkusen (Co-Trainer) |
|      | Christoph Daum         | 1. Juli 1996       | 21. Oktober 2000   | entlassen | Beşiktaş Istanbul                |
|      | Rudi Völler            | 21. Oktober 2000   | 11. November 2000  | Interimstrainer                                                                                                 |                                  |
|      | Berti Vogts            | 12. November 2000  | 20. Mai 2001       | entlassen | Deutschland                      |
|      | Klaus Toppmöller       | 1. Juli 2001       | 15. Februar 2003   | entlassen | 1. FC Saarbrücken                |
|      | Thomas Hörster         | 16. Februar 2003   | 10. Mai 2003       | Interimstrainer                                                                                                 | Bayer 04 Leverkusen Amateure     |
|      | Klaus Augenthaler      | 13. Mai 2003       | 16. September 2005 | entlassen | 1. FC Nürnberg                   |
|      | Rudi Völler            | 16. September 2005 | 9. Oktober 2005    | Interimstrainer                                                                                                 | AS Rom                           |
|      | Michael Skibbe         | 9. Oktober 2005    | 21. Mai 2008       | entlassen | Deutschland U18                  |
|      | Bruno Labbadia         | 1. Juli 2008       | 5. Juni 2009       | Vertrag vorzeitig aufgelöst                                                                                     | SpVgg Greuther Fürth             |
|      | Jupp Heynckes          | 5. Juni 2009       | 30. Juni 2011      | Vertrag beendet                                                                                                 | FC Bayern München (interim)      |
|      | Robin Dutt             | 1. Juli 2011       | 1. April 2012      | entlassen | SC Freiburg                      |
|      | Sascha Lewandowski     | 1. April 2012      | 30. Juni 2013      | gemeinsam mit dem Teamchef Sami Hyypiä bis Saisonende 2011/12 Interimstrainer Position vereinsintern gewechselt | Bayer 04 Leverkusen U19          |
|      | Sami Hyypiä            | 1. Juli 2013       | 5. April 2014      | bis Ende der Saison 2012/13 gemeinsam mit Sascha Lewandowski bis Saisonende 2011/12 Interimsteamchef entlassen  | Finnland (Co-Trainer)            |
|      | Sascha Lewandowski     | 5. April 2014      | 30. Juni 2014      | Interimstrainer                                                                                                 | Bayer 04 Leverkusen (Jugend)     |
|      | Roger Schmidt          | 1. Juli 2014       | 5. März 2017       | entlassen | FC Red Bull Salzburg             |
|      | Tayfun Korkut          | 6. März 2017       | 30. Juni 2017      | Vertrag beendet                                                                                                 | 1. FC Kaiserslautern             |
|      | Heiko Herrlich         | 1. Juli 2017       | 22. Dezember 2018  | entlassen | SSV Jahn Regensburg              |
|      | Peter Bosz             | 4. Januar 2019     | 23. März 2021      | entlassen | Borussia Dortmund                |
|      | Hannes Wolf            | 23. März 2021      | 30. Juni 2021      | Interimstrainer                                                                                                 | Deutschland U18                  |
|      | Gerardo Seoane         | 1. Juli 2021       | 5. Oktober 2022    | entlassen | BSC Young Boys                   |
|      | Xabi Alonso            | 5. Oktober 2022    | 31. Mai 2025       | Wechsel zu Real Madrid                                                                                          | Real Sociedad San Sebastián B    |
|      | Erik ten Hag           | 1. Juli 2025       |                    | | Manchester United                |

1. ↑  
Bruno Labbadias Vertrag wurde gegen Zahlung einer Ablösesumme aufgelöst, damit er zum Hamburger SV wechseln konnte.
2. 1 2  
Da Hyypiä nicht die erforderliche Lizenz besaß, trainierte er die Mannschaft als Teamchef gemeinsam mit dem Fußballlehrer Lewandowski. Dieser kehrte nach der Saison 2012/13 als Nachwuchscheftrainer in die Jugendabteilung des Klubs zurück.

### Bekannte Spieler

#### Ehrenspielführer
Erster Ehrenspielführer der Werkself war der Kapitän der in die Oberliga aufgestiegenen Mannschaft von 1951, Hans Frömmel, der den Verein erstmals in die höchste deutsche Liga führte. Nach dem Aufstieg in die Bundesliga 1979 kamen seither Rekordspieler Rüdiger Vollborn, Ulf Kirsten, Carsten Ramelow, Simon Rolfes, Stefan Kießling, Lars Bender und Jens Nowotny hinzu.

#### Die Elf des Jahrhunderts
Zum hundertsten Jubiläum Bayer Leverkusens im Jahre 2004 wurde die „Elf des Jahrhunderts“ gewählt. Fans konnten aus einer vorher ausgewählten Gruppe von 51 Spielern ihre Favoriten postalisch oder über das Internet wählen. Gewählt wurden ausschließlich Spieler, die nach dem Bundesliga-Aufstieg der Mannschaft für den Verein aktiv waren, obwohl auch Personen, die vor 1979 für den Verein spielten, zur Wahl standen. Die Mannschaft besteht aus sechs Deutschen und fünf Brasilianern. Die Ersatzbank mit einbezogen stehen im 18-Spieler-Kader Spieler aus drei Nationen. Zum Stichtag 1. Juli 2004 standen noch fünf dieser Personen im Profikader des Vereins.
| Pos | Spieler          | Vereinszu- gehörigkeit | Ersatz                                      |
| --- | ---------------- | ---------------------- | ------------------------------------------- |
| TW  | Rüdiger Vollborn | 1983–1999              | Hans Jörg Butt                              |
| V   | Jorginho         | 1989–1992              | Thomas Hörster Christian Wörns              |
| V   | Lúcio            | 2001–2004              | Thomas Hörster Christian Wörns              |
| V   | Jens Nowotny     | 1996–2006              | Thomas Hörster Christian Wörns              |
| V   | Juan             | 2002–2007              | Thomas Hörster Christian Wörns              |
| M   | Emerson          | 1997–2000              | Carsten Ramelow Bernd Schuster Paulo Sérgio |
| M   | Michael Ballack  | 1999–2002 2010–2012    | Carsten Ramelow Bernd Schuster Paulo Sérgio |
| M   | Zé Roberto       | 1998–2002              | Carsten Ramelow Bernd Schuster Paulo Sérgio |
| M   | Bernd Schneider  | 1999–2009              | Carsten Ramelow Bernd Schuster Paulo Sérgio |
| A   | Rudi Völler      | 1994–1996              | Bum-Kun Cha                                 |
| A   | Ulf Kirsten1     | 1990–2003              | Bum-Kun Cha                                 |

| Vollborn Jorginho Nowotny Lúcio Juan Zé Roberto Ballack Emerson Schneider Kirsten Völler |

#### Meister- und Pokalsiegermannschaft 2023/24
Der Meistertitel in der Bundesligasaison 2023/24 war der erste und bisher einzige in der Vereinsgeschichte Bayer 04 Leverkusens. In derselben Saison errang die Mannschaft von Cheftrainer Xabi Alonso zudem zum zweiten Mal den DFB-Pokal. Die folgende Liste führt diejenigen 24 Spieler auf, die in mindestens einem der beiden Wettbewerbe zum Einsatz kamen:
- Amine Adli
- Nadiem Amiri
- Robert Andrich
- Arthur
- Victor Boniface
- Jeremie Frimpong
- Alejandro Grimaldo
- Piero Hincapié
- Adam Hložek
- Jonas Hofmann
- Lukáš Hrádecký
- Borja Iglesias
- Odilon Kossounou
- Matěj Kovář
- Noah Mbamba
- Exequiel Palacios
- Gustavo Puerta
- Patrik Schick
- Josip Stanišić
- Jonathan Tah
- Edmond Tapsoba
- Nathan Tella
- Florian Wirtz
- Granit Xhaka

#### Weitere bekannte Spieler

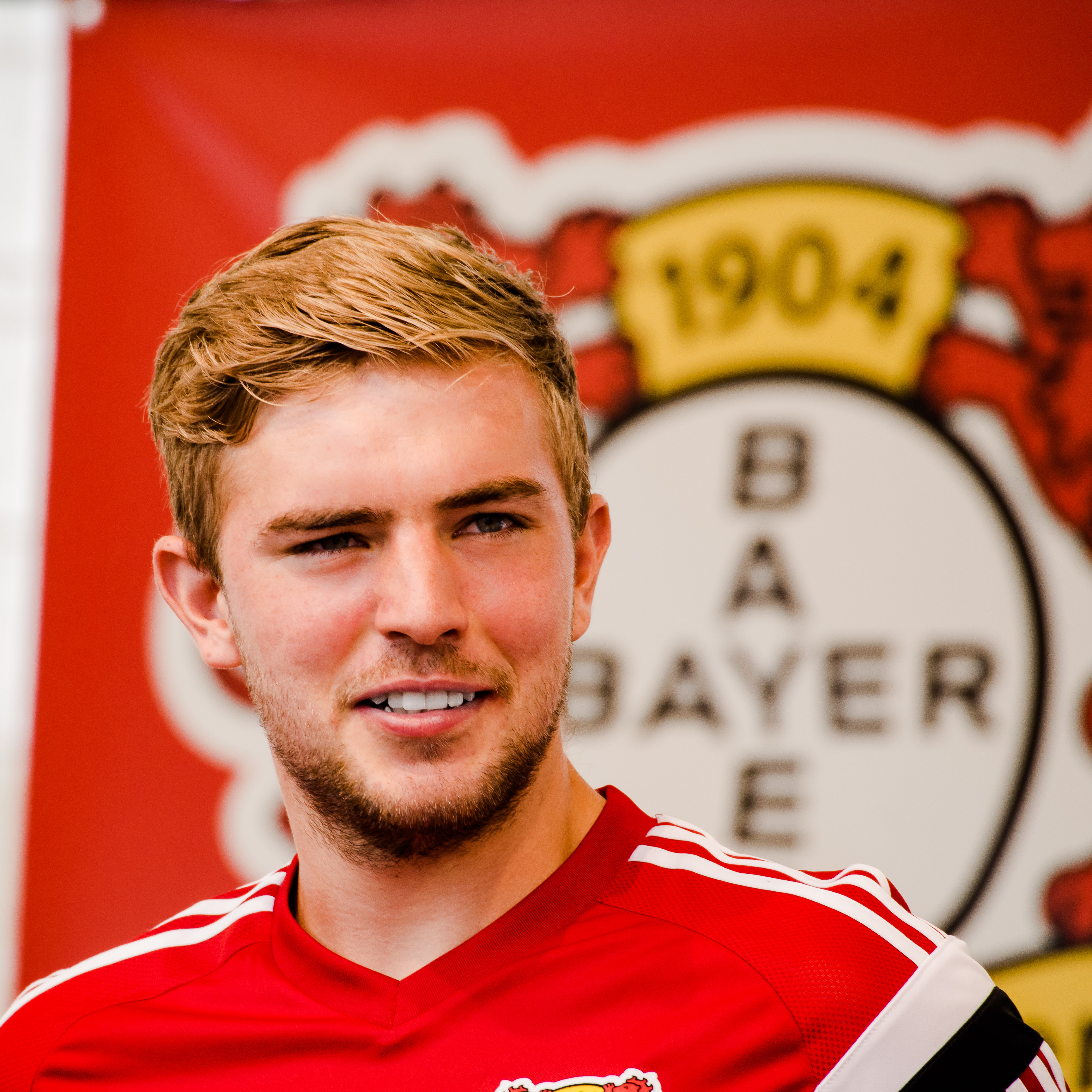
Christoph Kramer wurde mit der deutschen Nationalmannschaft 2014 Weltmeister, spielte jedoch nur eine Saison für die Profimannschaft.

In der folgenden Auflistung bekannter Spieler werden in alphabetischer Reihenfolge nur Personen aufgezeigt, die oben weder unter Ehrenspielführer noch als Meister und Pokalsieger 2023/24 oder in der Elf des Jahrhunderts aus dem Jahr 2004 dargestellt werden. Es werden nur Spieler – die in keinem aktuellen Spieler-Vertragsverhältnis mit dem Verein stehen – aufgelistet, die mindestens eines der folgenden Kriterien aufweisen können:
- 150 Pflichtspieleinsätze für Bayer 04 Leverkusen
- Mindestens fünf ganze Jahre oder Saisons aktiver Profispieler beim Verein (Zeiten in der Jugend und Ausleihzeiten zu anderen Vereinen werden nicht angerechnet, Leiharrangements bei Bayer 04 Leverkusen hingegen schon)
- Zehn ganze Jahre im Verein tätig oder dem Verein im selben Zeitraum in erwähnenswerter Weise verbunden, davon mindestens ein ganzes Jahr oder eine ganze Saison als Lizenzspieler bei Bayer 04 Leverkusen unter Vertrag; Jugendzeit wird nicht angerechnet
- Auszeichnung mit der Fritz-Walter-Medaille in Gold, Silber oder Bronze während der Zugehörigkeit zum Verein, dazu mindestens ein ganzes Jahr oder eine ganze Saison als Profispieler im Vereinskader
- Gewinn der Welt- oder einer Kontinentalmeisterschaft, z. B. der Europameisterschaft der UEFA, zu einem beliebigen Zeitpunkt der aktiven Karriere, dazu im Herrenbereich für den Verein aktiv
- Gewinn einer Medaille (Gold, Silber, Bronze) bzw. Erreichen des dritten Platzes beim Fußballturnier der Olympischen Sommerspiele zu einem beliebigen Zeitpunkt der aktiven Karriere, dazu im Herrenbereich für den Verein aktiv
- Cheftrainer oder Teamchef der ersten Mannschaft, dazu im Herrenbereich für den Verein aktiv
- Andere, besondere Attribute (beispielsweise Bekleidung des Kapitänsamtes während einer Saison, in der ein Titel erreicht wurde, oder Torschützenkönig im Ligawettbewerb)

Spieler mit einem Stern hinter dem Namen waren auch in Jugendmannschaften des Vereins aktiv.
- René Adler*
- Markus von Ahlen*
- Lucas Alario
- Charles Aránguiz
- Marko Babić
- Leon Bailey
- Hanno Balitsch
- Tranquillo Barnetta
- Julian Baumgartlinger
- Emil Becks
- Karim Bellarabi
- Sven Bender
- Dimitar Berbatow
- Fred-Werner Bockholt
- Julian Brandt
- Matthias Brücken
- Klaus Bruckmann
- Andrzej Buncol
- Dani Carvajal
- Gonzalo Castro*
- Angelos Charisteas
- Chicharito
- Cris
- Moussa Diaby
- Landon Donovan*
- Holger Fach
- Marcus Feinbier*
- Dieter Ferner
- Andreas Fischer
- Hans Flohr
- Franco Foda
- Manuel Friedrich
- Jürgen Gelsdorf
- Willi Gierlich
- Frank Glaß*
- Harry Gniech*
- Andrés Guardado
- Günter Haarmann*
- Karl Habets
- Karim Haggui
- Markus Happe
- Kai Havertz*
- Dirk Heinen*
- Frankie Hejduk
- Benjamin Henrichs*
- Heiko Herrlich
- Peter Hermann
- Dieter Herzog
- Florian Hinterberger
- Heinz Höher*
- Hajime Hosogai
- Sami Hyypiä
- Tin Jedvaj
- Richard Job*
- Walter Junghans
- Frank Juric
- Michal Kadlec
- Gerhard Kentschke
- Theo Kirchberg
- Peter Klimke
- Dominik Kohr*
- Robert Kovač
- Christoph Kramer*
- Martin Kree
- Toni Kroos
- Robbie Kruse
- Hans-Peter Lehnhoff
- Bernd Leno
- Ioan Lupescu
- Hubert Makel
- Fredy Mutz
- Oliver Neuville
- Klaus Niemuth
- Levin Öztunali*
- Andrés Palop
- Heinz Papenhoff
- Paulinho
- Hans-Otto Peters
- Diego Placente
- Walter Posner
- Kolja Pusch*
- Willi Rehbach
- Stefan Reinartz*
- Alois Reinhardt
- Renato Augusto
- Claudio Reyna
- Marcel Risse*
- Friedhelm Renno
- Peter Röger*
- Helmut Röhrig*
- Werner Röhrig*
- Wolfgang Rolff
- Roque Júnior
- Hans-Jürgen Scheinert
- Fitti Schmitz*
- Christian Schreier
- André Schürrle
- Erich Seckler
- Horst Stollenwerk*
- Friedhelm Strzelczyk
- Richard Sukuta-Pasu*
- Andreas Thom
- Fritz Tiede
- Tita
- Ömer Toprak
- Werner Torner
- Arturo Vidal
- Herbert Waas
- Horst Wehrle
- Wendell
- David Yelldell
- Thomas Zechel*
- Norbert Ziegler
- Boris Živković

#### Traditionsmannschaft
Fredy Mutz, der bis 1961 528 Mal im Tor der Werkself gestanden hatte, gründete noch als aktiver Spieler 1959 die Leverkusener Traditionsmannschaft, der er selber 30 Jahre vorstand. In der Ü40-Mannschaft absolvieren ehemals für den Klub wichtige Persönlichkeiten mehrmals im Jahr Freundschaftsspiele gegen Vereine aus der Region oder nehmen an Benefizturnieren teil. Die Mannschaft wird vom ehemaligen Trainer und Spieler Gerd Kentschke betreut und besteht aus Ex-Profis wie Ulf Kirsten, Falko Götz, Simon Rolfes, Carsten Ramelow, Jens Nowotny oder Walter Posner.

### Ligazugehörigkeit und Platzierungen seit 1945

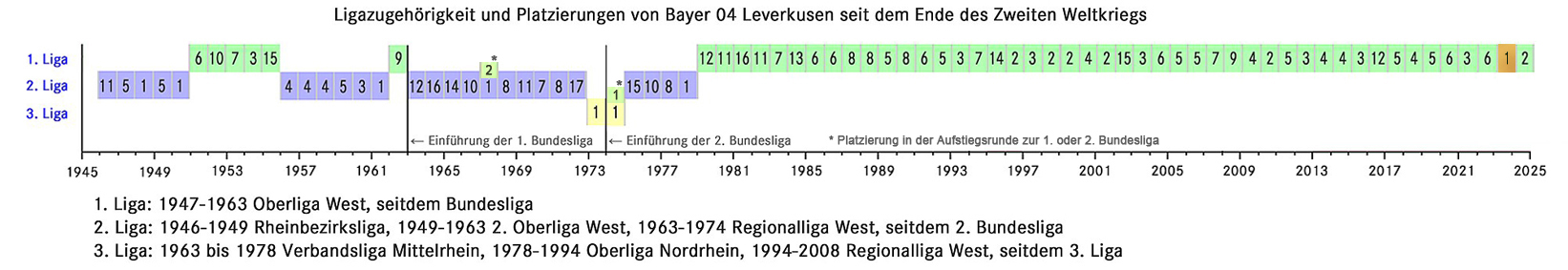

## Statistiken

### Platzierungen in der Bundesliga seit 1979
| Saison    | Rang | Tore  | Punkte | Zuschauer | Dauer- karten | Erfolgreichster Torschütze (Tore)       | Trainer                                     | Trainer                                                    | Trainer                                                    | Bilanz DFB-Pokal | Bilanz Europapokal                                        |
| --------- | ---- | ----- | ------ | --------- | ------------- | --------------------------------------- | ------------------------------------------- | ---------------------------------------------------------- | ---------------------------------------------------------- | ---------------- | --------------------------------------------------------- |
| 1979/80   | 120  | 45:61 | 32–36  | 13.941    | k. A.         | Peter Szech (9)                         | Willibert Kremer                            | Willibert Kremer                                           | Willibert Kremer                                           | 2. Runde         | nicht qualifiziert                                        |
| 1980/81   | 110  | 52:53 | 30–38  | 11.705    | k. A.         | Arne Larsen Økland (16)                 | Willibert Kremer                            | Willibert Kremer                                           | Willibert Kremer                                           | 2. Runde         | nicht qualifiziert                                        |
| 1981/82   | 160  | 45:72 | 25–43  | 09.594    | k. A.         | Arne Larsen Økland (14)                 | Willibert Kremer (bis 11/81)                | Gerd Kentschke (Interimstrainer)                           | Gerd Kentschke (Interimstrainer)                           | 3. Runde         | nicht qualifiziert                                        |
| 1982/83   | 110  | 43:66 | 29–39  | 09.205    | k. A.         | Arne Larsen Økland (13)                 | Dettmar Cramer                              | Dettmar Cramer                                             | Dettmar Cramer                                             | 2. Runde         | Intertoto-Cup (Gruppenphase)                              |
| 1983/84   | 7    | 50:50 | 34–34  | 11.652    | k. A.         | Herbert Waas (15)                       | Dettmar Cramer                              | Dettmar Cramer                                             | Dettmar Cramer                                             | 1. Runde         | nicht qualifiziert                                        |
| 1984/85   | 130  | 52:54 | 31–37  | 09.658    | k. A.         | Herbert Waas (11)                       | Dettmar Cramer                              | Dettmar Cramer                                             | Dettmar Cramer                                             | Viertelfinale    | nicht qualifiziert                                        |
| 1985/86   | 6    | 63:51 | 40–28  | 10.129    | k. A.         | Cha Bum-kun (17)                        | Erich Ribbeck                               | Erich Ribbeck                                              | Erich Ribbeck                                              | Viertelfinale    | nicht qualifiziert                                        |
| 1986/87   | 6    | 56:38 | 39–29  | 12.753    | k. A.         | Herbert Waas (15)                       | Erich Ribbeck                               | Erich Ribbeck                                              | Erich Ribbeck                                              | 2. Runde         | UEFA-Pokal (2. Runde)                                     |
| 1987/88   | 8    | 53:60 | 32–36  | 09.511    | k. A.         | Christian Schreier (11)                 | Erich Ribbeck                               | Erich Ribbeck                                              | Erich Ribbeck                                              | 1. Runde         | UEFA-Pokal (Sieger)                                       |
| 1988/89   | 8    | 45:44 | 34–34  | 12.329    | k. A.         | Christian Schreier (8)                  | Rinus Michels (bis 4/89)                    | Jürgen Gelsdorf                                            | Jürgen Gelsdorf                                            | Halbfinale       | UEFA-Pokal (1. Runde)                                     |
| 1989/90   | 5    | 40:32 | 39–29  | 14.423    | k. A.         | Marek Leśniak (8)                       | Jürgen Gelsdorf                             | Jürgen Gelsdorf                                            | Jürgen Gelsdorf                                            | 2. Runde         | nicht qualifiziert                                        |
| 1990/91   | 8    | 47:46 | 35–33  | 13.617    | k. A.         | Ulf Kirsten (11)                        | Jürgen Gelsdorf (bis 5/91)                  | Peter Hermann (Int.)                                       | Peter Hermann (Int.)                                       | 2. Runde         | UEFA-Pokal (Achtelfinale)                                 |
| 1991/92   | 6    | 53:39 | 43–33  | 15.152    | k. A.         | Ulf Kirsten (12)                        | Reinhard Saftig                             | Reinhard Saftig                                            | Reinhard Saftig                                            | Halbfinale       | nicht qualifiziert                                        |
| 1992/93   | 5    | 64:45 | 40–28  | 17.008    | 04.700        | Ulf Kirsten (20) (Torschützenkönig)     | Reinhard Saftig (bis 5/93)                  | Dragoslav Stepanović                                       | Dragoslav Stepanović                                       | Sieger           | nicht qualifiziert                                        |
| 1993/94   | 3    | 60:47 | 39–29  | 19.111    | 05.300        | Paulo Sérgio (17)                       | Dragoslav Stepanović                        | Dragoslav Stepanović                                       | Dragoslav Stepanović                                       | Viertelfinale    | Europapokal der Pokalsieger (Viertelfinale)               |
| 1994/95   | 7    | 62:51 | 36–32  | 22.829    | 06.000        | Rudi Völler (16)                        | Dragoslav Stepanović (bis 4/95)             | Erich Ribbeck                                              | Erich Ribbeck                                              | 2. Runde         | UEFA-Pokal (Halbfinale)                                   |
| 1995/96   | 140  | 37:38 | 38     | 22.041    | 08.300        | Rudi Völler (10)                        | Erich Ribbeck (bis 4/96)                    | Peter Hermann (Int.)                                       | Peter Hermann (Int.)                                       | Halbfinale       | UI-Cup (Viertelfinale)                                    |
| 1996/97   | 2    | 69:41 | 69     | 20.670    | 12.000        | Ulf Kirsten (22) (Torschützenkönig)     | Christoph Daum                              | Christoph Daum                                             | Christoph Daum                                             | 1. Runde         | nicht qualifiziert                                        |
| 1997/98   | 3    | 66:39 | 55     | 22.252    | 14.500        | Ulf Kirsten (22) (Torschützenkönig)     | Christoph Daum                              | Christoph Daum                                             | Christoph Daum                                             | Viertelfinale    | Champions League (Viertelfinale)                          |
| 1998/99   | 2    | 61:30 | 63     | 22.435    | 15.000        | Ulf Kirsten (19)                        | Christoph Daum                              | Christoph Daum                                             | Christoph Daum                                             | 2. Runde         | UEFA-Pokal (2. Runde)                                     |
| 1999/2000 | 2    | 74:38 | 73     | 22.470    | 16.000        | Ulf Kirsten (17)                        | Christoph Daum                              | Christoph Daum                                             | Christoph Daum                                             | 3. Runde         | Champions League (Vorrunde) UEFA-Pokal (3. Runde)         |
| 2000/01   | 4    | 54:40 | 57     | 22.382    | k. A.         | Oliver Neuville (15)                    | Christoph Daum (bis 10/2000)                | Rudi Völler (Int., bis 11/2000)                            | Berti Vogts                                                | Achtelfinale     | Champions League (Vorrunde) UEFA-Pokal (3. Runde)         |
| 2001/02   | 2    | 77:38 | 69     | 22.382    | 16.500        | Michael Ballack (17)                    | Klaus Toppmöller                            | Klaus Toppmöller                                           | Klaus Toppmöller                                           | Finale           | Champions League (Finale)                                 |
| 2002/03   | 150  | 47:56 | 40     | 22.410    | 16.500        | Daniel Bierofka (7)                     | Klaus Toppmöller (bis 2/03)                 | Thomas Hörster (Int., bis 5/03)                            | Klaus Augenthaler                                          | Halbfinale       | Champions League (Zwischenrunde)                          |
| 2003/04   | 3    | 73:39 | 65     | 22.500    | k. A.         | Dimitar Berbatow (16)                   | Klaus Augenthaler                           | Klaus Augenthaler                                          | Klaus Augenthaler                                          | Achtelfinale     | nicht qualifiziert                                        |
| 2004/05   | 6    | 65:44 | 57     | 22.500    | 14.732        | Dimitar Berbatow (20)                   | Klaus Augenthaler                           | Klaus Augenthaler                                          | Klaus Augenthaler                                          | 2. Runde         | Champions League (Achtelfinale)                           |
| 2005/06   | 5    | 64:49 | 52     | 22.264    | 14.910        | Dimitar Berbatow (21)                   | Klaus Augenthaler (bis 9/05)                | Rudi Völler (Int., bis 10/05)                              | Michael Skibbe                                             | 2. Runde         | UEFA-Pokal (1. Runde)                                     |
| 2006/07   | 5    | 54:49 | 51     | 22.410    | 14.520        | Andrij Woronin (10)                     | Michael Skibbe                              | Michael Skibbe                                             | Michael Skibbe                                             | 2. Runde         | UEFA-Pokal (Viertelfinale)                                |
| 2007/08   | 7    | 57:40 | 51     | 22.471    | 14.926        | Theofanis Gekas (11)                    | Michael Skibbe                              | Michael Skibbe                                             | Michael Skibbe                                             | 1. Runde         | UEFA-Pokal (Viertelfinale)                                |
| 2008/09   | 9    | 59:46 | 49     | 26.532    | 15.183        | Patrick Helmes (21)                     | Bruno Labbadia                              | Bruno Labbadia                                             | Bruno Labbadia                                             | Finale           | nicht qualifiziert                                        |
| 2009/10   | 4    | 65:38 | 59     | 29.309    | 17.642        | Stefan Kießling (21)                    | Jupp Heynckes                               | Jupp Heynckes                                              | Jupp Heynckes                                              | 2. Runde         | nicht qualifiziert                                        |
| 2010/11   | 2    | 64:44 | 68     | 28.633    | 18.551        | Arturo Vidal (10)                       | Jupp Heynckes                               | Jupp Heynckes                                              | Jupp Heynckes                                              | 2. Runde         | Europa League (Achtelfinale)                              |
| 2011/12   | 5    | 52:44 | 54     | 28.494    | 19.350        | Stefan Kießling (16)                    | Robin Dutt (bis 3/12)                       | Sascha Lewandowski (Int.) & Sami Hyypiä (Interimsteamchef) | Sascha Lewandowski (Int.) & Sami Hyypiä (Interimsteamchef) | 1. Runde         | Champions League (Achtelfinale)                           |
| 2012/13   | 3    | 65:39 | 65     | 28.175    | 18.500        | Stefan Kießling (25) (Torschützenkönig) | Sascha Lewandowski & Sami Hyypiä (Teamchef) | Sascha Lewandowski & Sami Hyypiä (Teamchef)                | Sascha Lewandowski & Sami Hyypiä (Teamchef)                | Achtelfinale     | Europa League (Sechzehntelfinale)                         |
| 2013/14   | 4    | 60:41 | 61     | 28.452    | k. A.         | Stefan Kießling (15)                    | Sami Hyypiä (bis 4/14)                      | Sascha Lewandowski                                         | Sascha Lewandowski                                         | Viertelfinale    | Champions League (Achtelfinale)                           |
| 2014/15   | 4    | 62:37 | 61     | 29.311    | 19.000        | Karim Bellarabi (12)                    | Roger Schmidt                               | Roger Schmidt                                              | Roger Schmidt                                              | Viertelfinale    | Champions League (Achtelfinale)                           |
| 2015/16   | 3    | 56:40 | 60     | 29.018    | 18.500        | Chicharito (17)                         | Roger Schmidt                               | Roger Schmidt                                              | Roger Schmidt                                              | Viertelfinale    | Champions League (Vorrunde) Europa League (Achtelfinale)  |
| 2016/17   | 120  | 53:55 | 41     | 28.428    | 19.000        | Chicharito (11)                         | Roger Schmidt (bis 3/17)                    | Tayfun Korkut                                              | Tayfun Korkut                                              | 2. Runde         | Champions League (Achtelfinale)                           |
| 2017/18   | 5    | 58:44 | 55     | 28.231    | 19.000        | Kevin Volland (14)                      | Heiko Herrlich                              | Heiko Herrlich                                             | Heiko Herrlich                                             | Halbfinale       | nicht qualifiziert                                        |
| 2018/19   | 4    | 69:52 | 58     | 27.990    | 19.000        | Kai Havertz (17)                        | Heiko Herrlich (bis 12/18)                  | Peter Bosz                                                 | Peter Bosz                                                 | Achtelfinale     | Europa League (Sechzehntelfinale)                         |
| 2019/20   | 5    | 61:44 | 63     | *21.236*  | k. A.         | Kai Havertz (12)                        | Peter Bosz                                  | Peter Bosz                                                 | Peter Bosz                                                 | Finale           | Champions League (Vorrunde) Europa League (Viertelfinale) |
| 2020/21   | 6    | 53:39 | 52     | .00*353*  | k. A.         | Lucas Alario (11)                       | Peter Bosz (bis 3/21)                       | Hannes Wolf                                                | Hannes Wolf                                                | Achtelfinale     | Europa League (Sechzehntelfinale)                         |
| 2021/22   | 3    | 80:47 | 64     | *18.432*  | k. A.         | Patrik Schick (24)                      | Gerardo Seoane                              | Gerardo Seoane                                             | Gerardo Seoane                                             | 2. Runde         | Europa League (Achtelfinale)                              |
| 2022/23   | 6    | 57:49 | 50     | 28.729    | 16.500        | Moussa Diaby (9)                        | Gerardo Seoane (bis 10/22)                  | Xabi Alonso                                                | Xabi Alonso                                                | 1. Runde         | Champions League (Vorrunde) Europa League (Halbfinale)    |
| 2023/24   | 1    | 89:24 | 90     | 29.984    | 21.500        | Victor Boniface (14)                    | Xabi Alonso                                 | Xabi Alonso                                                | Xabi Alonso                                                | Sieger           | Europa League (Finale)                                    |
| 2024/25   | 2    | 72:43 | 69     | 29.948    | 21.400        | Patrik Schick (21)                      | Xabi Alonso                                 | Xabi Alonso                                                | Xabi Alonso                                                | Halbfinale       | Champions League (Achtelfinale)                           |

* Aufgrund der Corona-Pandemie durfte das Stadion in den betroffenen Saisons nicht vollausgelastet werden oder auch teilweise keine Zuschauer die Spiele besuchen.

### Europapokalspiele
| \| Saison \| Wettbewerb \| Runde \| Gegner \| Gesamt \| Hin \| Rück \| \| --------- \| --------------------------- \| ---------------------- \| --------------------------- \| --------------- \| ------------- \| ------------- \| \| 1982 \| Intertoto-Cup \| Gruppenphase \| Tscherno More Warna \| 4:1 \| 1:1 (A) \| 3:0 (H) \| \| 1982 \| Intertoto-Cup \| Gruppenphase \| Hvidovre IF \| 2:3 \| 2:2 (H) \| 0:1 (A) \| \| 1982 \| Intertoto-Cup \| Gruppenphase \| Standard Lüttich \| 6:5 \| 5:1 (H) \| 1:4 (A) \| \| 1986/87 \| UEFA-Pokal \| 1. Runde \| Kalmar FF \| 7:1 \| 4:1 (A) \| 3:0 (H) \| \| 1986/87 \| UEFA-Pokal \| 2. Runde \| FK Dukla Prag \| (a)1:1(a) \| 0:0 (A) \| 1:1 (H) \| \| 1987/88 \| UEFA-Pokal \| 1. Runde \| FK Austria Wien \| 5:1 \| 0:0 (A) \| 5:1 (H) \| \| 1987/88 \| UEFA-Pokal \| 2. Runde \| FC Toulouse \| 2:1 \| 1:1 (A) \| 1:0 (H) \| \| 1987/88 \| UEFA-Pokal \| 3. Runde \| Feyenoord Rotterdam \| 3:2 \| 2:2 (A) \| 1:0 (H) \| \| 1987/88 \| UEFA-Pokal \| Viertelfinale \| FC Barcelona \| 1:0 \| 0:0 (H) \| 1:0 (A) \| \| 1987/88 \| UEFA-Pokal \| Halbfinale \| Werder Bremen \| 1:0 \| 1:0 (H) \| 0:0 (A) \| \| 1987/88 \| UEFA-Pokal \| Finale \| Espanyol Barcelona \| 3:3 (3:2 i. E.) \| 0:3 (A) \| 3:0 n. V. (H) \| \| 1988/89 \| UEFA-Pokal \| 1. Runde \| Belenenses Lissabon \| 0:2 \| 0:1 (H) \| 0:1 (A) \| \| 1990/91 \| UEFA-Pokal \| 1. Runde \| FC Twente Enschede \| 2:1 \| 1:0 (H) \| 1:1 n. V. (A) \| \| 1990/91 \| UEFA-Pokal \| 2. Runde \| GKS Katowice \| 6:1 \| 2:1 (A) \| 4:0 (H) \| \| 1990/91 \| UEFA-Pokal \| 3. Runde \| Brøndby IF \| 0:3 \| 0:3 (A) \| 0:0 (H) \| \| 1993/94 \| Europapokal der Pokalsieger \| 1. Runde \| FC Boby Brünn \| 5:0 \| 2:0 (H) \| 3:0 (A) \| \| 1993/94 \| Europapokal der Pokalsieger \| 2. Runde \| Panathinaikos Athen \| 5:3 \| 4:1 (A) \| 1:2 (H) \| \| 1993/94 \| Europapokal der Pokalsieger \| Viertelfinale \| Benfica Lissabon \| (a)5:5(a) \| 1:1 (A) \| 4:4 (H) \| \| 1994/95 \| UEFA-Pokal \| 1. Runde \| PSV Eindhoven \| 5:4 \| 5:4 (H) \| 0:0 (A) \| \| 1994/95 \| UEFA-Pokal \| 2. Runde \| Kispest Honvéd FC \| 7:0 \| 2:0 (A) \| 5:0 (H) \| \| 1994/95 \| UEFA-Pokal \| 3. Runde \| GKS Katowice \| 8:1 \| 4:1 (A) \| 4:0 (H) \| \| 1994/95 \| UEFA-Pokal \| Viertelfinale \| FC Nantes \| 5:1 \| 5:1 (H) \| 0:0 (A) \| \| 1994/95 \| UEFA-Pokal \| Halbfinale \| AC Parma \| 1:5 \| 1:2 (H) \| 0:3 (A) \| \| 1995 \| UEFA Intertoto Cup \| Gruppenphase \| OFI Kreta \| 1:0 \| 1:0 (H) \| 1:0 (H) \| \| 1995 \| UEFA Intertoto Cup \| Gruppenphase \| JK Pärnu Tervis \| 6:1 \| 6:1 (A) \| 6:1 (A) \| \| 1995 \| UEFA Intertoto Cup \| Gruppenphase \| FK Budućnost Podgorica \| 3:0 \| 3:0 (H) \| 3:0 (H) \| \| 1995 \| UEFA Intertoto Cup \| Gruppenphase \| Nea Salamis Famagusta \| 2:0 \| 2:0 (A) \| 2:0 (A) \| \| 1995 \| UEFA Intertoto Cup \| Achtelfinale \| Odense BK \| 5:2 \| 5:2 (H) \| 5:2 (H) \| \| 1995 \| UEFA Intertoto Cup \| Viertelfinale \| FC Tirol Innsbruck \| 2:2 (3:5 i. E.) \| 2:2 n. V. (A) \| 2:2 n. V. (A) \| \| 1997/98 \| UEFA Champions League \| 2. Qualifikationsrunde \| Dinamo Tiflis \| 6:2 \| 6:1 (H) \| 0:1 (A) \| \| 1997/98 \| UEFA Champions League \| Gruppenphase \| Lierse SK \| 3:0 \| 1:0 (H) \| 2:0 (A) \| \| 1997/98 \| UEFA Champions League \| Gruppenphase \| AS Monaco \| 2:6 \| 0:4 (A) \| 2:2 (H) \| \| 1997/98 \| UEFA Champions League \| Gruppenphase \| Sporting Lissabon \| 6:1 \| 2:0 (A) \| 4:1 (H) \| \| 1997/98 \| UEFA Champions League \| Viertelfinale \| Real Madrid \| 1:4 \| 1:1 (H) \| 0:3 (A) \| \| 1998/99 \| UEFA-Pokal \| 1. Runde \| Udinese Calcio \| 2:1 \| 1:1 (A) \| 1:0 (H) \| \| 1998/99 \| UEFA-Pokal \| 2. Runde \| Glasgow Rangers \| 2:3 \| 1:2 (H) \| 1:1 (A) \| \| 1999/2000 \| UEFA Champions League \| 1. Gruppenphase \| Lazio Rom \| 2:2 \| 1:1 (H) \| 1:1 (A) \| \| 1999/2000 \| UEFA Champions League \| 1. Gruppenphase \| NK Maribor \| 2:0 \| 2:0 (A) \| 0:0 (H) \| \| 1999/2000 \| UEFA Champions League \| 1. Gruppenphase \| Dynamo Kiew \| 3:5 \| 1:1 (H) \| 2:4 (A) \| \| 1999/2000 \| UEFA-Pokal \| 3. Runde \| Udinese Calcio \| (a)2:2(a) \| 1:0 (A) \| 1:2 (H) \| \| 2000/01 \| UEFA Champions League \| 1. Gruppenphase \| Spartak Moskau \| 1:2 \| 0:2 (A) \| 1:0 (H) \| \| 2000/01 \| UEFA Champions League \| 1. Gruppenphase \| Sporting Lissabon \| 3:2 \| 3:2 (H) \| 0:0 (A) \| \| 2000/01 \| UEFA Champions League \| 1. Gruppenphase \| Real Madrid \| 5:8 \| 2:3 (H) \| 3:5 (A) \| \| 2000/01 \| UEFA-Pokal \| 3. Runde \| AEK Athen \| 4:6 \| 4:4 (H) \| 0:2 (A) \| \| 2001/02 \| UEFA Champions League \| 3. Qualifikationsrunde \| FK Roter Stern Belgrad \| 3:0 \| 0:0 (A) \| 3:0 (H) \| \| 2001/02 \| UEFA Champions League \| 1. Gruppenphase \| Olympique Lyon \| 3:4 \| 1:0 (A) \| 2:4 (H) \| \| 2001/02 \| UEFA Champions League \| 1. Gruppenphase \| FC Barcelona \| 3:3 \| 2:1 (H) \| 1:2 (A) \| \| 2001/02 \| UEFA Champions League \| 1. Gruppenphase \| Fenerbahçe Istanbul \| 4:2 \| 2:1 (H) \| 2:1 (A) \| \| 2001/02 \| UEFA Champions League \| 2. Gruppenphase \| Juventus Turin \| 3:5 \| 0:4 (A) \| 3:1 (H) \| \| 2001/02 \| UEFA Champions League \| 2. Gruppenphase \| Deportivo La Coruña \| 6:1 \| 3:0 (H) \| 3:1 (A) \| \| 2001/02 \| UEFA Champions League \| 2. Gruppenphase \| FC Arsenal \| 2:5 \| 1:1 (H) \| 1:4 (A) \| \| 2001/02 \| UEFA Champions League \| Viertelfinale \| FC Liverpool \| 4:3 \| 0:1 (A) \| 4:2 (H) \| \| 2001/02 \| UEFA Champions League \| Halbfinale \| Manchester United \| (a)3:3(a) \| 2:2 (A) \| 1:1 (H) \| \| 2001/02 \| UEFA Champions League \| Finale \| Real Madrid \| 1:2 \| 1:2 (N) \| 1:2 (N) \| \| 2002/03 \| UEFA Champions League \| 1. Gruppenphase \| Olympiakos Piräus \| 4:6 \| 2:6 (A) \| 2:0 (H) \| \| 2002/03 \| UEFA Champions League \| 1. Gruppenphase \| Manchester United \| 1:4 \| 1:2 (H) \| 0:2 (A) \| \| 2002/03 \| UEFA Champions League \| 1. Gruppenphase \| Maccabi Haifa \| 4:1 \| 2:0 (N) \| 2:1 (H) \| \| 2002/03 \| UEFA Champions League \| 2. Gruppenphase \| FC Barcelona \| 1:4 \| 1:2 (H) \| 0:2 (A) \| \| 2002/03 \| UEFA Champions League \| 2. Gruppenphase \| Inter Mailand \| 2:5 \| 2:3 (A) \| 0:2 (H) \| \| 2002/03 \| UEFA Champions League \| 2. Gruppenphase \| Newcastle United \| 2:6 \| 1:3 (H) \| 1:3 (A) \| \| 2004/05 \| UEFA Champions League \| 3. Qualifikationsrunde \| FC Baník Ostrava \| 6:2 \| 5:0 (H) \| 1:2 (A) \| \| 2004/05 \| UEFA Champions League \| 1. Gruppenphase \| Real Madrid \| 4:1 \| 3:0 (H) \| 1:1 (A) \| \| 2004/05 \| UEFA Champions League \| 1. Gruppenphase \| Dynamo Kiew \| 3:3 \| 2:4 (A) \| 3:0 (H) \| \| 2004/05 \| UEFA Champions League \| 1. Gruppenphase \| AS Rom \| 4:2 \| 3:1 (H) \| 1:1 (A) \| \| 2004/05 \| UEFA Champions League \| Achtelfinale \| FC Liverpool \| 2:6 \| 1:3 (A) \| 1:3 (H) \| \| 2005/06 \| UEFA-Pokal \| 1. Runde \| ZSKA Sofia \| 0:2 \| 0:1 (H) \| 0:1 (A) \| \| 2006/07 \| UEFA-Pokal \| 1. Runde \| FC Sion \| 3:1 \| 0:0 (A) \| 3:1 (H) \| \| 2006/07 \| UEFA-Pokal \| Gruppenphase \| FC Brügge \| 1:1 \| 1:1 (A) \| 1:1 (A) \| \| 2006/07 \| UEFA-Pokal \| Gruppenphase \| Tottenham Hotspur \| 0:1 \| 0:1 (H) \| 0:1 (H) \| \| 2006/07 \| UEFA-Pokal \| Gruppenphase \| Dinamo Bukarest \| 1:2 \| 1:2 (A) \| 1:2 (A) \| \| 2006/07 \| UEFA-Pokal \| Gruppenphase \| Beşiktaş Istanbul \| 2:1 \| 2:1 (H) \| 2:1 (H) \| \| 2006/07 \| UEFA-Pokal \| Sechzehntelfinale \| Blackburn Rovers \| 3:2 \| 3:2 (H) \| 0:0 (A) \| \| 2006/07 \| UEFA-Pokal \| Achtelfinale \| RC Lens \| 4:2 \| 1:2 (A) \| 3:0 (H) \| \| 2006/07 \| UEFA-Pokal \| Viertelfinale \| CA Osasuna \| 0:4 \| 0:3 (H) \| 0:1 (A) \| \| 2007/08 \| UEFA-Pokal \| 1. Runde \| União Leiria \| 5:4 \| 3:1 (H) \| 2:3 (A) \| \| 2007/08 \| UEFA-Pokal \| Gruppenphase \| FC Toulouse \| 1:0 \| 1:0 (H) \| 1:0 (H) \| \| 2007/08 \| UEFA-Pokal \| Gruppenphase \| Spartak Moskau \| 1:2 \| 1:2 (A) \| 1:2 (A) \| \| 2007/08 \| UEFA-Pokal \| Gruppenphase \| Sparta Prag \| 1:0 \| 1:0 (H) \| 1:0 (H) \| \| 2007/08 \| UEFA-Pokal \| Gruppenphase \| FC Zürich \| 5:0 \| 5:0 (A) \| 5:0 (A) \| \| 2007/08 \| UEFA-Pokal \| Sechzehntelfinale \| Galatasaray Istanbul \| 5:1 \| 0:0 (A) \| 5:1 (H) \| \| 2007/08 \| UEFA-Pokal \| Achtelfinale \| Hamburger SV \| (a)3:3(a) \| 1:0 (H) \| 2:3 (A) \| \| 2007/08 \| UEFA-Pokal \| Viertelfinale \| Zenit St. Petersburg \| 2:4 \| 1:4 (H) \| 1:0 (A) \| \| 2010/11 \| UEFA Europa League \| Play-offs \| Tawrija Simferopol \| 6:1 \| 3:0 (H) \| 3:1 (A) \| \| 2010/11 \| UEFA Europa League \| Gruppenphase \| Rosenborg Trondheim \| 5:0 \| 4:0 (H) \| 1:0 (A) \| \| 2010/11 \| UEFA Europa League \| Gruppenphase \| Atlético Madrid \| 2:2 \| 1:1 (A) \| 1:1 (H) \| \| 2010/11 \| UEFA Europa League \| Gruppenphase \| Aris Thessaloniki \| 1:0 \| 0:0 (A) \| 1:0 (H) \| \| 2010/11 \| UEFA Europa League \| Sechzehntelfinale \| Metalist Charkiw \| 6:0 \| 4:0 (A) \| 2:0 (H) \| \| 2010/11 \| UEFA Europa League \| Achtelfinale \| FC Villarreal \| 3:5 \| 2:3 (H) \| 1:2 (A) \| \| 2011/12 \| UEFA Champions League \| Gruppenphase \| FC Chelsea \| 2:3 \| 0:2 (A) \| 2:1 (H) \| \| 2011/12 \| UEFA Champions League \| Gruppenphase \| KRC Genk \| 3:1 \| 2:0 (H) \| 1:1 (A) \| \| 2011/12 \| UEFA Champions League \| Gruppenphase \| FC Valencia \| 3:4 \| 2:1 (H) \| 1:3 (A) \| \| 2011/12 \| UEFA Champions League \| Achtelfinale \| FC Barcelona \| 2:10 \| 1:3 (H) \| 1:7 (A) \| \| 2012/13 \| UEFA Europa League \| Gruppenphase \| Metalist Charkiw \| 0:2 \| 0:0 (H) \| 0:2 (A) \| \| 2012/13 \| UEFA Europa League \| Gruppenphase \| Rosenborg Trondheim \| 2:0 \| 1:0 (A) \| 1:0 (H) \| \| 2012/13 \| UEFA Europa League \| Gruppenphase \| SK Rapid Wien \| 7:0 \| 4:0 (A) \| 3:0 (H) \| \| 2012/13 \| UEFA Europa League \| Sechzehntelfinale \| Benfica Lissabon \| 1:3 \| 0:1 (H) \| 1:2 (A) \| \| 2013/14 \| UEFA Champions League \| Gruppenphase \| Manchester United \| 2:9 \| 2:4 (A) \| 0:5 (H) \| \| 2013/14 \| UEFA Champions League \| Gruppenphase \| Real Sociedad \| 3:1 \| 2:1 (H) \| 1:0 (A) \| \| 2013/14 \| UEFA Champions League \| Gruppenphase \| Schachtar Donezk \| 4:0 \| 4:0 (H) \| 0:0 (A) \| \| 2013/14 \| UEFA Champions League \| Achtelfinale \| Paris Saint-Germain \| 1:6 \| 0:4 (H) \| 1:2 (A) \| \| 2014/15 \| UEFA Champions League \| Play-offs \| FC Kopenhagen \| 7:2 \| 3:2 (A) \| 4:0 (H) \| \| 2014/15 \| UEFA Champions League \| Gruppenphase \| AS Monaco \| 0:2 \| 0:1 (A) \| 0:1 (H) \| \| 2014/15 \| UEFA Champions League \| Gruppenphase \| Benfica Lissabon \| 3:1 \| 3:1 (H) \| 0:0 (A) \| \| 2014/15 \| UEFA Champions League \| Gruppenphase \| Zenit St. Petersburg \| 4:1 \| 2:0 (H) \| 2:1 (A) \| \| 2014/15 \| UEFA Champions League \| Achtelfinale \| Atlético Madrid \| 1:1 (2:3 i. E.) \| 1:0 (H) \| 0:1 n. V. (A) \| \| 2015/16 \| UEFA Champions League \| Play-offs \| Lazio Rom \| 3:1 \| 0:1 (A) \| 3:0 (H) \| \| 2015/16 \| UEFA Champions League \| Gruppenphase \| BATE Baryssau \| 5:2 \| 4:1 (H) \| 1:1 (A) \| \| 2015/16 \| UEFA Champions League \| Gruppenphase \| FC Barcelona \| 2:3 \| 1:2 (A) \| 1:1 (H) \| \| 2015/16 \| UEFA Champions League \| Gruppenphase \| AS Rom \| 6:7 \| 4:4 (H) \| 2:3 (A) \| \| 2015/16 \| UEFA Europa League \| Sechzehntelfinale \| Sporting Lissabon \| 4:1 \| 1:0 (A) \| 3:1 (H) \| \| 2015/16 \| UEFA Europa League \| Achtelfinale \| FC Villarreal \| 0:2 \| 0:2 (A) \| 0:0 (H) \| \| 2016/17 \| UEFA Champions League \| Gruppenphase \| ZSKA Moskau \| 3:3 \| 2:2 (H) \| 1:1 (A) \| \| 2016/17 \| UEFA Champions League \| Gruppenphase \| AS Monaco \| 4:1 \| 1:1 (A) \| 3:0 (H) \| \| 2016/17 \| UEFA Champions League \| Gruppenphase \| Tottenham Hotspur \| 1:0 \| 0:0 (H) \| 1:0 (A) \| \| 2016/17 \| UEFA Champions League \| Achtelfinale \| Atlético Madrid \| 2:4 \| 2:4 (H) \| 0:0 (A) \| \| 2018/19 \| UEFA Europa League \| Gruppenphase \| Ludogorez Rasgrad \| 4:3 \| 3:2 (A) \| 1:1 (H) \| \| 2018/19 \| UEFA Europa League \| Gruppenphase \| AEK Larnaka \| 9:3 \| 4:2 (H) \| 5:1 (A) \| \| 2018/19 \| UEFA Europa League \| Gruppenphase \| FC Zürich \| 3:3 \| 2:3 (A) \| 1:0 (H) \| \| 2018/19 \| UEFA Europa League \| Sechzehntelfinale \| FK Krasnodar \| (a)1:1(a) \| 0:0 (A) \| 1:1 (H) \| \| 2019/20 \| UEFA Champions League \| Gruppenphase \| Lokomotive Moskau \| 3:2 \| 1:2 (H) \| 2:0 (A) \| \| 2019/20 \| UEFA Champions League \| Gruppenphase \| Juventus Turin \| 0:5 \| 0:3 (A) \| 0:2 (H) \| \| 2019/20 \| UEFA Champions League \| Gruppenphase \| Atlético Madrid \| 2:2 \| 0:1 (A) \| 2:1 (H) \| \| 2019/20 \| UEFA Europa League \| Sechzehntelfinale \| FC Porto \| 5:2 \| 2:1 (H) \| 3:1 (A) \| \| 2019/20 \| UEFA Europa League \| Achtelfinale \| Glasgow Rangers \| 4:1 \| 3:1 (A) \| 1:0 (H) \| \| 2019/20 \| UEFA Europa League \| Viertelfinale \| Inter Mailand \| 1:2 \| 1:2 (N) \| 1:2 (N) \| \| 2020/21 \| UEFA Europa League \| Gruppenphase \| OGC Nizza \| 9:4 \| 6:2 (H) \| 3:2 (A) \| \| 2020/21 \| UEFA Europa League \| Gruppenphase \| Slavia Prag \| 4:1 \| 0:1 (A) \| 4:0 (H) \| \| 2020/21 \| UEFA Europa League \| Gruppenphase \| Hapoel Be’er Scheva \| 8:3 \| 4:2 (A) \| 4:1 (H) \| \| 2020/21 \| UEFA Europa League \| Sechzehntelfinale \| Young Boys Bern \| 3:6 \| 3:4 (A) \| 0:2 (H) \| \| 2021/22 \| UEFA Europa League \| Gruppenphase \| Ferencváros Budapest \| 2:2 \| 2:1 (H) \| 0:1 (A) \| \| 2021/22 \| UEFA Europa League \| Gruppenphase \| Celtic Glasgow \| 7:2 \| 4:0 (A) \| 3:2 (H) \| \| 2021/22 \| UEFA Europa League \| Gruppenphase \| Betis Sevilla \| 5:1 \| 1:1 (A) \| 4:0 (H) \| \| 2021/22 \| UEFA Europa League \| Achtelfinale \| Atalanta Bergamo \| 2:4 \| 2:3 (A) \| 0:1 (H) \| \| 2022/23 \| UEFA Champions League \| Gruppenphase \| FC Brügge \| 0:1 \| 0:1 (A) \| 0:0 (H) \| \| 2022/23 \| UEFA Champions League \| Gruppenphase \| Atletico Madrid \| 4:2 \| 2:0 (H) \| 2:2 (A) \| \| 2022/23 \| UEFA Champions League \| Gruppenphase \| FC Porto \| 0:5 \| 0:2 (A) \| 0:3 (H) \| \| 2022/23 \| UEFA Europa League \| Zwischenrunde \| AS Monaco \| 5:5 (5:3 i. E.) \| 2:3 (H) \| 3:2 n. V. (A) \| \| 2022/23 \| UEFA Europa League \| Achtelfinale \| Ferencváros Budapest \| 4:0 \| 2:0 (H) \| 2:0 (A) \| \| 2022/23 \| UEFA Europa League \| Viertelfinale \| Royale Union Saint-Gilloise \| 5:2 \| 1:1 (H) \| 4:1 (A) \| \| 2022/23 \| UEFA Europa League \| Halbfinale \| AS Rom \| 0:1 \| 0:1 (A) \| 0:0 (H) \| \| 2023/24 \| UEFA Europa League \| Gruppenphase \| BK Häcken \| 6:0 \| 4:0 (H) \| 2:0 (A) \| \| 2023/24 \| UEFA Europa League \| Gruppenphase \| Molde FK \| 7:2 \| 2:1 (A) \| 5:1 (H) \| \| 2023/24 \| UEFA Europa League \| Gruppenphase \| Qarabağ Ağdam \| 6:1 \| 5:1 (H) \| 1:0 (A) \| \| 2023/24 \| UEFA Europa League \| Achtelfinale \| Qarabağ Ağdam \| 5:4 \| 2:2 (A) \| 3:2 (H) \| \| 2023/24 \| UEFA Europa League \| Viertelfinale \| West Ham United \| 3:1 \| 2:0 (H) \| 1:1 (A) \| \| 2023/24 \| UEFA Europa League \| Halbfinale \| AS Rom \| 4:2 \| 2:0 (A) \| 2:2 (H) \| \| 2023/24 \| UEFA Europa League \| Finale \| Atalanta Bergamo \| 0:3 \| 0:3 (N) \| 0:3 (N) \| \| 2024/25 \| UEFA Champions League \| Ligaphase \| Feyenoord Rotterdam \| 4:0 \| 4:0 (A) \| 4:0 (A) \| \| 2024/25 \| UEFA Champions League \| Ligaphase \| AC Mailand \| 1:0 \| 1:0 (H) \| 1:0 (H) \| \| 2024/25 \| UEFA Champions League \| Ligaphase \| Stade Brest \| 1:1 \| 1:1 (A) \| 1:1 (A) \| \| 2024/25 \| UEFA Champions League \| Ligaphase \| FC Liverpool \| 0:4 \| 0:4 (A) \| 0:4 (A) \| \| 2024/25 \| UEFA Champions League \| Ligaphase \| FC Red Bull Salzburg \| 5:0 \| 5:0 (H) \| 5:0 (H) \| \| 2024/25 \| UEFA Champions League \| Ligaphase \| Inter Mailand \| 1:0 \| 1:0 (H) \| 1:0 (H) \| \| 2024/25 \| UEFA Champions League \| Ligaphase \| Atlético Madrid \| 1:2 \| 1:2 (A) \| 1:2 (A) \| \| 2024/25 \| UEFA Champions League \| Ligaphase \| Sparta Prag \| 2:0 \| 2:0 (H) \| 2:0 (H) \| \| 2024/25 \| UEFA Champions League \| Achtelfinale \| FC Bayern München \| 0:5 \| 0:3 (A) \| 0:2 (H) \|Legende: (H) – Heimspiel, (A) – Auswärtsspiel, (N) – neutraler Platz, (a) – Auswärtstorregel, (i. E.) – im Elfmeterschießen, (n. V.) – nach Verlängerung |                             |                        |                             |                 |               |               |
| Saison | Wettbewerb                  | Runde                  | Gegner                      | Gesamt          | Hin           | Rück          |
| 1982 | Intertoto-Cup               | Gruppenphase           | Tscherno More Warna         | 4:1             | 1:1 (A)       | 3:0 (H)       |
| 1982 | Intertoto-Cup               | Gruppenphase           | Hvidovre IF                 | 2:3             | 2:2 (H)       | 0:1 (A)       |
| 1982 | Intertoto-Cup               | Gruppenphase           | Standard Lüttich            | 6:5             | 5:1 (H)       | 1:4 (A)       |
| 1986/87 | UEFA-Pokal                  | 1. Runde               | Kalmar FF                   | 7:1             | 4:1 (A)       | 3:0 (H)       |
| 1986/87 | UEFA-Pokal                  | 2. Runde               | FK Dukla Prag               | (a)1:1(a)       | 0:0 (A)       | 1:1 (H)       |
| 1987/88 | UEFA-Pokal                  | 1. Runde               | FK Austria Wien             | 5:1             | 0:0 (A)       | 5:1 (H)       |
| 1987/88 | UEFA-Pokal                  | 2. Runde               | FC Toulouse                 | 2:1             | 1:1 (A)       | 1:0 (H)       |
| 1987/88 | UEFA-Pokal                  | 3. Runde               | Feyenoord Rotterdam         | 3:2             | 2:2 (A)       | 1:0 (H)       |
| 1987/88 | UEFA-Pokal                  | Viertelfinale          | FC Barcelona                | 1:0             | 0:0 (H)       | 1:0 (A)       |
| 1987/88 | UEFA-Pokal                  | Halbfinale             | Werder Bremen               | 1:0             | 1:0 (H)       | 0:0 (A)       |
| 1987/88 | UEFA-Pokal                  | Finale                 | Espanyol Barcelona          | 3:3 (3:2 i. E.) | 0:3 (A)       | 3:0 n. V. (H) |
| 1988/89 | UEFA-Pokal                  | 1. Runde               | Belenenses Lissabon         | 0:2             | 0:1 (H)       | 0:1 (A)       |
| 1990/91 | UEFA-Pokal                  | 1. Runde               | FC Twente Enschede          | 2:1             | 1:0 (H)       | 1:1 n. V. (A) |
| 1990/91 | UEFA-Pokal                  | 2. Runde               | GKS Katowice                | 6:1             | 2:1 (A)       | 4:0 (H)       |
| 1990/91 | UEFA-Pokal                  | 3. Runde               | Brøndby IF                  | 0:3             | 0:3 (A)       | 0:0 (H)       |
| 1993/94 | Europapokal der Pokalsieger | 1. Runde               | FC Boby Brünn               | 5:0             | 2:0 (H)       | 3:0 (A)       |
| 1993/94 | Europapokal der Pokalsieger | 2. Runde               | Panathinaikos Athen         | 5:3             | 4:1 (A)       | 1:2 (H)       |
| 1993/94 | Europapokal der Pokalsieger | Viertelfinale          | Benfica Lissabon            | (a)5:5(a)       | 1:1 (A)       | 4:4 (H)       |
| 1994/95 | UEFA-Pokal                  | 1. Runde               | PSV Eindhoven               | 5:4             | 5:4 (H)       | 0:0 (A)       |
| 1994/95 | UEFA-Pokal                  | 2. Runde               | Kispest Honvéd FC           | 7:0             | 2:0 (A)       | 5:0 (H)       |
| 1994/95 | UEFA-Pokal                  | 3. Runde               | GKS Katowice                | 8:1             | 4:1 (A)       | 4:0 (H)       |
| 1994/95 | UEFA-Pokal                  | Viertelfinale          | FC Nantes                   | 5:1             | 5:1 (H)       | 0:0 (A)       |
| 1994/95 | UEFA-Pokal                  | Halbfinale             | AC Parma                    | 1:5             | 1:2 (H)       | 0:3 (A)       |
| 1995 | UEFA Intertoto Cup          | Gruppenphase           | OFI Kreta                   | 1:0             | 1:0 (H)       | 1:0 (H)       |
| 1995 | UEFA Intertoto Cup          | Gruppenphase           | JK Pärnu Tervis             | 6:1             | 6:1 (A)       | 6:1 (A)       |
| 1995 | UEFA Intertoto Cup          | Gruppenphase           | FK Budućnost Podgorica      | 3:0             | 3:0 (H)       | 3:0 (H)       |
| 1995 | UEFA Intertoto Cup          | Gruppenphase           | Nea Salamis Famagusta       | 2:0             | 2:0 (A)       | 2:0 (A)       |
| 1995 | UEFA Intertoto Cup          | Achtelfinale           | Odense BK                   | 5:2             | 5:2 (H)       | 5:2 (H)       |
| 1995 | UEFA Intertoto Cup          | Viertelfinale          | FC Tirol Innsbruck          | 2:2 (3:5 i. E.) | 2:2 n. V. (A) | 2:2 n. V. (A) |
| 1997/98 | UEFA Champions League       | 2. Qualifikationsrunde | Dinamo Tiflis               | 6:2             | 6:1 (H)       | 0:1 (A)       |
| 1997/98 | UEFA Champions League       | Gruppenphase           | Lierse SK                   | 3:0             | 1:0 (H)       | 2:0 (A)       |
| 1997/98 | UEFA Champions League       | Gruppenphase           | AS Monaco                   | 2:6             | 0:4 (A)       | 2:2 (H)       |
| 1997/98 | UEFA Champions League       | Gruppenphase           | Sporting Lissabon           | 6:1             | 2:0 (A)       | 4:1 (H)       |
| 1997/98 | UEFA Champions League       | Viertelfinale          | Real Madrid                 | 1:4             | 1:1 (H)       | 0:3 (A)       |
| 1998/99 | UEFA-Pokal                  | 1. Runde               | Udinese Calcio              | 2:1             | 1:1 (A)       | 1:0 (H)       |
| 1998/99 | UEFA-Pokal                  | 2. Runde               | Glasgow Rangers             | 2:3             | 1:2 (H)       | 1:1 (A)       |
| 1999/2000 | UEFA Champions League       | 1. Gruppenphase        | Lazio Rom                   | 2:2             | 1:1 (H)       | 1:1 (A)       |
| 1999/2000 | UEFA Champions League       | 1. Gruppenphase        | NK Maribor                  | 2:0             | 2:0 (A)       | 0:0 (H)       |
| 1999/2000 | UEFA Champions League       | 1. Gruppenphase        | Dynamo Kiew                 | 3:5             | 1:1 (H)       | 2:4 (A)       |
| 1999/2000 | UEFA-Pokal                  | 3. Runde               | Udinese Calcio              | (a)2:2(a)       | 1:0 (A)       | 1:2 (H)       |
| 2000/01 | UEFA Champions League       | 1. Gruppenphase        | Spartak Moskau              | 1:2             | 0:2 (A)       | 1:0 (H)       |
| 2000/01 | UEFA Champions League       | 1. Gruppenphase        | Sporting Lissabon           | 3:2             | 3:2 (H)       | 0:0 (A)       |
| 2000/01 | UEFA Champions League       | 1. Gruppenphase        | Real Madrid                 | 5:8             | 2:3 (H)       | 3:5 (A)       |
| 2000/01 | UEFA-Pokal                  | 3. Runde               | AEK Athen                   | 4:6             | 4:4 (H)       | 0:2 (A)       |
| 2001/02 | UEFA Champions League       | 3. Qualifikationsrunde | FK Roter Stern Belgrad      | 3:0             | 0:0 (A)       | 3:0 (H)       |
| 2001/02 | UEFA Champions League       | 1. Gruppenphase        | Olympique Lyon              | 3:4             | 1:0 (A)       | 2:4 (H)       |
| 2001/02 | UEFA Champions League       | 1. Gruppenphase        | FC Barcelona                | 3:3             | 2:1 (H)       | 1:2 (A)       |
| 2001/02 | UEFA Champions League       | 1. Gruppenphase        | Fenerbahçe Istanbul         | 4:2             | 2:1 (H)       | 2:1 (A)       |
| 2001/02 | UEFA Champions League       | 2. Gruppenphase        | Juventus Turin              | 3:5             | 0:4 (A)       | 3:1 (H)       |
| 2001/02 | UEFA Champions League       | 2. Gruppenphase        | Deportivo La Coruña         | 6:1             | 3:0 (H)       | 3:1 (A)       |
| 2001/02 | UEFA Champions League       | 2. Gruppenphase        | FC Arsenal                  | 2:5             | 1:1 (H)       | 1:4 (A)       |
| 2001/02 | UEFA Champions League       | Viertelfinale          | FC Liverpool                | 4:3             | 0:1 (A)       | 4:2 (H)       |
| 2001/02 | UEFA Champions League       | Halbfinale             | Manchester United           | (a)3:3(a)       | 2:2 (A)       | 1:1 (H)       |
| 2001/02 | UEFA Champions League       | Finale                 | Real Madrid                 | 1:2             | 1:2 (N)       | 1:2 (N)       |
| 2002/03 | UEFA Champions League       | 1. Gruppenphase        | Olympiakos Piräus           | 4:6             | 2:6 (A)       | 2:0 (H)       |
| 2002/03 | UEFA Champions League       | 1. Gruppenphase        | Manchester United           | 1:4             | 1:2 (H)       | 0:2 (A)       |
| 2002/03 | UEFA Champions League       | 1. Gruppenphase        | Maccabi Haifa               | 4:1             | 2:0 (N)       | 2:1 (H)       |
| 2002/03 | UEFA Champions League       | 2. Gruppenphase        | FC Barcelona                | 1:4             | 1:2 (H)       | 0:2 (A)       |
| 2002/03 | UEFA Champions League       | 2. Gruppenphase        | Inter Mailand               | 2:5             | 2:3 (A)       | 0:2 (H)       |
| 2002/03 | UEFA Champions League       | 2. Gruppenphase        | Newcastle United            | 2:6             | 1:3 (H)       | 1:3 (A)       |
| 2004/05 | UEFA Champions League       | 3. Qualifikationsrunde | FC Baník Ostrava            | 6:2             | 5:0 (H)       | 1:2 (A)       |
| 2004/05 | UEFA Champions League       | 1. Gruppenphase        | Real Madrid                 | 4:1             | 3:0 (H)       | 1:1 (A)       |
| 2004/05 | UEFA Champions League       | 1. Gruppenphase        | Dynamo Kiew                 | 3:3             | 2:4 (A)       | 3:0 (H)       |
| 2004/05 | UEFA Champions League       | 1. Gruppenphase        | AS Rom                      | 4:2             | 3:1 (H)       | 1:1 (A)       |
| 2004/05 | UEFA Champions League       | Achtelfinale           | FC Liverpool                | 2:6             | 1:3 (A)       | 1:3 (H)       |
| 2005/06 | UEFA-Pokal                  | 1. Runde               | ZSKA Sofia                  | 0:2             | 0:1 (H)       | 0:1 (A)       |
| 2006/07 | UEFA-Pokal                  | 1. Runde               | FC Sion                     | 3:1             | 0:0 (A)       | 3:1 (H)       |
| 2006/07 | UEFA-Pokal                  | Gruppenphase           | FC Brügge                   | 1:1             | 1:1 (A)       | 1:1 (A)       |
| 2006/07 | UEFA-Pokal                  | Gruppenphase           | Tottenham Hotspur           | 0:1             | 0:1 (H)       | 0:1 (H)       |
| 2006/07 | UEFA-Pokal                  | Gruppenphase           | Dinamo Bukarest             | 1:2             | 1:2 (A)       | 1:2 (A)       |
| 2006/07 | UEFA-Pokal                  | Gruppenphase           | Beşiktaş Istanbul           | 2:1             | 2:1 (H)       | 2:1 (H)       |
| 2006/07 | UEFA-Pokal                  | Sechzehntelfinale      | Blackburn Rovers            | 3:2             | 3:2 (H)       | 0:0 (A)       |
| 2006/07 | UEFA-Pokal                  | Achtelfinale           | RC Lens                     | 4:2             | 1:2 (A)       | 3:0 (H)       |
| 2006/07 | UEFA-Pokal                  | Viertelfinale          | CA Osasuna                  | 0:4             | 0:3 (H)       | 0:1 (A)       |
| 2007/08 | UEFA-Pokal                  | 1. Runde               | União Leiria                | 5:4             | 3:1 (H)       | 2:3 (A)       |
| 2007/08 | UEFA-Pokal                  | Gruppenphase           | FC Toulouse                 | 1:0             | 1:0 (H)       | 1:0 (H)       |
| 2007/08 | UEFA-Pokal                  | Gruppenphase           | Spartak Moskau              | 1:2             | 1:2 (A)       | 1:2 (A)       |
| 2007/08 | UEFA-Pokal                  | Gruppenphase           | Sparta Prag                 | 1:0             | 1:0 (H)       | 1:0 (H)       |
| 2007/08 | UEFA-Pokal                  | Gruppenphase           | FC Zürich                   | 5:0             | 5:0 (A)       | 5:0 (A)       |
| 2007/08 | UEFA-Pokal                  | Sechzehntelfinale      | Galatasaray Istanbul        | 5:1             | 0:0 (A)       | 5:1 (H)       |
| 2007/08 | UEFA-Pokal                  | Achtelfinale           | Hamburger SV                | (a)3:3(a)       | 1:0 (H)       | 2:3 (A)       |
| 2007/08 | UEFA-Pokal                  | Viertelfinale          | Zenit St. Petersburg        | 2:4             | 1:4 (H)       | 1:0 (A)       |
| 2010/11 | UEFA Europa League          | Play-offs              | Tawrija Simferopol          | 6:1             | 3:0 (H)       | 3:1 (A)       |
| 2010/11 | UEFA Europa League          | Gruppenphase           | Rosenborg Trondheim         | 5:0             | 4:0 (H)       | 1:0 (A)       |
| 2010/11 | UEFA Europa League          | Gruppenphase           | Atlético Madrid             | 2:2             | 1:1 (A)       | 1:1 (H)       |
| 2010/11 | UEFA Europa League          | Gruppenphase           | Aris Thessaloniki           | 1:0             | 0:0 (A)       | 1:0 (H)       |
| 2010/11 | UEFA Europa League          | Sechzehntelfinale      | Metalist Charkiw            | 6:0             | 4:0 (A)       | 2:0 (H)       |
| 2010/11 | UEFA Europa League          | Achtelfinale           | FC Villarreal               | 3:5             | 2:3 (H)       | 1:2 (A)       |
| 2011/12 | UEFA Champions League       | Gruppenphase           | FC Chelsea                  | 2:3             | 0:2 (A)       | 2:1 (H)       |
| 2011/12 | UEFA Champions League       | Gruppenphase           | KRC Genk                    | 3:1             | 2:0 (H)       | 1:1 (A)       |
| 2011/12 | UEFA Champions League       | Gruppenphase           | FC Valencia                 | 3:4             | 2:1 (H)       | 1:3 (A)       |
| 2011/12 | UEFA Champions League       | Achtelfinale           | FC Barcelona                | 2:10            | 1:3 (H)       | 1:7 (A)       |
| 2012/13 | UEFA Europa League          | Gruppenphase           | Metalist Charkiw            | 0:2             | 0:0 (H)       | 0:2 (A)       |
| 2012/13 | UEFA Europa League          | Gruppenphase           | Rosenborg Trondheim         | 2:0             | 1:0 (A)       | 1:0 (H)       |
| 2012/13 | UEFA Europa League          | Gruppenphase           | SK Rapid Wien               | 7:0             | 4:0 (A)       | 3:0 (H)       |
| 2012/13 | UEFA Europa League          | Sechzehntelfinale      | Benfica Lissabon            | 1:3             | 0:1 (H)       | 1:2 (A)       |
| 2013/14 | UEFA Champions League       | Gruppenphase           | Manchester United           | 2:9             | 2:4 (A)       | 0:5 (H)       |
| 2013/14 | UEFA Champions League       | Gruppenphase           | Real Sociedad               | 3:1             | 2:1 (H)       | 1:0 (A)       |
| 2013/14 | UEFA Champions League       | Gruppenphase           | Schachtar Donezk            | 4:0             | 4:0 (H)       | 0:0 (A)       |
| 2013/14 | UEFA Champions League       | Achtelfinale           | Paris Saint-Germain         | 1:6             | 0:4 (H)       | 1:2 (A)       |
| 2014/15 | UEFA Champions League       | Play-offs              | FC Kopenhagen               | 7:2             | 3:2 (A)       | 4:0 (H)       |
| 2014/15 | UEFA Champions League       | Gruppenphase           | AS Monaco                   | 0:2             | 0:1 (A)       | 0:1 (H)       |
| 2014/15 | UEFA Champions League       | Gruppenphase           | Benfica Lissabon            | 3:1             | 3:1 (H)       | 0:0 (A)       |
| 2014/15 | UEFA Champions League       | Gruppenphase           | Zenit St. Petersburg        | 4:1             | 2:0 (H)       | 2:1 (A)       |
| 2014/15 | UEFA Champions League       | Achtelfinale           | Atlético Madrid             | 1:1 (2:3 i. E.) | 1:0 (H)       | 0:1 n. V. (A) |
| 2015/16 | UEFA Champions League       | Play-offs              | Lazio Rom                   | 3:1             | 0:1 (A)       | 3:0 (H)       |
| 2015/16 | UEFA Champions League       | Gruppenphase           | BATE Baryssau               | 5:2             | 4:1 (H)       | 1:1 (A)       |
| 2015/16 | UEFA Champions League       | Gruppenphase           | FC Barcelona                | 2:3             | 1:2 (A)       | 1:1 (H)       |
| 2015/16 | UEFA Champions League       | Gruppenphase           | AS Rom                      | 6:7             | 4:4 (H)       | 2:3 (A)       |
| 2015/16 | UEFA Europa League          | Sechzehntelfinale      | Sporting Lissabon           | 4:1             | 1:0 (A)       | 3:1 (H)       |
| 2015/16 | UEFA Europa League          | Achtelfinale           | FC Villarreal               | 0:2             | 0:2 (A)       | 0:0 (H)       |
| 2016/17 | UEFA Champions League       | Gruppenphase           | ZSKA Moskau                 | 3:3             | 2:2 (H)       | 1:1 (A)       |
| 2016/17 | UEFA Champions League       | Gruppenphase           | AS Monaco                   | 4:1             | 1:1 (A)       | 3:0 (H)       |
| 2016/17 | UEFA Champions League       | Gruppenphase           | Tottenham Hotspur           | 1:0             | 0:0 (H)       | 1:0 (A)       |
| 2016/17 | UEFA Champions League       | Achtelfinale           | Atlético Madrid             | 2:4             | 2:4 (H)       | 0:0 (A)       |
| 2018/19 | UEFA Europa League          | Gruppenphase           | Ludogorez Rasgrad           | 4:3             | 3:2 (A)       | 1:1 (H)       |
| 2018/19 | UEFA Europa League          | Gruppenphase           | AEK Larnaka                 | 9:3             | 4:2 (H)       | 5:1 (A)       |
| 2018/19 | UEFA Europa League          | Gruppenphase           | FC Zürich                   | 3:3             | 2:3 (A)       | 1:0 (H)       |
| 2018/19 | UEFA Europa League          | Sechzehntelfinale      | FK Krasnodar                | (a)1:1(a)       | 0:0 (A)       | 1:1 (H)       |
| 2019/20 | UEFA Champions League       | Gruppenphase           | Lokomotive Moskau           | 3:2             | 1:2 (H)       | 2:0 (A)       |
| 2019/20 | UEFA Champions League       | Gruppenphase           | Juventus Turin              | 0:5             | 0:3 (A)       | 0:2 (H)       |
| 2019/20 | UEFA Champions League       | Gruppenphase           | Atlético Madrid             | 2:2             | 0:1 (A)       | 2:1 (H)       |
| 2019/20 | UEFA Europa League          | Sechzehntelfinale      | FC Porto                    | 5:2             | 2:1 (H)       | 3:1 (A)       |
| 2019/20 | UEFA Europa League          | Achtelfinale           | Glasgow Rangers             | 4:1             | 3:1 (A)       | 1:0 (H)       |
| 2019/20 | UEFA Europa League          | Viertelfinale          | Inter Mailand               | 1:2             | 1:2 (N)       | 1:2 (N)       |
| 2020/21 | UEFA Europa League          | Gruppenphase           | OGC Nizza                   | 9:4             | 6:2 (H)       | 3:2 (A)       |
| 2020/21 | UEFA Europa League          | Gruppenphase           | Slavia Prag                 | 4:1             | 0:1 (A)       | 4:0 (H)       |
| 2020/21 | UEFA Europa League          | Gruppenphase           | Hapoel Be’er Scheva         | 8:3             | 4:2 (A)       | 4:1 (H)       |
| 2020/21 | UEFA Europa League          | Sechzehntelfinale      | Young Boys Bern             | 3:6             | 3:4 (A)       | 0:2 (H)       |
| 2021/22 | UEFA Europa League          | Gruppenphase           | Ferencváros Budapest        | 2:2             | 2:1 (H)       | 0:1 (A)       |
| 2021/22 | UEFA Europa League          | Gruppenphase           | Celtic Glasgow              | 7:2             | 4:0 (A)       | 3:2 (H)       |
| 2021/22 | UEFA Europa League          | Gruppenphase           | Betis Sevilla               | 5:1             | 1:1 (A)       | 4:0 (H)       |
| 2021/22 | UEFA Europa League          | Achtelfinale           | Atalanta Bergamo            | 2:4             | 2:3 (A)       | 0:1 (H)       |
| 2022/23 | UEFA Champions League       | Gruppenphase           | FC Brügge                   | 0:1             | 0:1 (A)       | 0:0 (H)       |
| 2022/23 | UEFA Champions League       | Gruppenphase           | Atletico Madrid             | 4:2             | 2:0 (H)       | 2:2 (A)       |
| 2022/23 | UEFA Champions League       | Gruppenphase           | FC Porto                    | 0:5             | 0:2 (A)       | 0:3 (H)       |
| 2022/23 | UEFA Europa League          | Zwischenrunde          | AS Monaco                   | 5:5 (5:3 i. E.) | 2:3 (H)       | 3:2 n. V. (A) |
| 2022/23 | UEFA Europa League          | Achtelfinale           | Ferencváros Budapest        | 4:0             | 2:0 (H)       | 2:0 (A)       |
| 2022/23 | UEFA Europa League          | Viertelfinale          | Royale Union Saint-Gilloise | 5:2             | 1:1 (H)       | 4:1 (A)       |
| 2022/23 | UEFA Europa League          | Halbfinale             | AS Rom                      | 0:1             | 0:1 (A)       | 0:0 (H)       |
| 2023/24 | UEFA Europa League          | Gruppenphase           | BK Häcken                   | 6:0             | 4:0 (H)       | 2:0 (A)       |
| 2023/24 | UEFA Europa League          | Gruppenphase           | Molde FK                    | 7:2             | 2:1 (A)       | 5:1 (H)       |
| 2023/24 | UEFA Europa League          | Gruppenphase           | Qarabağ Ağdam               | 6:1             | 5:1 (H)       | 1:0 (A)       |
| 2023/24 | UEFA Europa League          | Achtelfinale           | Qarabağ Ağdam               | 5:4             | 2:2 (A)       | 3:2 (H)       |
| 2023/24 | UEFA Europa League          | Viertelfinale          | West Ham United             | 3:1             | 2:0 (H)       | 1:1 (A)       |
| 2023/24 | UEFA Europa League          | Halbfinale             | AS Rom                      | 4:2             | 2:0 (A)       | 2:2 (H)       |
| 2023/24 | UEFA Europa League          | Finale                 | Atalanta Bergamo            | 0:3             | 0:3 (N)       | 0:3 (N)       |
| 2024/25 | UEFA Champions League       | Ligaphase              | Feyenoord Rotterdam         | 4:0             | 4:0 (A)       | 4:0 (A)       |
| 2024/25 | UEFA Champions League       | Ligaphase              | AC Mailand                  | 1:0             | 1:0 (H)       | 1:0 (H)       |
| 2024/25 | UEFA Champions League       | Ligaphase              | Stade Brest                 | 1:1             | 1:1 (A)       | 1:1 (A)       |
| 2024/25 | UEFA Champions League       | Ligaphase              | FC Liverpool                | 0:4             | 0:4 (A)       | 0:4 (A)       |
| 2024/25 | UEFA Champions League       | Ligaphase              | FC Red Bull Salzburg        | 5:0             | 5:0 (H)       | 5:0 (H)       |
| 2024/25 | UEFA Champions League       | Ligaphase              | Inter Mailand               | 1:0             | 1:0 (H)       | 1:0 (H)       |
| 2024/25 | UEFA Champions League       | Ligaphase              | Atlético Madrid             | 1:2             | 1:2 (A)       | 1:2 (A)       |
| 2024/25 | UEFA Champions League       | Ligaphase              | Sparta Prag                 | 2:0             | 2:0 (H)       | 2:0 (H)       |
| 2024/25 | UEFA Champions League       | Achtelfinale           | FC Bayern München           | 0:5             | 0:3 (A)       | 0:2 (H)       |

### Siege

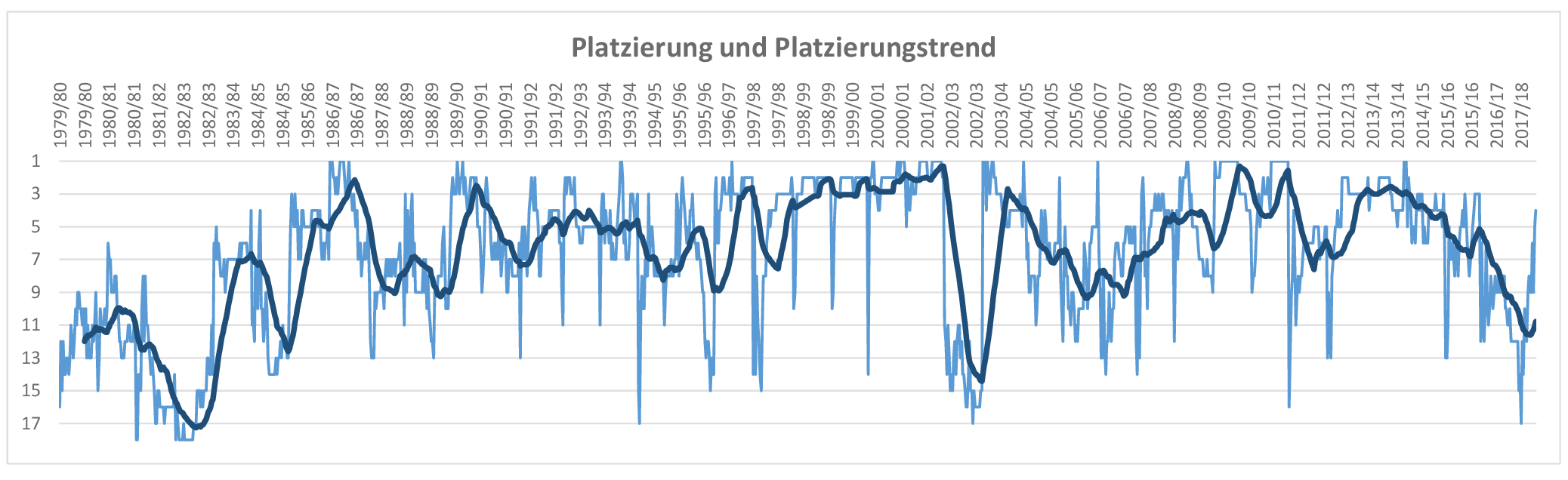
Platzierungen Leverkusens in der Fußball-Bundesliga (1979–2018)

Am 18. März 2000 gewann Bayer Leverkusen das Auswärtsspiel bei Aufsteiger SSV Ulm 1846 mit 9:1. Bei Leverkusens höchstem Auswärtssieg in der Bundesliga konnten sich Emerson (2), Zé Roberto (2), Paulo Rink, Ulf Kirsten, Oliver Neuville, Michael Ballack, Bernd Schneider sowie der Ulmer Leandro Fonseca in die Torschützenliste eintragen.
Der höchste Heimsieg in einem Pflichtspiel gelang Leverkusen am 4. Dezember 2021 gegen die SpVgg Greuther Fürth, die zu diesem Zeitpunkt nach 13 Bundesligaspielen nur einen Punkt hatte erringen können. Beim 7:1-Sieg schoss Patrik Schick 4 Tore, die er alle in der zweiten Halbzeit erzielte. Dabei gelang ihm auch innerhalb von 25 Minuten ein lupenreiner Hattrick.
Der höchste Sieg im DFB-Pokal war das 11:0 gegen den damaligen Regionalligisten BSV Stahl Brandenburg am 13. März 1994. Der zweithöchste Sieg im DFB-Pokal, ebenfalls auswärts, war ein 11:1 gegen den FK Pirmasens am 14. August 2010.

### Niederlagen
Die höchste Auswärtsniederlage in der Bundesliga war ein 1:6 gegen Hannover 96 am 26. März 1988. Am ersten Spieltag der Oberliga-Saison 1952/53 (damals höchste deutsche Spielklasse) verlor die Werkself gar mit 1:8 bei Rot-Weiss Essen.
Die höchste Heimniederlage Leverkusens ist ein 0:5, das der Werkself am 27. November 2013 gegen Manchester United widerfuhr.
Am 29. August 2010 verlor Bayer 04 das Heimspiel gegen Borussia Mönchengladbach mit 3:6. Nie zuvor hatte die Mannschaft sechs Gegentore in einem Bundesliga-Heimspiel hinnehmen müssen.
Eine weitere denkwürdige Niederlage war das 4:7 gegen den FC Schalke 04 am 11. Februar 2006, da es mit elf Treffern das torreichste Spiel war, an dem Leverkusen in der Bundesliga beteiligt war.
Die höchste Auswärtsniederlage in der Champions League gab es am 7. März 2012 im Achtelfinale gegen den FC Barcelona mit 1:7.

### Rekordspieler
Mit 401 Bundesligaspielen von 1984 bis 1999 ist Rüdiger Vollborn Leverkusens Spieler mit den meisten Bundesligaeinsätzen. Während er bis 1996 Stammtorhüter war, kam er bis 1999 nur noch sporadisch zum Einsatz und beendete dann seine Profikarriere. Bis 2012 war er Torwarttrainer des Vereins.
Die weiteren Rekordspieler sind Ulf Kirsten (1990–2003) mit 350, Stefan Kießling (2006–2018) mit 344, Carsten Ramelow (1996–2008) mit 333, Thomas Hörster (1977–1991) mit 332, Simon Rolfes (2005–2015) mit 288, Gonzalo Castro (2005–2015) mit 286, Bernd Schneider (1999–2009) mit 263 und Jens Nowotny (1996–2006) mit 230 Einsätzen in der Bundesliga.

### Rekordtrainer
Die meisten Spiele als Trainer absolvierte Willibert Kremer mit 219 Spielen.

### Rekordtorschützen

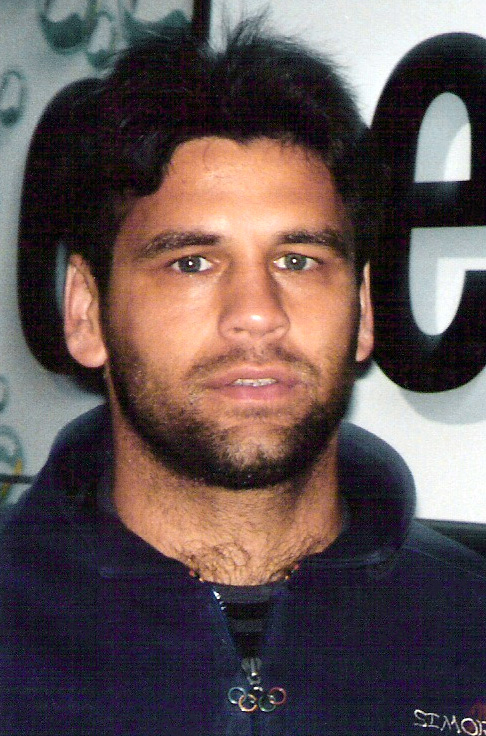
Ulf Kirsten, der erfolgreichste Torschütze der Leverkusener Bundesliga-Geschichte

Rekordschütze von Bayer 04 ist Ulf Kirsten mit 181 Toren in 350 Bundesligaspielen, was einer Trefferquote von 0,52 Toren pro Spiel entspricht. Kirsten, der seine gesamte Bundesligalaufbahn von 1990 bis 2003 bei Leverkusen verbrachte, ist zudem der erfolgreichste Bundesligatorjäger der 1990er Jahre. Mit großem Abstand folgen als erfolgreichste Werkself-Torschützen Stefan Kießling (2006–2018) mit 131, Herbert Waas mit 72 (1982–1990), Dimitar Berbatow mit 69 (2001–2006), und Christian Schreier mit 63 Toren (1985–1991) (Stand: 25. Mai 2018).

### Sonstiges
- Mit acht Platzverweisen hält Jens Nowotny den Vereins- und Bundesligarekord in dieser Kategorie.
- Mit 2237 Punkten (1,56 pro Spiel) belegt Bayer 04 Leverkusen den zehnten Platz der ewigen Tabelle der Bundesliga.[74]
- Bayer 04 Leverkusen führte insgesamt 104 Mal die Tabelle der Bundesliga an.
- Als erste Bundesliga-Mannschaft überhaupt blieb Leverkusen über eine gesamte Saison (2023/24) ungeschlagen. Die Saisonbilanz für die Saison 2023/24 lautete: 28 Siege, 6 Unentschieden, 0 Niederlagen.

## Amateurelf und Jugendarbeit

### 2. Mannschaft
Bayer Leverkusen löste nach der Saison 2013/14 seine 2. Männermannschaft auf. Für die Heranführung von talentierten Spielern an den Profikader und die Gewährung von Spielpraxis im Männerbereich hatte die Reserveelf bis zu diesem Zeitpunkt in vielen Spielzeiten dritt- und viertklassig in (Amateur-)Oberliga und Regionalliga gespielt. Fünfmal konnte die nach dem Eintritt der 1. Mannschaft in den Profifußball als Amateur-Team antretende und ab der Saison 2005/06 als Bayer 04 Leverkusen II in den Punktspielen agierende Vertretung den Mittelrheinpokal damit wiederkehrend, zuletzt 2007/08, am deutschen Vereinspokal teilnehmen.

### Nachwuchszentrum
Nach der Ausgliederung der Bayer 04 Leverkusen Fußball GmbH wurde zu Beginn des Jahres 2000 das Nachwuchsleistungszentrum Kurtekotten eröffnet, das unter anderem vier Plätze und einen modernen Funktionsbereich bietet. Auf einem der rund 1.100 Zuschauer fassenden Plätze trägt auch die Bundesliga-Mannschaft der Frauen ihre Heimspiele aus.
Die späteren Nationaltorhüter René Adler und Tim Wiese wurden ebenso mehrere Jahre im Leverkusener Nachwuchs ausgebildet wie auch der mehrfache deutsche und englische Meister Leroy Sané sowie der Champions-League-Sieger Kai Havertz. Letztere sind ebenfalls DFB-Nationalspieler. Von den deutschen Meistern der Saison 2023/24 spielte keiner zuvor mehrere Jahre für Juniorenteams von Bayer 04, wohingegen Florian Wirtz nach seinem Wechsel aus der Kölner U17 nach nur wenigen Spielen für Leverkusens A-Junioren bereits in den Profikader integriert wurde.

### Juniorenmannschaften
Das Angebot für Jungspieler reicht von der U10 bis hoch zur U19, welche zurzeit in der U19-DFB-Nachwuchsliga antritt.
1986, 2000 und 2007 wurden die Leverkusener A-Junioren deutscher Meister, 2007 hatten sie zuvor auch schon die westdeutsche Meisterschaft gewonnen. Im Jahr 2008 holten sie dann auch den DFB-Pokal der Junioren. Die U17 des Vereins war bislang ähnlich erfolgreich; in den Jahren 1992 und 2016 wurde auch sie deutscher sowie 2010 westdeutscher Meister.

## Frauenfußball
Am 1. Juli 2008 übernahm Bayer 04 Leverkusen die Frauenfußballabteilung des TuS Köln rrh. Die erste Mannschaft spielte zunächst in der 2. Bundesliga Süd und stieg 2010 in die Bundesliga auf, aus der sie 2017 abstieg. Die zweite Mannschaft stieg 2010 in die Regionalliga West auf. Dazu kommen drei Mädchenmannschaften.